# Independencia del Perú
La independencia del Perú fue un capítulo fundamental en las guerras de independencia hispanoamericanas. Fue un proceso histórico y social que abarcó todo un periodo de revoluciones y conflictos bélicos, los cuales propiciaron la independencia política y el surgimiento de la República Peruana como un estado independiente de la monarquía española. Este resultado fue producto de la ruptura política y la desaparición del Virreinato del Perú, impulsadas por la convergencia de las corrientes libertadoras de América.
Los antecedentes más remotos de un afán revolucionario pueden rastrearse desde la misma creación del Virreinato del Perú hasta bien entrado el siglo XVIII. A lo largo del periodo colonial, algunos movimientos derivaron en auténticas rebeliones. La sangrienta rebelión de Túpac Amaru II, aunque no fue la primera ni la última, sí fue la más importante y culminó en una violenta represión por parte de las autoridades virreinales. Este levantamiento estalló en respuesta a las reformas borbónicas, y fue la primera vez que los documentos virreinales usaron el término “insurgentes”, además de que un movimiento proclamó la abolición de la esclavitud en el Perú. Sin embargo, existe debate sobre si la finalidad de esta rebelión era realmente la independencia o una revolución del orden social virreinal.
A inicios del siglo XIX, como parte de su estrategia de Bloqueo Continental, Napoleón Bonaparte forzó a los monarcas españoles Carlos IV y su hijo Fernando VII a abdicar en su favor, entregando luego la Corona española a su hermano, José Bonaparte. Esto provocó un levantamiento en España y el establecimiento de juntas de gobierno en varios territorios de España y América, que se disputaron la hegemonía sin alterar el orden virreinal. Durante este periodo, el virrey Abascal  convirtió al Ejército Real del Perú y al virreinato peruano en la base de la contrarrevolución contra los movimientos independentistas en Charcas], Quito, Chile y el Río de la Plata. En este contexto, surgieron las primeras rebeliones autónomas en el Perú, influenciadas por la revolución rioplatense, que provocaron múltiples levantamientos en Tacna, Huánuco, Huamanga, Cuzco, Apurímac y otras regiones. Sin embargo, estos esfuerzos no lograron alcanzar la independencia del país, aunque las montoneras peruanas mantuvieron una guerra de guerrillas hasta la llegada de las corrientes libertadoras de América del sur.
En 1820, la rebelión de la Grande Expedición de Ultramar eliminó la amenaza de invasión sobre el Río de la Plata y Venezuela, permitiendo la llegada al Perú de las corrientes libertadoras de América del sur. La Expedición Libertadora del Perú, liderada por el general argentino José de San Martín, desembarcó en las costas peruanas procedente de Chile. Los realistas abandonaron Lima y se fortificaron en el Cuzco, mientras que San Martín proclamó la independencia del Estado peruano el 28 de julio de 1821. Bajo su Protectorado se estableció el primer Congreso Constituyente del país. La guerra de Maynas logró emancipar el oriente peruano en 1822. Sin embargo, ante el estancamiento del conflicto y el decepcionante resultado de la Entrevista de Guayaquil con Simón Bolívar, San Martín se vio obligado a retirarse del Perú. La joven república continuó una guerra de resultado incierto contra los reductos realistas en el interior del país, lo que propició la llegada de Bolívar y la corriente libertadora del norte, liderando el Ejército Unido Libertador del Perú. Finalmente, en 1824, la rebelión del Alto Perú quiebra el bastión realista de la sierra, y con las batallas de Junín y Ayacucho se selló la capitulación del ejército realista y el fin del Virreinato del Perú.
Tras la independencia del Perú, en abril de 1825 concluyó la campaña de Sucre en el Alto Perú. En noviembre de ese mismo año, México obtuvo la capitulación del castillo español de San Juan de Ulúa en Veracruz. Posteriormente, en enero de 1826, cayeron los últimos reductos españoles en el Callao y Chiloé. Una década después, en 1836, España renunció a todos sus territorios continentales americanos.  Más allá de las emancipaciones, el Perú envió tempranamente a sus primeros cónsules a España, desde 1840. En 1865, la reina Isabel II recibió las credenciales del cónsul peruano Domingo Valle Riestra, quien obtuvo de facto el reconocimiento de la independencia del Perú. Sin embargo, el estallido de la guerra hispano-sudamericana en 1865-66, que enfrentó a España y varios países sudamericanos, interrumpió los acuerdos hasta la firma del armisticio en 1871. Finalmente, en 1879, España y Perú suscribieron el Tratado de Paz y Amistad.
Los resultados de la independencia fueron diversos: en el ámbito político, se rompió la dependencia de España, pero en los demás aspectos se agravó la dependencia del Imperio británico y del Imperio estadounidense. En lo social, el despojo de tierras a los indígenas se acentuó durante la era republicana. Aunque esta población obtuvo la ciudadanía con el nacimiento de la república, el 27 de agosto de 1821, y previamente había conseguido plena ciudadanía en la monarquía española mediante las Cortes de Cádiz el 19 de marzo de 1812, los indígenas continuaron siendo tratados de forma inhumana hasta bien entrado el siglo XX. Hoy en día, el país sigue trabajando por construir una sociedad verdaderamente democrática, donde se garanticen y respeten plenamente los derechos de todos los peruanos.

## Antecedentes
Algunos de los primeros conquistadores españoles que exploraron el Perú hicieron los primeros intentos de independencia de la Corona española. Intentaron liberarse del Virreinato, que gobernaba en nombre del rey de España. A lo largo del siglo XVIII, hubo varios levantamientos indígenas contra el dominio virreinal y su trato por parte de las autoridades virreinales. Algunos de estos levantamientos se convirtieron en verdaderas rebeliones. Las Reformas Borbónicas acrecentaron el malestar, y la disidencia tuvo su estallido en la rebelión de Túpac Amaru II.
Durante la guerra de la Independencia española (1808-1814) se perdió la autoridad central en el Imperio español y muchas regiones establecieron juntas autónomas. El virrey del Perú, José Fernando de Abascal, jugó un papel decisivo en la organización de ejércitos para reprimir los levantamientos en el Alto Perú y en la defensa de la región de los ejércitos enviados por las juntas del Río de la Plata. Después del éxito de los ejércitos realistas, Abascal anexó el Alto Perú al virreinato, lo que benefició a los comerciantes de Lima ya que el comercio de la región rica en plata ahora se dirigía al Pacífico. Debido a esto, el Perú se mantuvo fuertemente realista y participó en las reformas políticas implementadas por las Cortes de Cádiz. A pesar de la resistencia realista, el virreinato finalmente sucumbió a los ejércitos independentistas después de las decisivas campañas continentales de José de San Martín y Simón Bolívar.

## Guerra de Independencia hispanoamericana (1810 - 1830)

Mapa animado de la revolución hispanoamericana (1808-1825):
Territorios bajo control realista.
Territorios bajo control de movimientos independentistas.
Territorios bajo control de la Gran Colombia.
España bajo ocupación francesa.
España dominada por el Trienio Liberal.
Zonas sin un gobierno claro.

La emancipación americana forma parte de un periodo mayor, denominado de Revoluciones Atlánticas, que ocurre entre finales del siglo XVIII y principios del XIX, y proponían nuevas formas de gobierno liberales o republicanas, donde el rey es suprimido o relegado a un papel secundario, y engloba hechos tales como la Independencia de Estados Unidos en 1776, la Revolución francesa de 1789, la Revolución haitiana de 1791, o la Independencia de Brasil, y que ocurrieron fuera del mundo hispano.
El principal detonante de la independencia hispanoamericana fue la revolución liberal española y el descabezamiento de la monarquía católica, resultado de las Abdicaciones de Bayona y la invasión napoleónica a España de 1808. Desde entonces, los patriotas americanos, denominados así por su identificación con América (término empleado desde 1820 por el bando independentista peruano, ya que antes de esa fecha era identificado con los coloniales del Perú) defendieron la libertad e independencia frente a las autoridades peninsulares. Según la retroversión de la soberanía, las reinos americanas eran posesiones del rey de España, si bien todos formaban una misma corona, que ahora había caído de forma ilegítima en manos de los Bonaparte. Pero la revolución liberal española derivó en el establecimiento de las Cortes de Cádiz y de un imperio unitario de hegemonía europea en ambos hemisferios, como propugnaba la Constitución francesa de Bayona, lo que fue un punto de quiebre con las juntas americanas que pedían el autogobierno; entonces se las declaró en rebeldía, y propició la aparición de las primeras declaraciones de independencia y el comienzo del conflicto armado. 
Tras la derrota de Napoleón, este firmó el Tratado de Valençay por el que reconoce a Fernando VII como rey de España por las antiguas leyes, y como rey efectivo, rechazó la constitución española de 1812 por considerarla una constitución republicana, contraria al Antiguo Régimen. Las Cortes españolas defendían los derechos de Fernando VII pero como un rey subordinado a ella, lo mismo que las juntas americanas. El rey veía su soberanía entregada o compartida. No reconocían a Fernando VII ningún poder superior, le consideraban poco más que un funcionario despojado de soberanía. La restauración de Fernando VII en la península ibérica mediante un golpe absolutista, significó la vuelta al Antiguo Régimen, pero más radicalizado hacía una tiranía personal. En España, el Manifiesto de los Persas, impuesto a través de un golpe de Estado, declaró las leyes constitucionales "nulos y de ningún efecto", se borró todo rastro de liberalismo, se persiguió y exilió a los liberales españoles, mientras volvían los afrancesados, antiguos bonapartistas favorables al poder establecido. En América, por el contrario, Fernando no pudo imponerse a la resistencia armada de las juntas, lo que derivó en nuevas declaraciones de independencia a través de sus congreso constituyentes y la creación de estados republicanos ahora completamente separados del Imperio español.
En este contexto podemos dividir las campañas político-militares de la independencia peruana en dos grandes periodos:
- La primera fase (1811-1818), de los levantamientos autónomos, en la que se desarrollan una serie de conspiraciones y rebeliones que dan comienzo a la lucha por la libertad del Perú.
- La segunda fase (1820-1824), de las corrientes libertadoras de América, en donde comienza con la llegada de la Expedición Libertadora de José de San Martín (corriente libertadora del sur) y posteriormente por la de Simón Bolívar (corriente libertadora del norte), que concluye con las victorias en los campos de Junín y Ayacucho y en la que se alcanza la derrota de las fuerzas virreinales y la consolidación de la independencia del Perú.

## Levantamientos autónomos del Perú
Las primeras rebeliones autónomas peruanas surgieron a partir de estas campañas rebeldes iniciales en el Alto Perú, Quito, Chile y el Río de la Plata, en un contexto marcado por el descontento social de los indígenas y la colaboración de sectores criollos con la revolución rioplatense. En este marco, el virrey del Perú, José Fernando de Abascal, convirtió al Ejército Real del Perú y al virreinato peruano en la base de la contrarrevolución.
Las insurrecciones en Tacna (1811 y 1813), Huánuco (1812) y Cuzco (1814) fueron, en su mayoría, movimientos más anti-limeños que contra la unidad imperial. El levantamiento de Cuzco se distinguió por su declarado liberalismo y su proyección más allá de las fronteras peruanas, aunque, al igual que los demás, mantuvo en ese momento su lealtad al rey ausente Fernando VII como figura subordinada a los gobiernos americanos. Estas rebeliones apelaban a la Constitución de Cádiz, y no cuestionaban directamente la integridad de la monarquía, salvo por algunas voces radicales influenciadas por el Río de la Plata a partir de 1813. Estas revueltas se animaban bajo la consigna “’’¡Viva el Rey, muera el mal gobierno!’’”.
La mayoría de las insurrecciones fueron fomentadas a través de conspiraciones vinculadas con la Junta de Buenos Aires, con el objetivo de facilitar las campañas militares rioplatenses en el Alto Perú. Por otro lado, los principales comerciantes adoptaron inicialmente una postura de apoyo a los intereses comerciales en disputa o de prudente indiferencia, aunque posteriormente la población se unió a la restauración realista triunfante. A pesar de los múltiples esfuerzos, la insurgencia en el Perú no logró alcanzar la independencia del país.

### Tacna y las expediciones rioplatenses al Alto Perú

#### Primera revuelta de Tacna de 1811

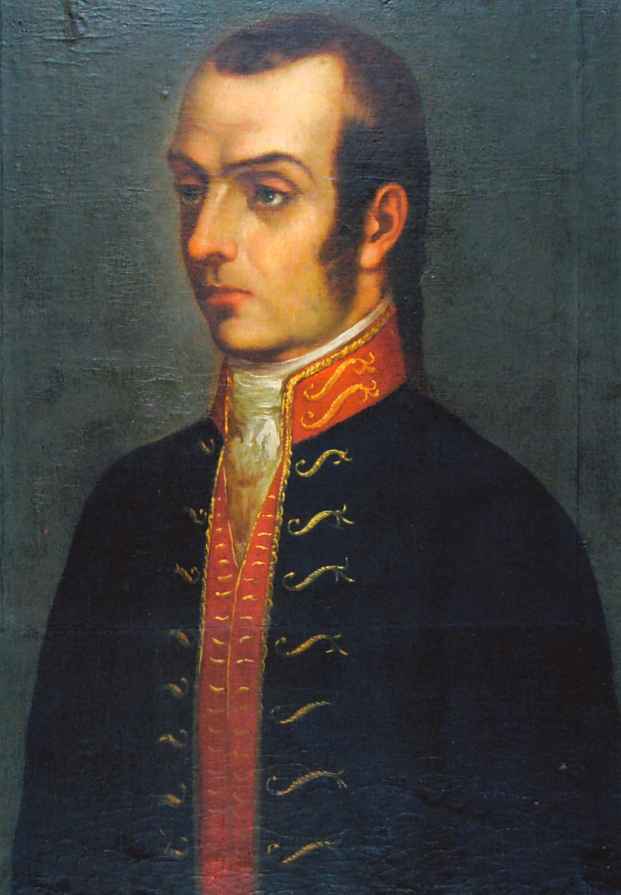
Francisco Antonio de Zela, líder de la primera revuelta de Tacna.

Los revolucionarios peruanos, conocedores del avance de los ejércitos rioplatenses en el Alto Perú (actual Bolivia), organizaron en Tacna un movimiento libertario contra el virrey José Fernando de Abascal. El 20 de junio de 1811 (día de la batalla de Huaqui, en donde las tropas realistas al mando del general José Manuel de Goyeneche vencieron a los independentistas rioplatenses), los independentistas, dirigidos por Francisco Antonio de Zela, asaltaron los dos cuarteles militares realistas de Tacna, proclamando a Zela comandante militar de la plaza, a Rabino Gabino Barrios como coronel de milicias de infantería y al curaca Toribio Ara como comandante de la división de caballería. El día 25 de junio se supo en Tacna de la derrota de los rioplatenses en Huaqui. Aprovechando el desconcierto provocado por la noticia, los realistas desmontaron el movimiento y tomaron preso a Francisco Antonio de Zela, a quien llevaron a Lima donde fue condenado a cadena perpetua en la cárcel de Chagres, Panamá, donde falleció en 1819, a los 50 años de edad.

#### Rebelión de Huánuco de 1812

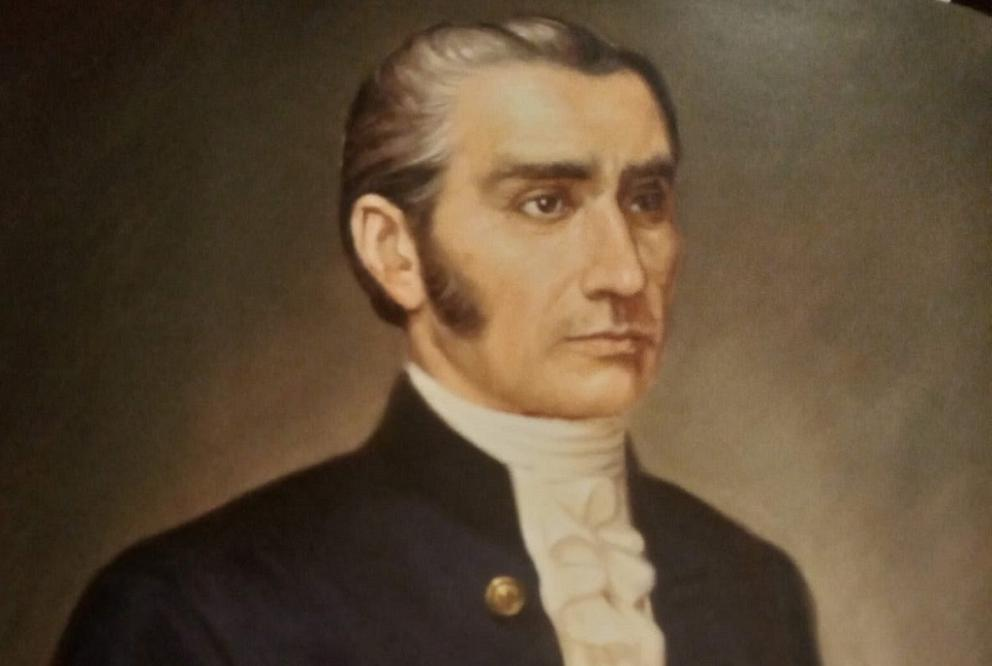
Juan José Crespo y Castillo, uno de los líderes de la rebelión de Huánuco de 1812.

La rebelión indígena de Huánuco del 22 de febrero de 1812 se dirigió contra el régimen colonial. Las tropas del virrey se organizaron en Cerro de Pasco y se dirigieron a Huánuco, donde se produjo la batalla de Ambo el 5 de marzo de 1812. El intendente de Tarma José González de Prada reconquistó Ambo el 10 de marzo con un contingente colonial. Los rebeldes abandonaron Ambo y Huánuco; los realistas entraron a ambas ciudades el 19 de marzo de 1812. González Prada salió de la ciudad en persecución de los rebeldes, que contaban con 2000 hombres. Los indígenas se dispersaron y los cabecillas fueron capturados por González Prada, entre ellos, a Juan José Crespo y Castillo, al curaca Norberto Haro y al alcalde pedáneo de Huamalíes, José Rodríguez, quienes fueron enjuiciados sumariamente y ejecutados con la pena del garrote. A otros sublevados se les desterró y muchos fueron puestos en prisión.

#### Segunda revuelta de Tacna de 1813
El general argentino Manuel Belgrano reorganizó las tropas rioplatenses derrotadas en la batalla de Huaqui. El 24 de septiembre de 1812, se enfrentó a las tropas comandadas por el general Pío Tristán, las venció y detuvo el avance del ejército realista sobre Tucumán. Más tarde, obtuvo otra victoria en la batalla de Salta, por lo que Pío Tristán, capituló el 20 de febrero de 1813, con lo cual el Ejército argentino volvió a emprender otra ofensiva y ocupó nuevamente el Alto Perú. El general español Joaquín de la Pezuela, que había reemplazado a Goyeneche en La Paz por disposición del virrey Abascal, reorganizó el Ejército Real del Perú y derrotó al argentino Manuel Belgrano en la batalla de Vilcapugio el 1 de octubre de 1813 y seguidamente en la batalla de Ayohuma, el 14 de noviembre de 1813.
El tacneño Juan Francisco Paillardelli fue emisario de Belgrano en las coordinaciones que el general argentino pretendió establecer en Perú. Junto a Juan Francisco Paillardelli, su hermano Enrique Paillardell conspiraba en Tacna y Julián Peñaranda lo hacía en Tarapacá. Enrique recibió sus instrucciones de Belgrano en Puno. El plan consistía en concertar el alzamiento de todo el sur del Perú. Bajo el liderazgo de Enrique Paillardell, los rebeldes tacneños, el 3 de octubre de 1813, se apoderaron de los cuarteles tacneños y apresaron al gobernador realista de la provincia.
El intendente de Arequipa, José Gabriel Moscoso, enterado de los acontecimientos, envió una milicia realista al mando de José García de Santiago. Se produjo el combate de Camiara, el 13 de octubre, donde fueron derrotados las fuerzas de Paillardelli que se replegaron a Tacna. A los pocos días se supo de la derrota de Belgrano y los revolucionarios se volvieron a dispersar. Enrique Paillardell y unos cuantos seguidores huyeron hacia el Alto Perú, el 3 de noviembre de 1813, mientras que Tacna fue retomada por los realistas.

### Rebelión del Cuzco de 1814

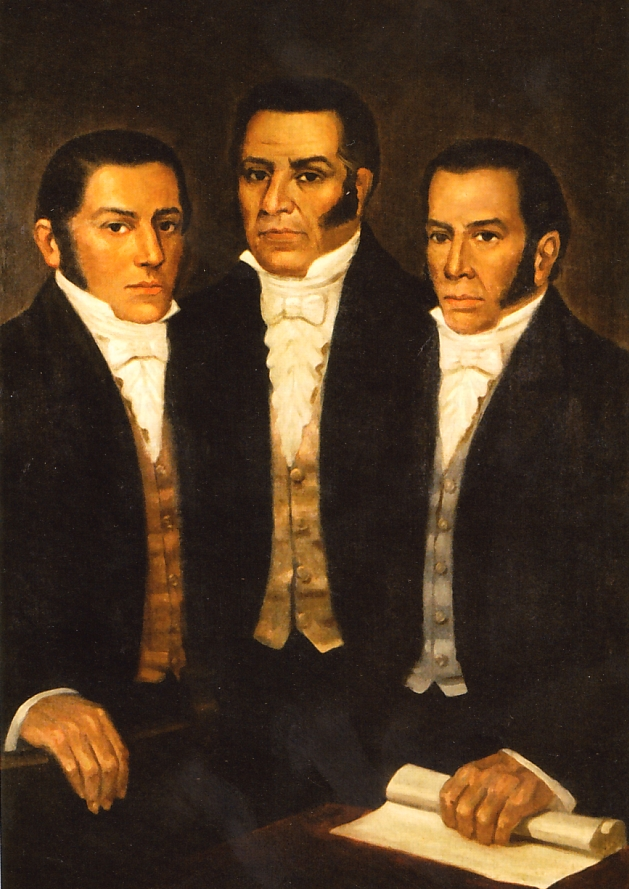
Los hermanos Angulo: José, Vicente y Mariano Angulo, líderes de la Rebelión del Cuzco de 1814.

En 1814, se produjo la Rebelión del Cuzco que abarcó el sur del virreinato del Perú. La rebelión de 1814 se inició con la confrontación política entre el Cabildo Constitucional y la Real Audiencia del Cuzco: el primero era percibido como pro americano y el segundo como pro peninsular. A raíz de este enfrentamiento, fueron encarcelados los hermanos Angulo a fines de 1813. Para agosto de 1814, los hermanos Angulo y otros criollos escaparon y tomaron el control de la ciudad del Cuzco. En esos momentos, ya se habían aliado con el brigadier y curaca de Chinchero, Mateo Pumacahua. Este último personaje fue uno de los grandes defensores de la monarquía española durante la rebelión de Túpac Amaru II y comandante de los indígenas realistas en la batalla de Huaqui; sin embargo, había cambiado su postura beligerante movido por imposición del virrey Abascal de no garantizar el cumplimiento de la Constitución de Cádiz de 1812 en el virreinato del Perú.

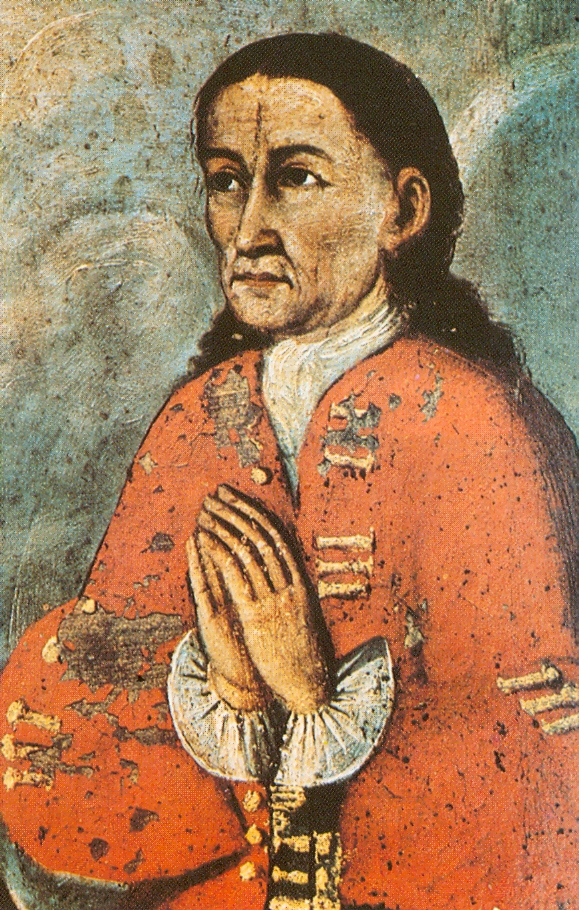
Mateo Pumacahua, curaca de Chinchero y otro de los líderes de la Rebelión del Cuzco.

Los hermanos Angulo y Pumacahua organizaron un ejército dividido en tres secciones:

##### Expedición al Alto Perú
La primera de ellas fue enviada al Alto Perú, al mando del iqueño Juan Manuel Pinelo y del cura argentino Ildefonso Muñecas. Estas fuerzas rodearon La Paz con 500 fusileros y 20 000 indios armados con piedras y hondas, el 14 de septiembre de 1814. El 24 del mismo mes, tomaron la ciudad. Los realistas fueron confinados en sus cuarteles, pero estos aprovecharon la situación para hacer volar el polvorín; enfurecidos, los independentistas paceños les dieron muerte. Para reconquistar La Paz, marchó desde Oruro un regimiento realista de milicianos cuzqueños, con 1500 fusileros al mando del general español Juan Ramírez Orozco. Se enfrentaron en las afueras de La Paz, el 1 de noviembre de 1814, y los independentistas resultaron derrotados. Pinelo y Muñecas ordenaron replegarse y una parte de la tropa quedó dispersa en la región en forma de guerrillas.

##### Expedición a Huamanga
La segunda sección patriota marchó a Huamanga, bajo el mando del argentino Manuel Hurtado de Mendoza, que tenía por lugartenientes al clérigo José Gabriel Béjar y a Mariano Angulo y llegaron a la plaza de la ciudad el 20 de septiembre. Días antes se desarrolló en esa ciudad el levantamiento de cientos de mujeres campesinas el cuartel de Santa Catalina (actual Centro Artesanal Soshaku Nagase) lideradas por Ventura Ccalamaqui, en apoyo a la causa. Hurtado de Mendoza ordenó marchar a Huancayo, ciudad que tomaron pacíficamente. Para enfrentarlos el virrey Abascal envió desde Lima al regimiento español Talavera, bajo el mando del coronel Vicente González. Se produjo la batalla de Huanta, el 30 de septiembre de 1814; las acciones duraron tres días, luego de los cuales los rebeldes abandonaron Huamanga. Se reorganizaron en Andahuaylas y volvieron a enfrentarse a los realistas el 27 de enero de 1815, en Matará, donde fueron nuevamente derrotados. Los insurgentes volvieron a reorganizarse gracias a las guerrillas formadas en la provincia de Cangallo. Entre tanto, el argentino Hurtado de Mendoza conformó una fuerza con 800 fusileros, 18 cañones, 2 culebrinas (fundidas y fabricadas en Abancay) y 500 indios. Estas fuerzas estuvieron bajo el mando de José Manuel Romano, apodado “Pucatoro” (toro rojo). Debido a la traición de José Manuel Romano sobre Hurtado de Mendoza, a quien dio muerte y rindió a los realistas, los revolucionarios se dispersaron y los cabecillas de la revuelta fueron capturados. Las traiciones fueron un hecho común en las rebeliones independentistas de toda América. Las biografías de los actores sociales muestran que los cambios de bandos no eran extraños. En el caso de los líderes locales, sus filiaciones políticas estaban vinculadas a los conflictos locales que se expresaban en una mayor dimensión. Los hermanos Angulo, Béjar, Paz, González y otros sublevados fueron capturados, llevados al Cuzco y ejecutados públicamente el 29 de marzo de 1815. La Corona tenía la política del escarmiento público como un mecanismo para intimidar a la población y evitar futuros alzamientos.

##### Expedición a Puno y Arequipa
El tercer agrupamiento patriota hizo su campaña en Arequipa y Puno, al mando del antiguo brigadier realista Mateo Pumacahua, y contaba con 500 fusileros, un regimiento de caballería y 5000 indios. Pumacahua, como curaca de Chinchero, tenía un gran dominio y liderazgo entre la población indígena. Al Cuzco fueron enviados los hermanos José y Vicente Angulo, con algún resguardo de indios y negros leales. El control del Cuzco era fundamental por motivos ideológicos y de logística. Por múltiples motivos, Cuzco tenía una fuerte influencia sobre el Alto Perú; y, a su vez, el Alto Perú mantenía un vínculo colonial administrativo con la ciudad de Buenos Aires, uno de los grandes centros revolucionarios de los años 1810 en Sudamérica.
Mateo Pumacahua, se enfrentó exitosamente a los realistas en la batalla de la Apacheta, el 9 de noviembre de 1814. Tomó prisioneros al intendente de Arequipa José Gabriel Moscoso y al mariscal realista Francisco Picoaga, su antiguo compañero de armas de la batalla de Huaqui. Los independentistas ingresaron a Arequipa. Por presión de las tropas independientes, el cabildo de Arequipa reconoció a la Junta Gubernativa del Cuzco, el 24 de noviembre de 1814. Pero la reacción realista no se hizo esperar. Pumacahua, enterado de la aproximación de tropas realistas, abandonó Arequipa. El cabildo abierto de Arequipa se volvió a reunir y se apresuró a acordar lealtad al rey, el 30 de noviembre de ese año. Tales cambios de “lealtad” en los dirigentes locales fueron normales durante toda la guerra, pues se escogía al sector que era dueño de la plaza fuerte, como una forma de garantizar la seguridad personal, familiar y de los bienes, no necesariamente por una inclinación ideológica ni menos una predisposición para la lucha a favor de cualquier bando.
Las tropas realistas, al mando del general Juan Ramírez Orozco, ingresaron a Arequipa el 9 de diciembre de 1814. Luego de reponer fuerzas y de reforzar su milicia, el general Ramírez salió de Arequipa en busca de los insurgentes en febrero de 1815. Dejó como gobernador al general Pío Tristán. Ambos ejércitos, el realista y el patriota, se desplazaron cautelosos por diversos parajes de los Andes, buscando un lugar propicio para el enfrentamiento. El 10 de marzo de 1815, se encontraron cerca de Puno, en la batalla de Umachiri, saliendo vencedores los realistas. El triunfo realista se debió al correcto equipamiento y mayor disciplina de sus tropas. Hubo más de un millar de muertos en el curso de la batalla. Entre los insurgentes capturados estuvo el célebre poeta Mariano Melgar, quien fue fusilado en el mismo campo de batalla. Pumacahua fue apresado en Sicuani, donde fue sentenciado a morir decapitado, pena que se cumplió el 17 de marzo.

### Rebelión de Aymaraes de 1818
La rebelión de Aymaraes es el levantamiento contra el sistema político español ocurrido en el partido de Aymaraes, de la intendencia del Cuzco, y actualmente en el departamento de Apurímac, ocurrida en la segunda mitad del año 1818. Inicialmente se trató de una revuelta indígena de protesta social que terminó convertida por los dirigentes mestizos, que tomaron el control, en un movimiento que proclama la independencia. La rebelión fue derrotada por las tropas realistas pero sus montoneras y guerrillas siguieron combatiendo hasta el arribo de la Expedición Libertadora de José de San Martín.

## El estado peruano y las corrientes libertadoras de América

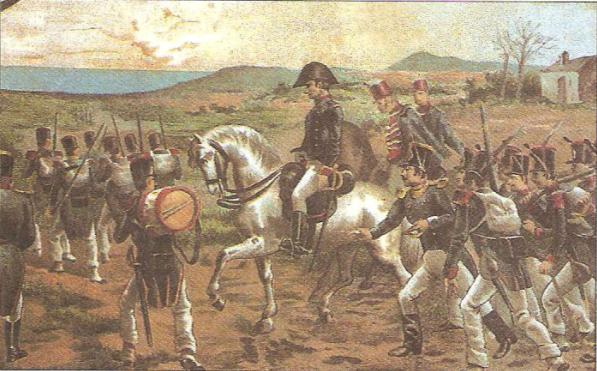
Rafael del Riego conduciendo a las tropas expedicionarias sublevadas en el año 1820 y con ello desapareció la amenaza española en el Río de la Plata y Venezuela. Esto posibilitó la convergencia de las corrientes libertadoras al Perú.

La segunda fase de la independencia (1820-1824) o de las corrientes libertadoras de América, ahora identificada con una Patria (política y construida), y sus partidarios con la Soberanía, llamados Patriotas, pero no en referencia al territorio nacional del Perú sino de América; y comienza con la llegada de la Expedición Libertadora de José de San Martín, corriente libertadora del sur y el surgimiento del estado peruano independiente; y concluye con el arribo al Perú del Libertador Simón Bolívar, corriente libertadora del norte y consolidación de la independencia, periodo en el que se consigue la derrota definitiva de las fuerzas virreinales.
En esas fechas el monarca Fernando VII tenía reunido en Andalucía el mayor ejército de Ultramar, la Grande Expedición, destinado a sofocar definitivamente la sublevación de las provincias de América. Pero el levantamiento y rebelión de Rafael del Riego en Andalucía el año 1820, desintegró y dispersó la flota y las tropas expedicionarias reunidas, con ello desapareció la amenaza de ataque español del Río de la Plata y Venezuela y en consecuencia se desmorona la resistencia realista en dichas regiones. Esto posibilitó la convergencia de las corrientes "libertadoras" al Perú, que junto a otros focos de resistencia, son los últimos bastiones de la monarquía. Por fin, José de San Martín invade el Perú desde Chile. El Trienio Liberal sin embargo renuncia a mandar expediciones militares contra las revoluciones en América, en cambio, obliga a entablar unas conversaciones de paz en Miraflores y Punchauca que fracasan. La reacción absolutista española se ayuda del ejército francés en 1823 para restaurar a Fernando VII en el trono. Pero en el Perú, en plena intervención de Simón Bolívar, esto provoca una guerra doméstica, que termina por desarticular y dividir las tropas realistas, que así, finalmente, serán derrotadas en las campañas de Junín y Ayacucho.

### Campañas navales

#### Expedición de William Brown al Pacífico
El marino de origen irlandés, Guillermo Brown, desarrolló su carrera en la marina británica, sirvió en la estadounidense y llegó a ser comandante de las fuerzas navales de las Provincias Unidas del Río de la Plata. En 1815, organizó una expedición desde Buenos Aires, compuesta por cuatro barcos que sumaban 150 cañones y una tripulación de 500 hombres. Brown regresó a Buenos Aires en 1818, perseguidos por la marina española en el Pacífico, gran parte de su flota se perdió o capturada durante la navegación. Durante la expedición, Brown asoló las costas de Chile e incursionó en los puertos del Callao y Guayaquil.

#### Expediciones de Thomas Cochrane

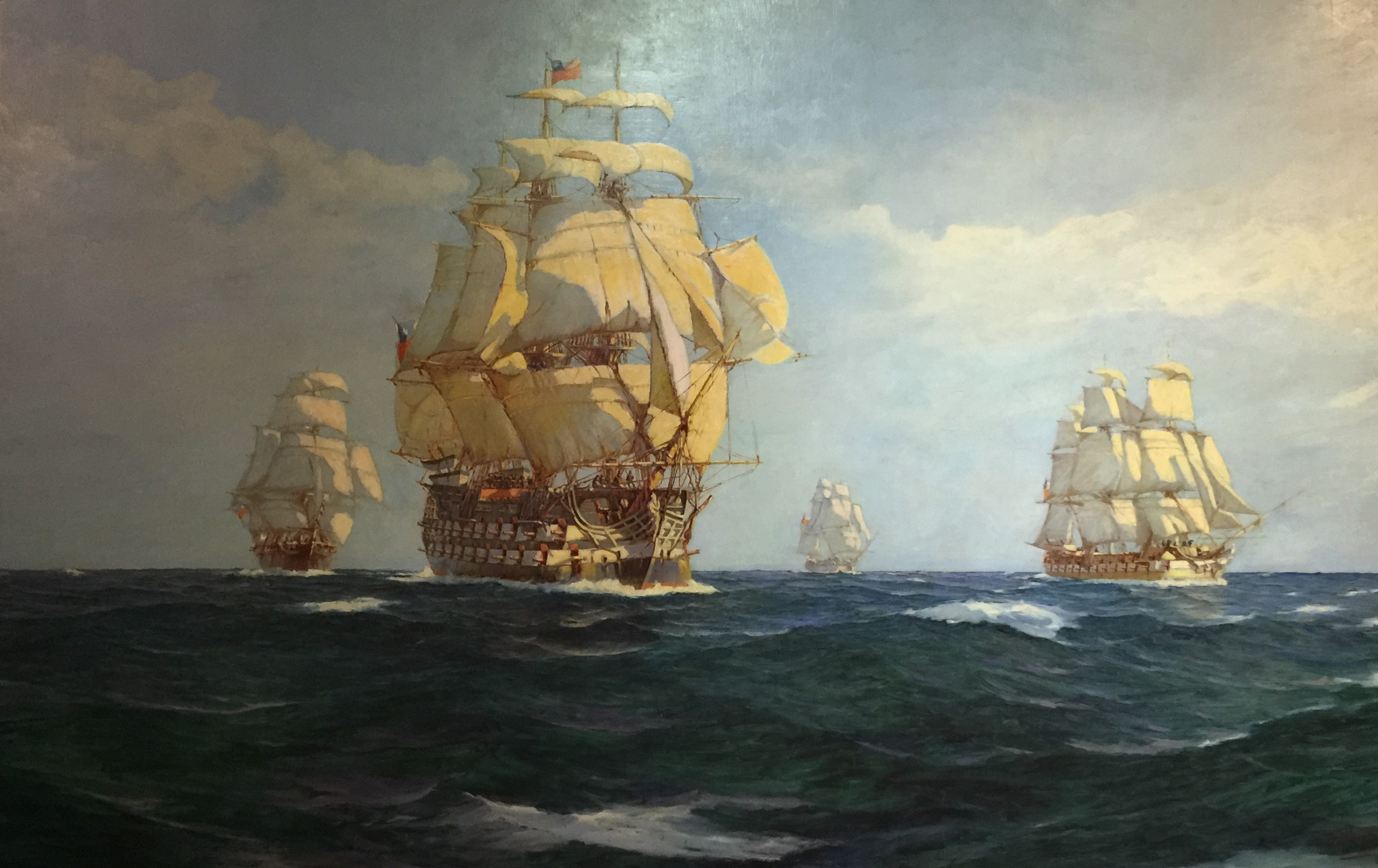
La Primera Escuadra Nacional de Chile tuvo la misión de llevar la guerra a las costas del Virreinato del Perú.

El marino de origen escocés Thomas Cochrane desarrolló una destacada carrera en la marina británica donde alcanzó los más altos cargos en las guerras napoleónicas, llegó a Chile el 28 de noviembre de 1818 para asumir el mando de la marina chilena, tras ser contratado por un agente del gobierno de ese país. A principios de 1819, el gobierno chileno comenzó a preparar incursiones en las costas del Perú con su flota naval bajo el mando de Cochrane. Estas acciones buscaban preparar el terreno para la futura Expedición Libertadora, obteniendo información, difundiendo propaganda patriota para atraer a los locales a la causa, enfrentando a las fuerzas marítimas españolas estacionadas en el Callao, bloqueando sus puertos y capturando o destruyendo embarcaciones de interés español. Cochrane empleó tácticas novedosas y poco convencionales, como el uso de brulotes, cohetes incendiarios, operaciones de quinta columna, y desembarcos sorpresa de pequeñas unidades.
En enero de 1819, Cochrane llevó a cabo una primera expedición a las costas peruanas, bombardeando y bloqueando el puerto del Callao, capturando varios barcos españoles y encerrando el resto de la flota enemiga en el puerto. También pasó por Huacho, Huaura, Supe (cuyo cabildo se declaró por la independencia), Huarmey y Paita, donde buscó provisiones y el apoyo de los locales a la causa patriota. Cochrane regresó a Valparaíso en junio de ese año.
En septiembre de 1819, lanzó una segunda expedición, volviendo a bloquear el Callao y atacando otros puntos estratégicos, como Pisco y Guayaquil. Durante este tiempo, las fragatas Primorosa Mariana y Prueba, sobrevivientes del naufragio de la División naval del Mar del Sur, arribaron a las costas del Callao y Guayaquil, esquivando el bloqueo. En su regreso a Chile, Cochrane se dirigió hacia el sur con el objetivo de atacar los enclaves españoles de Valdivia y el Archipiélago de Chiloé. Logró conquistar Valdivia, destacándose el subteniente peruano Juan Francisco de Vidal La Hoz, quien se unió a Cochrane durante las expediciones peruanas y fue apodado el “primer soldado del Perú”. Sin embargo, en la conquista de Chiloé fue derrotado por Antonio de Quintanilla la expedición fue un rotundo fracaso que haría conservar este bastión realista hasta 1826. Después de estas acciones, a mediados de febrero de 1820 Cochrane, como jefe de la escuadra chilena, regresó a Valparaíso para unirse a la Expedición Libertadora del Perú, que debía transportar y apoyar al ejército liderado por el general José de San Martín.

#### Naufragio de la División del mar del Sur en 1819
En 1819, Fernando VII en un intento de restaurar el poder naval español en el Pacífico decide enviar una potente división naval de refuerzo con destino al apostadero naval del Callao. El convoy partió de Cádiz el 11 de mayo de 1819 y estaba integrado por cuatro buques y 1400 hombres. Dos poderosos navíos de guerra, uno el navío de línea San Telmo de 74 cañones, al mando del capitán de navío Joaquín de Toledo y Parra, el otro buque de línea, el navío Alejandro I de 74 cañones, al mando de Antonio Tiscar y Pedrosa. Los otros dos buques eran la fragata Prueba, de 55 cañones, al mando de Manuel del Castillo, y por último, la fragata mercante armada Primorosa Mariana, de 48 cañones, bajo el mando de Melitón Pérez del Camino. La fuerza, bautizada como División del Mar del Sur, estaba al mando del brigadier Rosendo Porlier y Asteguieta, de origen limeño, veterano de Trafalgar y de amplia experiencia en la guerra de independencia de México. Pero el estado de los barcos sobre el papel distaba mucho de su situación real. El Alejandro naufragó frente a Río de Janeiro, sin embargo pudo regresar, el San Telmo, en plena tormenta del Cabo de Hornos se perdió. La Prueba, deteriorada por trayecto pudo escapar a Guayaquil en pleno bloqueo del Callao. 
La Primorosa Mariana es el único que consigue alcanzar el Callao y da la noticia de la desaparición de la división naval española.
| División del Mar de Sur - Rosendo Porlier y Asteguieta, jefe de la expedición Unidades y comandantes - navío S.M.C. San Telmo de 74 cañones y 2750 toneladas, al mando de D. Joaquín de Toledo y Parra - navío S.M.C. Alejandro I de 74 cañones y 2700 toneladas, al mando de D. Antonio Tiscar y Pedrosa - fragata S.M.C. Prueba de 55 cañones y 950 toneladas, al mando de D. Melitón Pérez del Camino - fragata Primorosa Mariana armada de 48 cañones, al mando de D. Manuel del Castillo |

### La corriente libertadora del Sur y el protectorado peruano (1820 - 1823)

#### La Expedición Libertadora del Perú

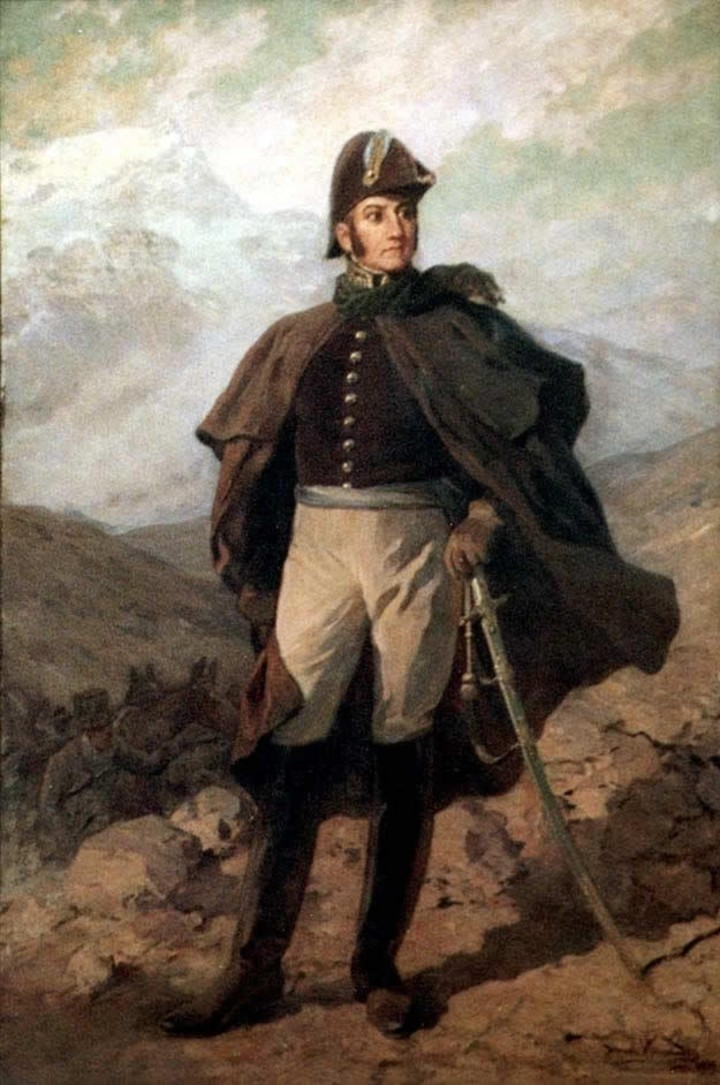
Óleo de José de San Martín, libertador del Perú de Daniel Hernández Morillo.

La pacificación interior del virreinato peruano permitió al virrey del Perú la organización de dos expediciones contra los patriotas de Chile formado por regimientos realistas de Arequipa y Lima y batallones expedicionarios europeos. En 1814 la primera expedición permitió la reconquista de Chile en la batalla de Rancagua. En 1817 tras el triunfo de las armas patriotas en la batalla de Chacabuco, otra vez se recurrió al Ejército Real del Perú para salvar la monarquía, y una segunda expedición parte en 1818, obteniendo una victoria en la batalla de Cancha Rayada, pero finalmente fue destruida por San Martín en la batalla de Maipú.
Para llevar adelante la independencia del Perú, se firmó el 5 de febrero de 1819 un tratado entre Argentina y Chile. El general José de San Martín creía que la independencia de las Provincias Unidas del Río de la Plata no estaría totalmente segura mientras el Perú fuera un importante bastión de las fuerzas realistas. Se organizó una fuerza militar anfibia que en un principio sería financiada conjuntamente por los gobiernos de Argentina y de Chile, pero debido a la situación de anarquía en las provincias rioplatenses, el gobierno de Buenos Aires se desentendió de los presupuestos, siendo la casi totalidad de los costos asumidos por el gobierno de Chile dirigido por Bernardo O'Higgins. Se determinó que el mando del ejército fuera para José de San Martín y de la escuadra para el almirante Thomas Cochrane.
El operativo inicial del general San Martín estaba demostrando en la práctica que el plan para liberar al Perú, bastión del colonialismo, estaba bien concebido. Tras rebelión del Trienio Liberal y la desarticulación de la Grande Expedición de Ultramar, sin la llegada de estos ingentes refuerzos, los españoles no tenían una escuadra bien equipada, por lo que la expedición de Cochrane frente a la costa peruana mostró eficiencia y causó temor a los realistas. San Martín preparó así con mayor seguridad su expedición al Perú. Para atraer a la aristocracia peruana, sobre todo la limeña y la trujillana, San Martín les ofreció establecer un reino independiente en el Perú, cuyo trono sería ocupado por un miembro de la casa real española u otra europea, sin cambiar las estructuras sociales, incluso manteniendo al mismo ejército realista. Dicha opinión no la cambiaría nunca, porque estaba convencido de su aplicabilidad, ya que todos los países europeos se regían por monarquías normalmente en ese entonces.

##### Desembarco en Paracas
El 21 de agosto de 1820, se embarcó el Ejército Libertador del Perú, conformado por una fuerza combinada de chilenos y rioplatenses, que sumaban 4118 efectivos. Salió de Valparaíso con ocho buques de guerra con 247 cañones y víveres para seis meses, tripulados por 1600 marineros y soldados, y 16 transportes con más de siete mil toneladas y once lanchas cañoneras.
El 7 de septiembre el Ejército Libertador inició el desembarco en Paracas. Ocupó Pisco el 8 de septiembre. Tomado el puerto de Pisco, San Martín dirigió una proclama para que sus tropas no cayeran en abusos, con líneas principistas, como las siguientes:

“La ferocidad y la violencia son que no conocen los soldados de la libertad; y si contra todas mis esperanzas, alguno de los nuestros olvidase sus deberes, declaro desde ahora que será inexorablemente castigado conforme a los artículos siguientes:

- 1º Todo el que robe o tome por violencia de dos reales por arriba, será pasado por las armas, previo proceso verbal que está observado en el ejército.
- 2º Todo el que derrame una gota de sangre fuera del campo de batalla, será castigado con la pena del Talión.
- 3º Todo insulto contra los habitantes del país, sean europeos o americanos, será castigado hasta con la pena de la vida, según la gravedad de las circunstancias.
- 4º Todo exceso que ataque la moral pública o las costumbres del país, será castigado en los mismos términos que previene el artículo anterior”.

Posteriormente, un destacamento del ejército libertador, tomó posesión de la ciudad de Chincha, al norte del puerto de Pisco.

##### Las conferencias de Miraflores

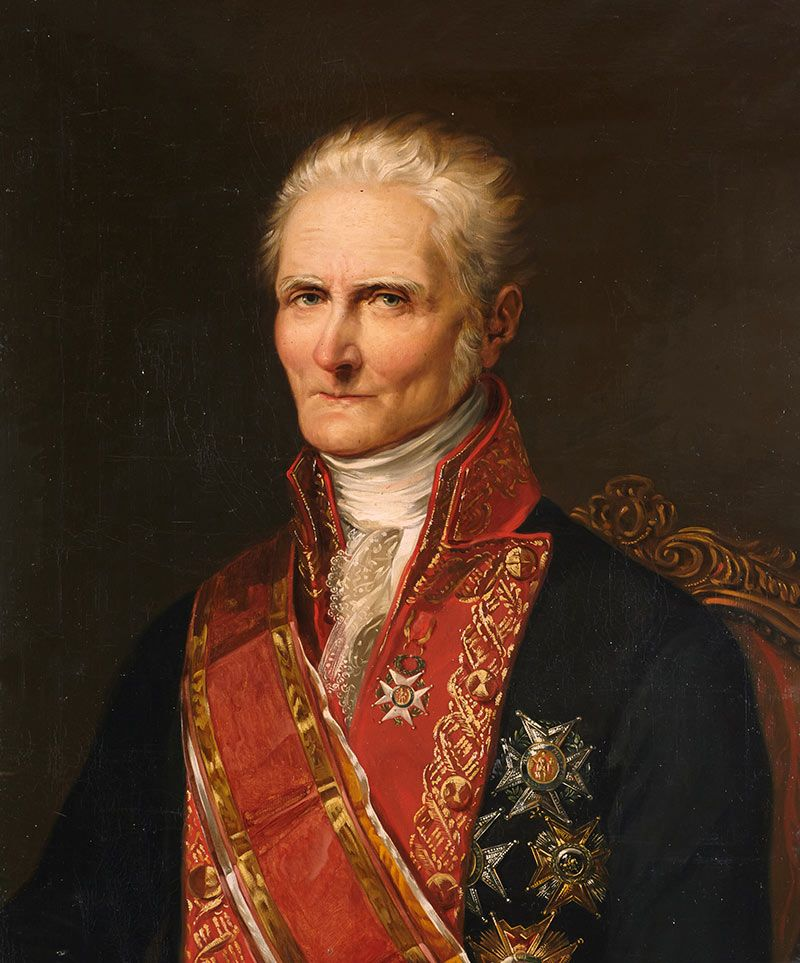
Joaquín de la Pezuela, virrey del Perú (1816-1821).

Al momento del desembarco de la Expedición Libertadora, el virrey Joaquín de la Pezuela, se hallaba en preparativos para jurar la Constitución liberal de 1812, cumpliendo así la orden del rey Fernando VII (que a la vez se había visto obligado a jurar y cumplir dicha Constitución por obra de los liberales españoles que instauraron el llamado Trienio liberal en España). La noticia del desembarco de San Martín llegó a Lima el 11 de septiembre de 1820, pero pese a ello, se realizó la ceremonia de la juramentación el día 15 de septiembre. Pezuela creyó que el cambio político en la península ibérica podría ayudar de algún modo a lograr un acuerdo con San Martín y los patriotas.
Pezuela envió una carta a San Martín ofreciéndole entrar en negociaciones, el 14 de septiembre de 1820. Al día siguiente, San Martín aceptó negociar. A partir del 25 de septiembre, los comisionados de ambos bandos iniciaron las tratativas en Miraflores, al sur de Lima. Los delegados de San Martín eran: su ayudante de campo coronel Tomás Guido y su Secretario de gobierno Juan García del Río. Los representantes del Virrey eran: el Conde de Villar de Fuentes, el teniente de navío Dionisio Capaz e Hipólito Unanue. Se iniciaron así los intentos diplomáticos para dar término al conflicto por la independencia hispanoamericana, que territorialmente involucraba a una inmensa parte del continente sudamericano (Perú, Chile y Provincias Unidas del Río de la Plata).
El día 26 de septiembre, a las cinco de la tarde y como paso y medida previa indispensable para el mejor y mayor resultado de cualquier negociación, se firmó un armisticio. Las principales cláusulas del armisticio, eran las siguientes:

El ejército patriota permanecerá en el valle de Pisco y el realista en el de Cañete. Si no llegara a un acuerdo, las hostilidades no podrán renovarse hasta después de 24 horas de la notificación; las presas hechas por ambas partes en el plazo de los ocho días del armisticio, deberán ser devueltas, las propiedades tomadas por el ejército libertador, serán conservadas y respetadas íntegramente hasta el resultado de las negociaciones. Tanto el General San Martín como Pezuela, pondrán al tanto de esto, a sus fuerzas.

Pezuela ratificó el armisticio a las ocho de la noche. Luego, se dio inicio a las Conferencias.
No se logró ningún acuerdo porque los puntos de ambas partes eran inconciliables. Por el lado español se intentó que los patriotas reconocieran la autoridad del Rey de España bajo el amparo de la Constitución liberal de 1812 que acababa de jurar. San Martín, por su parte, exigió el reconocimiento incondicional de la independencia de América.
Lo más interesante de estas Conferencias, fue lo que propuso muy reservadamente San Martín, por intermedio de sus delegados, acerca de la instalación de una Monarquía Constitucional en el Perú independiente, con un príncipe español a su cabeza. El Virrey eludió dar una respuesta, pues era un tema que solo competía decidir a la corte de Madrid.
Y así finalizaron las conferencias de Miraflores. No se ha precisado el local en que se llevaron a cabo. Según el padre Vargas, debió ser la casa hacienda de Surquillo, hoy junto al teatro Marsano, más o menos, en el parque Miranda.
El resultado de estas negociaciones lo leemos del oficio que San Martín dirigió a Pezuela el 4 de octubre de 1820:

“Son las 6 de la tarde y esta mañana llegaron mis diputados por cuyo conducto quedo instruido de las proposiciones a que se han extendido los de V.E. Nunca esperé después de las protestas pacíficas en que abundaban las comunicaciones de V.E. que el resultado de las aperturas fuese tan diametralmente opuesto a mis más sinceros deseos, suficientemente manifestados por mis diputados. Pero ya que ha sido imposible conciliar las ideas de V.E. con las intenciones de América en general, con las del gobierno de Chile y las de las Provincias Unidas y con el honor del ejército que mando, me es sensible verme en la necesidad de librar al éxito de mis armas, el destino de los pueblos, cuya independencia he venido a proteger”.

El por qué de esta falta de conciliación, la encontramos en el manifiesto que San Martín hace al pueblo peruano, sobre el resultado de las negociaciones el 13 de octubre de 1820:

“Las proposiciones del Virrey de Lima, han sido o totalmente inadmisibles o desnudas de una verdadera garantía”.

##### Primera Campaña de Arenales a la Sierra del Perú

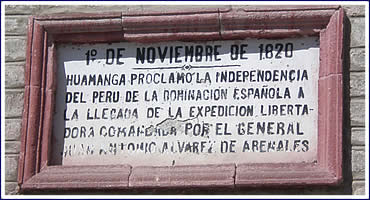
Placa referente a la independencia de Huamanga, hecha por las referencias del opúsculo de Jervasio Álvarez y Montaño del año de 1847.

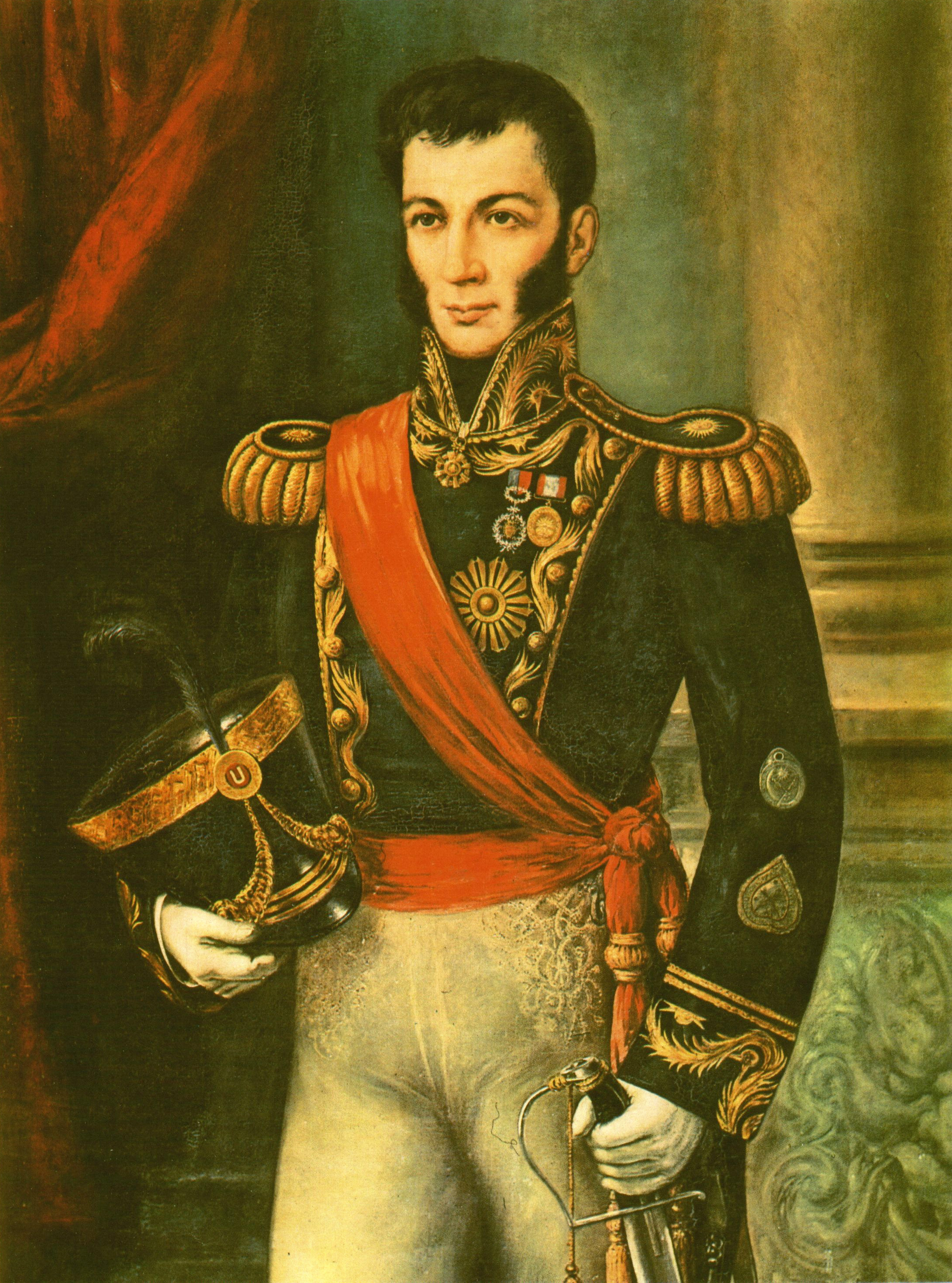
Juan Antonio Álvarez de Arenales, militar rioplatense de origen español que participó en las guerras de la independencia de Argentina, Chile y Perú.

Las acciones militares de la Expedición Libertadora del Sur, comenzaron el día 4 de octubre, día límite del armisticio pactado en las Conferencias de Miraflores. Ese día el general San Martín, envió 1.242 soldados al mando del general Juan Antonio Álvarez de Arenales, a la sierra central del Perú para propiciar la independencia y para ganar adeptos entre sus habitantes.
Arenales se dirigió primero a la ciudad de Ica. Esta ciudad estaba guarnecida por 800 soldados realistas al mando del coronel Manuel Químper. En la madrugada del 6 de octubre, cuando estaba cerca de la ciudad de Ica, Arenales recibió a dos compañías del ejército de Químper que deseaban pasarse al lado patriota. También se enteró de que Químper se había fugado con el resto de su ejército, hacia el oriente.
El 15 de octubre de 1820 un agrupamiento de soldados patriotas comandados por el teniente coronel Manuel Patricio Rojas, que había sido comisionado para perseguir a Químper, llegó a Nazca con 80 jinetes y 80 infantes. Esta unidad sorprendió a Químper en la hacienda San Juan, al sur de Nazca. La contienda fue corta pero encarnizada. Químper aprovechó la confusión para escapar pero se produjo el desbande total de las tropas realistas. En la batalla de San Juan, hubo 40 muertos realistas, buen número de heridos y 36 prisioneros.
El 16 de octubre de 1820, el patriota teniente Suárez, encomendado por el teniente coronel Rojas, se apoderó de un convoy realista en Acarí (en la actual región de Arequipa); este convoy llevaba armas, municiones, ropas y alimentos. Finalmente Suárez se reunió con Rojas y ambos regresaron a Ica el 19 de octubre, habiendo limpiado el camino para que continuara la expedición de Arenales. El 21 de octubre de 1820, se juró la independencia en Ica.
Arenales siguió camino a la sierra. El día 31 de octubre entró en Huamanga y el 20 de noviembre lo hizo en Huancayo. Luego llegó a Jauja, desde donde envió una avanzada a Tarma, al mando del coronel Rojas. Este entró en Tarma el 23 de noviembre, produciéndose el desbande realista. En Tarma se juró la independencia el día 29 de noviembre.
Arenales continuó camino a Cerro de Pasco, que era su objetivo. El 6 de diciembre de 1820 se enfrentó a las tropas realistas, comandadas por el general Diego O´Reilly, que contaba con 1300 efectivos. La batalla de Cerro de Pasco fue una total victoria patriota. La división realista de O´Reilly tuvo 58 muertos y 18 heridos durante la batalla. «La acción se resolvió a favor de los patriotas, y en la persecución que éstos emprendieron, seguidamente, capturaron 380 prisioneros, la bandera del “Victoria”, los estandartes de caballería, el armamento y cuanto tuvieron que perder», según la expresión empleada por Arenales en el parte que elevó al general San Martín. Los prisioneros aumentaron en los días subsiguientes, obteniéndose la captura del mismo general O´Reilly, que poco después, fue remitido a Huaura como prisionero de calidad. Una vez que los patriotas se apoderaron de Cerro de Pasco, tuvieron expeditas sus comunicaciones con el Cuartel General del Ejército Libertador en Huaura.

##### Rebelión de Guayaquil
El día 10 de octubre de 1820, el Cabildo abierto de Guayaquil proclamó su independencia, declarándose integrante del Perú. Guayaquil fue liberada del dominio español gracias a la sublevación de la guarnición de la ciudad formada por el regimiento llamado de "Granaderos de Reserva" integrado por realistas peruanos originarios del Cuzco y que estaban al mando de su jefe el teniente coronel Gregorio Escobedo. El territorio más tarde se declara Provincia Libre de Guayaquil y tras la ocupación por el ejército de la Gran Colombia y la entrevista de Guayaquil pasa a formar parte de dicho país.

##### Independencia del Norte Peruano

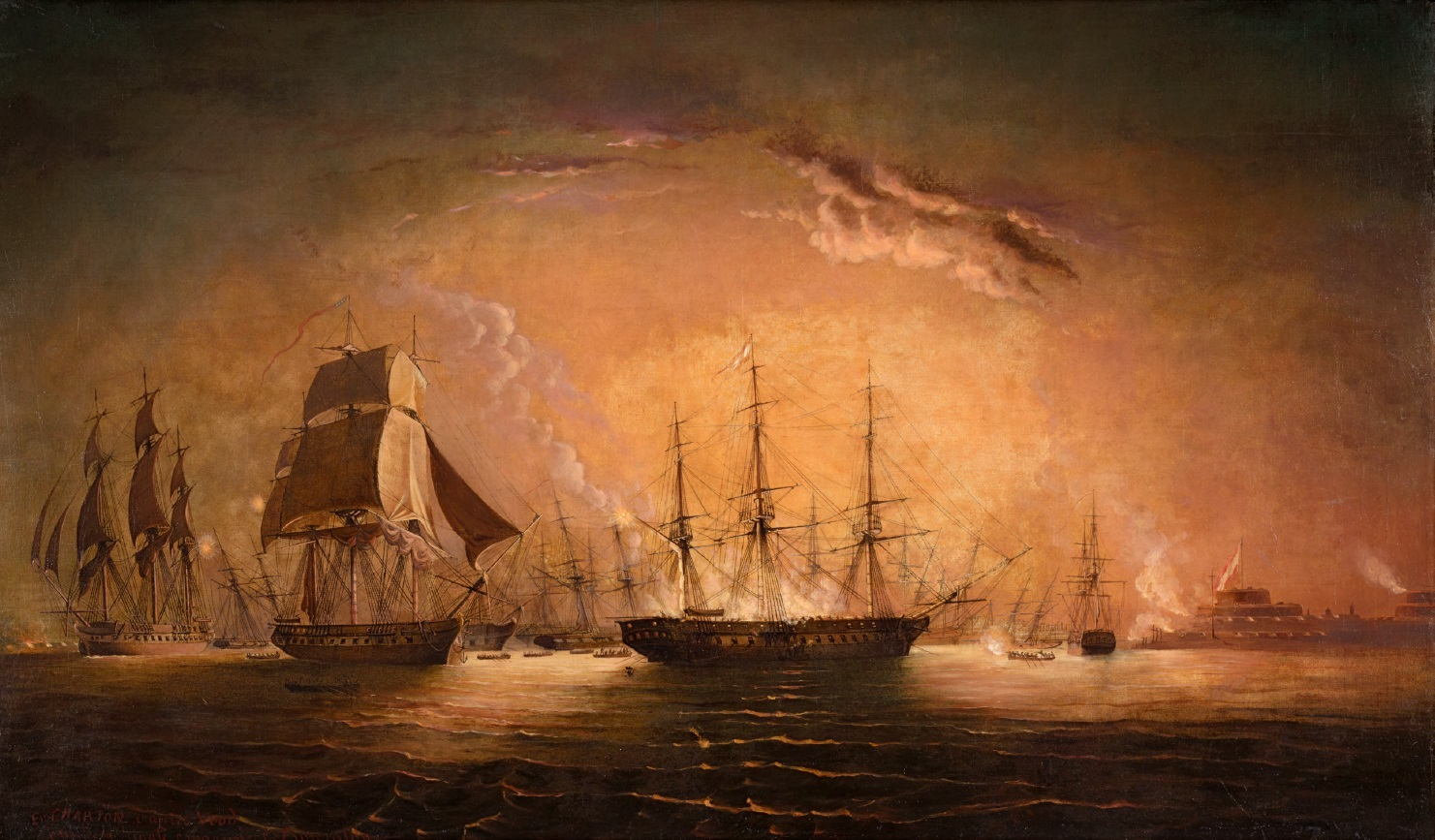
La escuadra chilena del almirante Thomas Cochrane bloqueando por tercera vez el puerto del Callao.

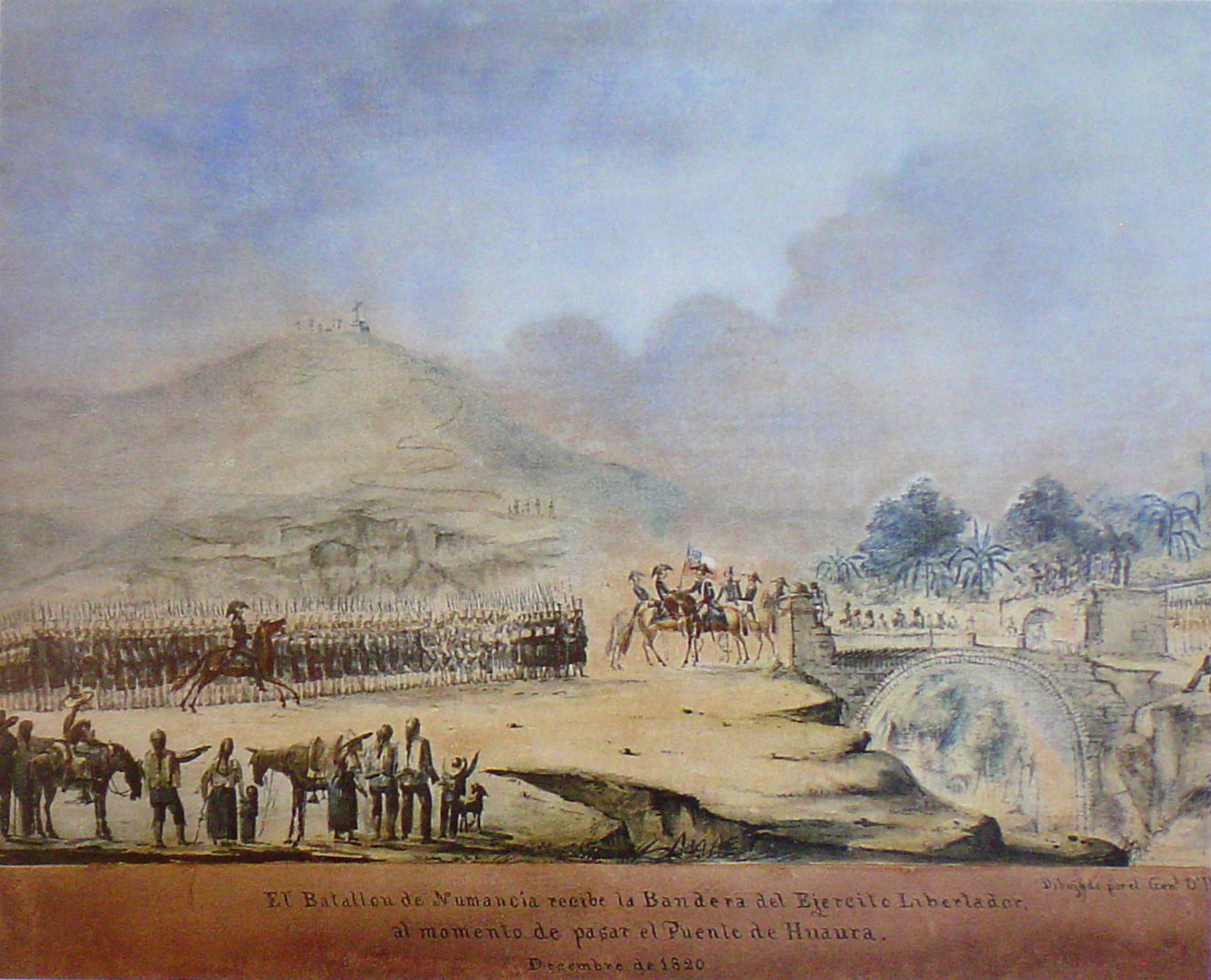
El Batallón Numancia recibe la Bandera del Ejército Libertador al cruzar el puente de Huaura.

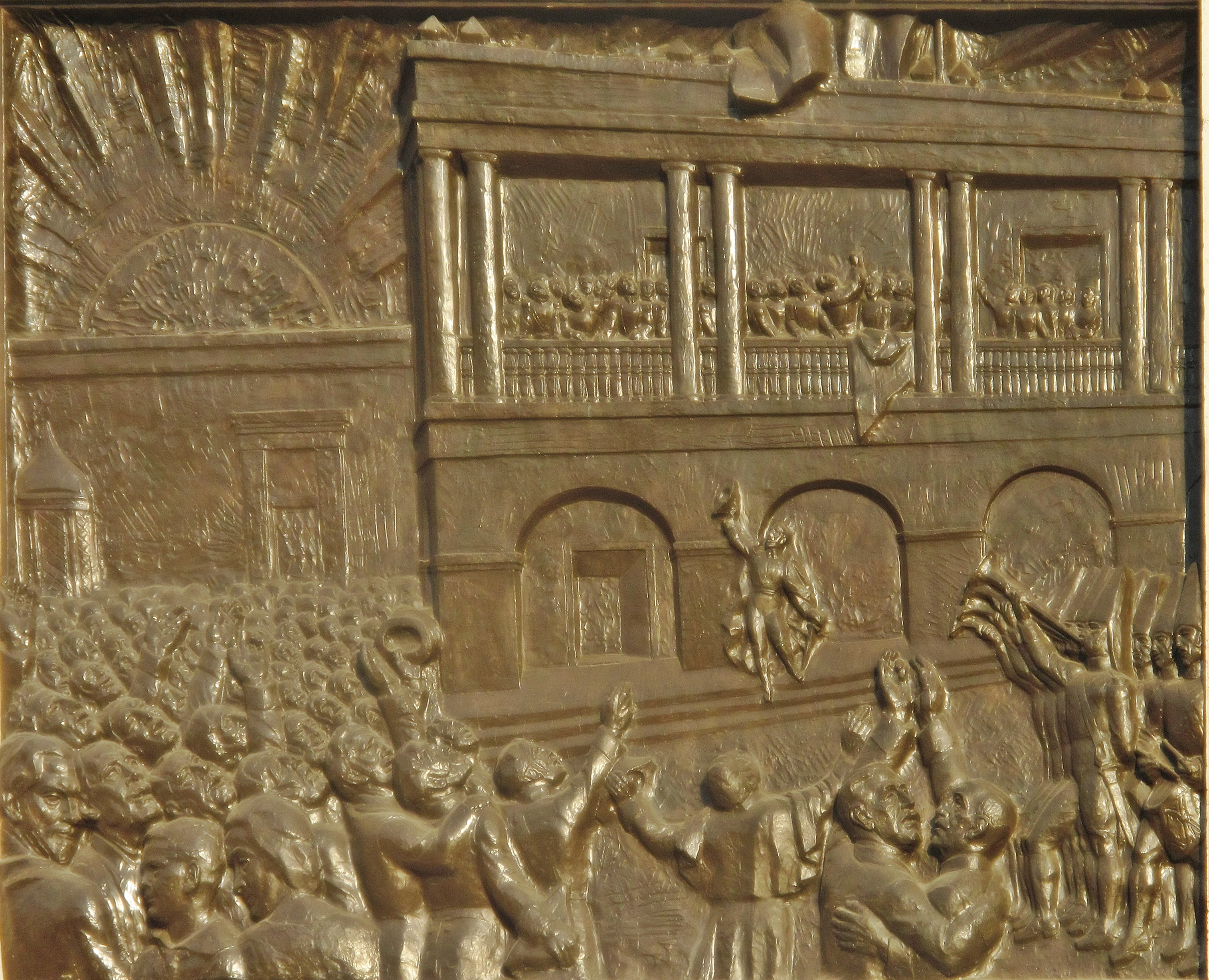
Placa en el Monumento a la Libertad que conmemora la proclamación de la Independencia de Trujillo por el Marqués de Torre Tagle.

El 30 de octubre de 1820, San Martín llegó a Ancón, y seguidamente, el 5 de noviembre de ese año, en una operación sorpresa, el almirante Cochrane capturó la fragata "Esmeralda" en el Callao, asestando un golpe decisivo a la escuadra española.
El 10 de noviembre, San Martín desembarcó en Huacho (a 170 km al norte de Lima) y, al frente de su ejército, avanzó hasta el poblado de Huaura, donde estableció su cuartel general. En Huaura, San Martín proclamó por primera vez la independencia del Perú el 27 de noviembre de 1820, desde un balcón que se conserva hasta hoy como un símbolo histórico. Ese mismo mes, el 20 de noviembre, el intendente de la ciudad de Trujillo, José Bernardo de Tagle, recibió una carta de San Martín invitándolo a unirse a la causa emancipadora.
El 2 de diciembre, el batallón realista Numancia formado por neogranadinos, se cambió de bando y se unió a las fuerzas patriotas de Arenales, quien regresaba de su campaña en la sierra central para reencontrarse con San Martín en el norte chico. El 27 de diciembre de 1820, se proclamó la independencia en Lambayeque. El 29 de diciembre, Trujillo, convocado a Cabildo Abierto por su intendente, José Bernardo de Tagle, Marqués de Torre Tagle, juró la independencia. El 6 de enero de 1821, Piura también juró la independencia. Durante el mismo mes, declararon su independencia Cajamarca, Chachapoyas, Jaén y la Comandancia General de Maynas.
Mientras tanto, la expedición en la sierra central había comenzado a dar frutos, y surgieron las montoneras. Estos grupos guerrilleros, liderados por patriotas criollos e indígenas, comenzaron a ganar terreno a los realistas. Al percatarse de esta situación, San Martín ordenó al general Arenales emprender una nueva expedición a la sierra central.

##### Segunda Campaña de Arenales a la sierra
Saliendo de Huacho y hacia el norte, Arenales emprendió otra campaña a la sierra central del Perú. Cuando estaba por diezmar al ejército de José Carratalá, ya muy debilitado por la acción de las montoneras, y pisándole los talones, recibió Arenales a un emisario del general San Martín con órdenes de cesar el hostigamiento, por cuanto se había abierto negociaciones con el comisionado regio venido de España, capitán de fragata Manuel Abreu, con el objetivo de finalizar la guerra.

##### El motín de Aznapuquio
En diciembre de 1820, Pezuela se decidió a tomar la ofensiva contra San Martín. Nombró a José de la Serna comandante en jefe del ejército realista. Pero entre ambos había una antigua enemistad, que se había acrecentado por su divergencia en la estrategia empleada en la guerra contra los patriotas. Esta divergencia repercutió entre los oficiales realistas, y fue astutamente azuzada por los patriotas, hasta que el 29 de enero de 1821, los oficiales del ejército realista acantonado en Aznapuquio (entre los que estaban José de Canterac, Antonio Seoane, Andrés García Camba, José Ramón Rodil y Gerónimo Valdés) presentaron al virrey un petitorio firmado por todos ellos, solicitándole que renunciara al mando en el término de cuatro horas, y que abandonara el país. Ante la imposibilidad de resistir, Pezuela aceptó las exigencias de los sublevados, y La Serna fue nombrado virrey en su reemplazo, nombramiento que recibió la aprobación del ejército, y que fue más tarde ratificado por el rey.

##### Campaña de Miller a los puertos intermedios

Bandera del regimiento independiente de Tacna formado por Guillermo Miller.

Por iniciativa del almirante Cochrane, el general San Martín autorizó una expedición al sur del Perú en marzo de 1821, esta fuerza se componía de 500 infantes del batallón N.º 4 de Chile y 100 jinetes al mando del comandante Guillermo Miller, la expedición partió de Huacho y desembarcó en Paracas el 21 del mismo mes. Avanzando por tierra Miller ocupó Chincha donde cuatro días después sostuvo una escaramuza con las avanzadas realistas. En este lugar pudo aumentar sus fuerzas con esclavos negros huidos de las haciendas de sus amos, los cuales le sirvieron para cubrir las bajas que la peste había causado en sus filas. Para evitar mayores bajas por enfermedad se reembarcó para Arica, puerto en que no se decidió a desembarcar por estar bien defendido con una guarnición y piezas de artillería. Miller ordenó entonces el desembarco en Sama al norte de Arica, de donde avanzó y ocupó la ciudad de Tacna y luego Arica que fue evacuada por los realistas. En Tacna, Miller formó un contingente peruano al cual entregó una bandera azul con un sol al medio como distintivo, algunos autores consideran a este enseña como el primer emblema del Perú.
Mientras tanto los realistas habían despachado un contingente en Arequipa al mando del coronel José Santos de la Hera siendo derrotado por Miller el 22 de mayo en el combate de Mirave, quien el 24 de ese mes logró capturar Moquegua y el día 26 dispersó completamente a las fuerzas de La Hera en el combate de la Calera. Tras el armisticio Punchauca del 2 de junio, entre el virrey de la Serna y San Martín, que regía hasta el 30 de junio de 1821, La Hera capturó Moquegua y reanudó operaciones el 15 de junio, entrando en Tacna el 20 de junio y en Arica el 22, en donde se embarcaron las tropas de Miller poniendo fin a la expedición.

##### Conferencias de Punchauca

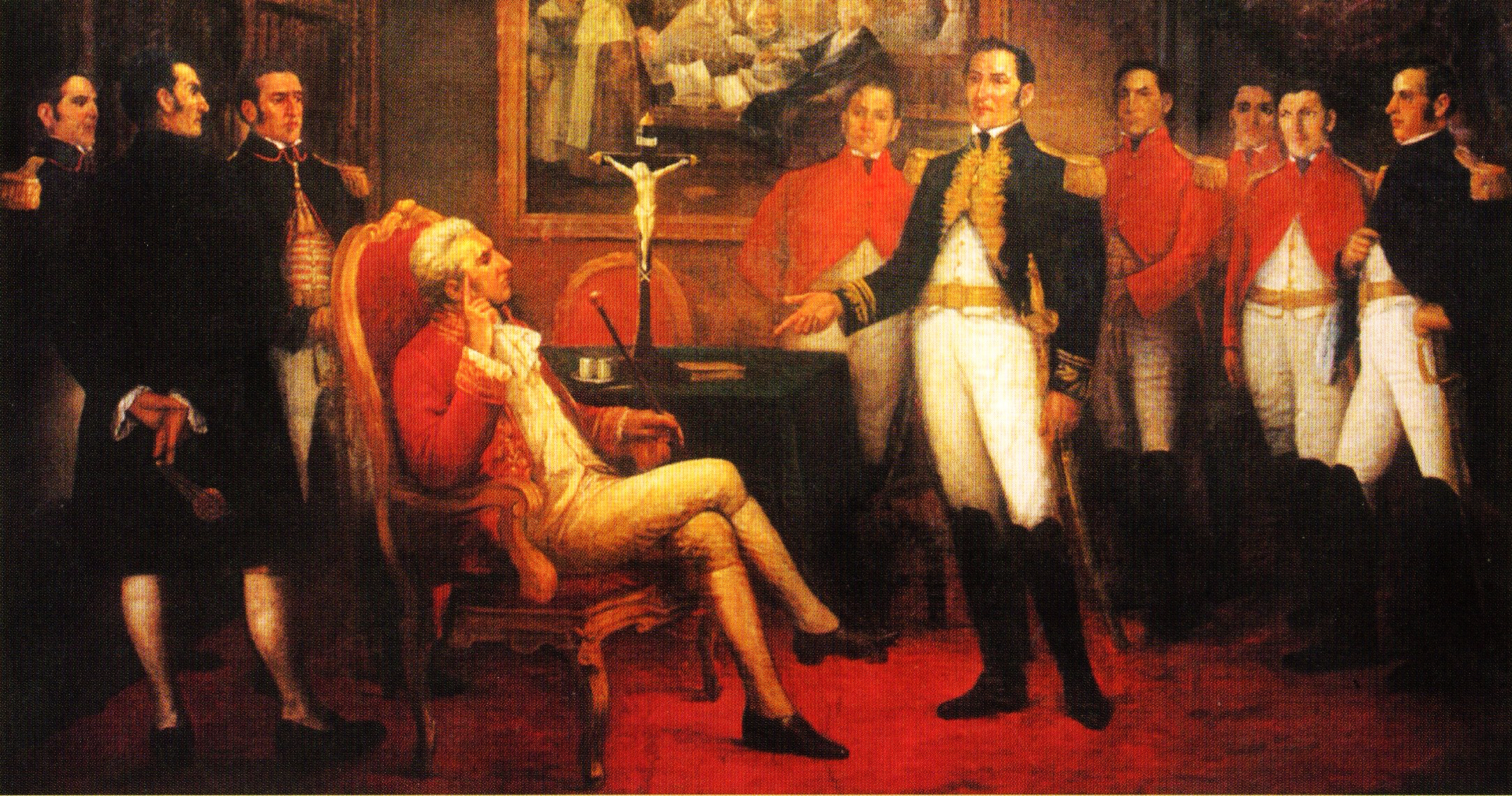
Óleo de Juan Lepiani que representa la entrevista de Punchauca, entre el virrey del Perú José de la Serna y el Libertador José de San Martín.

En abril de 1821, el virrey de La Serna, mal de su grado, pero obligado por las instrucciones traídas desde España por el comisionado Abreu, en el sentido de llegar a un acuerdo pacífico con los patriotas, invitó oficialmente a San Martín a entrar en negociaciones, lo que el general argentino aceptó. Como sede de estas reuniones se designó la casa hacienda Punchauca, situada a 25 km al norte de Lima, en la jurisdicción de Carabayllo.
En la primera fase de estas conferencias, se reunieron los delegados de San Martín: Tomás Guido, Juan García del Río y José Ignacio de la Roza; y los delegados del virrey: Manuel de Llano y Nájara, José María Galdeano y Mendoza y Manuel Abreu (4 de mayo de 1821). Los delegados patriotas fueron instruidos para que se abstuviesen de llegar a algún acuerdo en tanto que no fuese reconocida la independencia de las Provincias Unidas del Río de la Plata, Chile y Perú. Como ya había ocurrido en las anteriores conferencias de Miraflores, los españoles se mantuvieron inflexibles en no reconocer la independencia, lo que hacía que ambas partes se enquistaran en posiciones insalvables. Se decidió solo un armisticio de 20 días y se programó una entrevista personal entre los jefes adversarios, es decir entre de La Serna y San Martín.
La entrevista entre de La Serna y San Martín se realizó el 2 de junio. Acompañaban al virrey, el general José de La Mar y los brigadieres José de Canterac y Juan Antonio Monet. Por su parte, San Martín estaba acompañado por el general Juan Gregorio de Las Heras, Mariano Necochea y James Paroissien.
Según testimonio del comisionado Abreu, el plan que San Martín expuso al virrey consistía esencialmente en lo siguiente: que se instalaría una regencia, de la que de La Serna sería Presidente y que estaría, además, integrada por un vocal nombrado por el virrey, y otro nombrado por San Martín. Los dos ejércitos beligerantes deberían unificarse y se declararía la independencia. Luego, San Martín en persona viajaría a Madrid para solicitar de las Cortes que escogieran a un infante de España, un príncipe Borbón, que debía ser proclamado Rey del Perú. En un primer momento, a de La Serna no le pareció inaceptable este plan y consideró incluso la voluntad de San Martín de ir a España como un gesto de buena voluntad. Al parecer, esa también fue la primera impresión de sus oficiales, que departieron con los delegados patriotas en medio de brindis y chanzas. El virrey pidió dos días para consultar a todos sus oficiales y, según parece, se impuso entonces el criterio de sus dos oficiales más importantes, Canterac y Valdés, que vieron en el plan de San Martín solo un pérfido ardid para ganar tiempo. De la Serna se abstuvo de dar una respuesta a San Martín, aduciendo que no tenía instrucciones para decidir en asuntos tan trascendentes.
No obstante, las conversaciones continuaron, nuevamente entre delegados. El clima insalubre del valle de Chillón obligó a que la sede de las conferencias se trasladara nuevamente al pueblo de Miraflores, al sur de Lima. Allí, el 8 de junio, los diputados del Virrey de La Serna, Manuel del Llano, José María Galdiano, Manuel Abreu, con su secretario Francisco Moar y los diputados de San Martín, Tomás Guido, Juan García del Río, José Ignacio de La Rosa, con el secretario Fernando López Aldana, reiniciaron las conferencias. No se logró ningún resultado. Desde el 20 de junio, las reuniones continuaron a bordo del buque neutral Cleopatra, igualmente sin resultado en lo que respecta a los puntos centrales. Lo único rescatable que se acordó en todas estas reuniones fue prorrogar el armisticio hasta el 30 de junio, así como un canje de prisioneros.
Tras las conferencias de Punchauca el virrey José de la Serna observó que mantenerse en Lima le era totalmente desfavorable desde todo punto de vista, por lo que tomó la decisión de retirarse de la ciudad capital del virreinato con sus tropas, acción que ejecuta el 6 de julio de 1821. Empero, dejó un destacamento al mando del general José de La Mar, para que custodiara la Fortaleza del Real Felipe, en el Callao.

#### La ocupación de Lima por el ejército Libertador

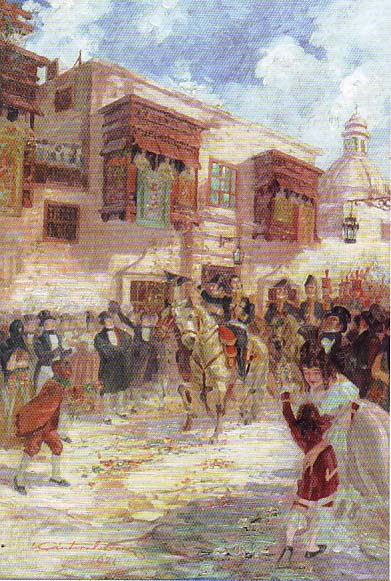
José de San Martín recibido por los ciudadanos de Lima. Pintura de Teófilo Castillo Guas.

A comienzos de julio de 1821 se vivía en Lima una tremenda escasez de alimentos, debido precisamente al asedio de las montoneras, que cortaron las vías de comunicación con el exterior. Las tropas realistas no contaban con recursos y los patriotas ya habían conseguido importantes victorias al interior del país (como en Cerro de Pasco), en tanto la población entera reclamaba la presencia del libertador.
Ante la cercanía del Ejército Libertador, dice Pedro Escribano:

«Lima se convirtió en una fuente inagotable de rumores tremebundos. Las puertas de tiendas, pulperías y negocios fueron cerradas ante el temor de un inminente saqueo. Los limeños, corrían por las calles, en tumulto, desconcertados. Muchos buscaron refugio al conocer la noticia. La insurgencia emancipadora, no era un movimiento con muchos adeptos en la capital del virreinato. El pánico, por ello, fue generalizado. Miles de familias se dejaron arrastrar por una ola de histeria y desesperación. El rumor de la Independencia, fue asumido, y no por pocos, como si se tratara de la inminencia de un cataclismo. Circulaba el rumor que el Ejército Libertador, era extremadamente violento y sanguinario, que estaba compuesto por hordas de indios, negros y resentidos sociales, que su sed de venganza contra los sectores pudientes que residían en Lima desataría una matanza nunca vista. Todos vivían la sensación de estar en la víspera del fin del mundo».

El ejército realista al mando del general José de Canterac, ya había dejado Lima, rumbo a la sierra, el 25 de junio de 1821. En su persecución fue enviado Arenales. Este destacamento patriota ya estaba a punto de enfrentarse a las fuerzas de Canterac, pero desistió por órdenes de San Martín. Indudablemente, el general argentino no deseaba un enfrentamiento frontal con los españoles.
El 5 de julio de 1821, el virrey José de la Serna anunció a los limeños que abandonaba la capital para refugiarse en el Callao, en la fortaleza del Real Felipe. Lima quedaba abandonada a su suerte. Según el marino inglés Basil Hall, que se hallaba entonces en Lima: «los timoratos eran presa fácil de los temores más extraños; los audaces y fuertes no sabían de qué modo utilizar su coraje; los vacilantes estaban en el estado más calamitoso». Como la fortaleza del Real Felipe, según el virrey, era el sitio más seguro, «multitudes se precipitaron hacia el castillo, y al ser interrogadas sobre las razones que les empujaban a abandonar la ciudad, no daban otra que el miedo». Mientras tanto, parte del pueblo limeño, representado por algunos notables (españoles y criollos), hizo llegar una invitación a San Martín para que ingrese a Lima, el 9 de julio de 1821. En efecto, el Libertador del Sur, mandó un pequeño destacamento de patriotas e hizo su entrada a Lima en la noche del 12 de julio de 1821. «En vez de venir con pompa oficial, como tenía derecho a hacerlo, San Martín esperó que oscureciese para entrar a la capital a caballo y sin escolta, acompañado por un simple ayudante», continúa diciendo Basil Hall. Dos días después lo hizo el grueso del ejército libertador, «siendo recibido con mucho fervor patriótico».
Sobre el ánimo de los limeños al tiempo del ingreso del Ejército Libertador a Lima, Pedro Escribano, nos dice: «parece mentira. En los días siguientes Lima se fue reanimando lentamente. Poco a poco la población tomó confianza en los emancipadores y comprobó que no había razón para el temor. Mucho había pesado, en todo caso, la mala conciencia»
Por su parte, sobre lo mismo, Basil Hall, dice: «Era inconcebible que tanta gente pudiera estar encerrada tan largo tiempo sin tentarse siquiera una vez a curiosear, especialmente cuando el peligro no era inminente o cierto».

##### Proclamación de la independencia del Perú

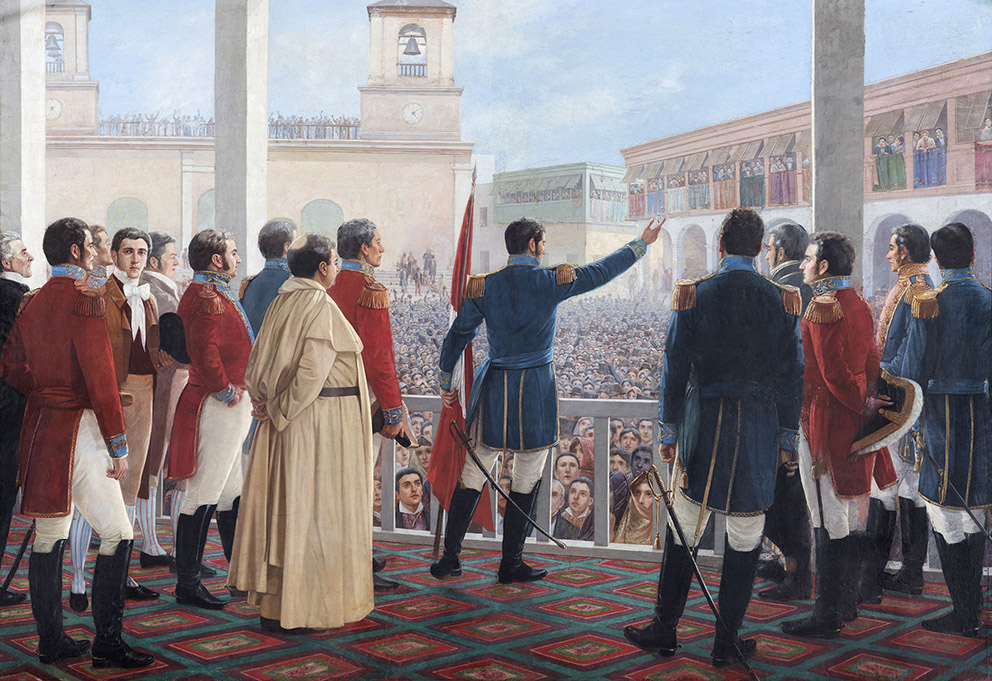
Proclamación de la Independencia del Perú. Óleo de Juan Lepiani.

En cumplimiento de lo acordado con San Martín, los notables de Lima se reunieron en Cabildo Abierto, con el propósito de jurar la Independencia. La firma del Acta de Independencia del Perú tuvo lugar el 15 de julio de 1821. Unos 300 ciudadanos principales firmaron el Acta ese día; en los días siguientes lo hicieron muchos más. Manuel Pérez de Tudela, letrado ariqueño, más tarde Ministro de Relaciones Exteriores, fue quien redactó el Acta de la Independencia. El almirante Cochrane entró en Lima el 17 de julio.
El sábado 28 de julio de 1821, en una ceremonia pública muy solemne, el generalísimo José de San Martín enunció la célebre proclamación de la Independencia del Perú. Primero lo hizo en la Plaza Mayor de Lima, después en la plazuela de La Merced, luego, en la plaza Santa Ana, frente al Convento de los Descalzos y finalmente en la plaza de la Inquisición (hoy plaza Bolívar). Según testigos de la época, presenciaron la ceremonia más o menos 16 000 personas. El libertador con una recién creada bandera peruana en la mano, exclamó:

DESDE ESTE MOMENTO EL PERÚ ES LIBRE E INDEPENDIENTE POR LA VOLUNTAD GENERAL DE LOS PUEBLOS Y POR LA JUSTICIA DE SU CAUSA QUE DIOS DEFIENDE. ¡VIVA LA PATRIA!, ¡VIVA LA LIBERTAD!, ¡VIVA LA INDEPENDENCIA!.
José de San Martín. Lima, 28 de julio de 1821.

Basil Hall, capitán de la marina británica, que por entonces se hallaba en Lima, al comentar la ceremonia culmina diciendo: 

Sus palabras fueron recogidas y repetidas por la multitud que llenaba la plaza y las calles adyacentes, mientras repicaban todas las campanas y se hacían salvas de artillería entre aclamaciones como nunca se había oído en Lima.

Cabe destacar que hay cuestiones históricas que dicen que San Martín ya había jurado la independencia peruana el 27 de noviembre de 1820 en la ciudad de Huaura (al norte de Lima), en el denominado Balcón de Huaura, aunque este tema es muy debatido, lo cierto es que en Huaura el Libertador reorganizó su ejército y comenzó el plan para el asedio de la capital del virreinato.

#### El Protectorado del Perú

Primer Escudo de la República peruana.

El general San Martín había asumido el mando político militar de los departamentos libres del Perú bajo el título de Protector, como dice el decreto del 3 de agosto de 1821. Para todo efecto práctico, el Perú se hallaba dividido militar y administrativamente en dos partes:
- 1.º Lima, el norte y un sector del centro del país estaban en manos de los patriotas.
- 2.º Y la sierra sur y centro y el Cusco estaban en manos de los realistas.

Luego, el título de Protector fue cambiado por el de Protector de la Libertad del Perú. El Perú debe al Protectorado, que duró apenas un año y 17 días, las siguientes realizaciones político administrativas:
- 1.º Comienzo de un régimen administrativo autónomo después de tres siglos de colonialismo.
- 2.º Posibilidad de que el pueblo elija el sistema que más conviniera a los intereses nacionales.
- 3.º Los símbolos de la patria: la primera bandera (ver Bandera del Perú y el himno nacional (ver Himno Nacional del Perú).
- 4.º La moneda nacional, signo fiduciario de libre poder económico.
- 5.º Reglamento básico de su sistema comercial para iniciar relaciones económicas con otros países del mundo.
- 6.º La creación de la Marina de Guerra del Perú y la adquisición de los primeros buques para su escuadra nacional a fin de defender la soberanía adquirida.
- 7.º La organización básica de su fuerza militar, para resguardar la seguridad interna y externa.
- 8.º La determinación de su propia ejecutoria educacional con la fundación de la Escuela Normal, así como las primeras escuelas públicas del Perú libre.
- 9.º El primer intento de rescatar, valorizar y difundir la cultura nacional mediante la creación de la Biblioteca Nacional del Perú.

El Protectorado fue una dictadura que se basó en un Estatuto, que tuvo las siguientes características:
- 1.º El Estatuto de gobierno fue una norma de emergencia, provisional, correspondiente a una situación revolucionaria para un Estado emergente, que había conquistado su independencia parcial y que trataba de culminarla.
- 2.º En sus principios declarativos fue de corte liberal, porque incluía la defensa de los derechos del hombre, que habían inspirado la revolución Francesa y la independencia norteamericana.
- 3.º La organización territorial del Estado independiente se basó en el sistema departamental.
- 4.º La Alta Cámara de Justicia reemplazó a la Audiencia Real del virreinato y asumió las funciones jurídicas y políticas del país.
- 5.º Se propuso crear un Consejo de Estado, que secundaría al Protector en su gobierno, formado por varios miembros, entre los cuales estarían 3 condes criollos y un marqués inca.

Otras disposiciones que se dieron en el Perú, durante el Protectorado, fueron:
- 1.º En una medida francamente conservadora, San Martín respetó todos los títulos de la nobleza colonial, cambiando la denominación de Títulos de Castilla por la de Títulos del Perú.
- 2.º Quedó fundada la Sociedad Patriótica de Lima, con la intención de defender la instauración de un régimen monárquico peruano, del que San Martín era partidario; pero, en la práctica, sus integrantes abogaron por el sistema republicano.
- 3.º Se creó la Orden El Sol del Perú para reconocer la labor de los peruanos más distinguidos y darles un estatus parecidos al de los Títulos del Perú.
- 4.º Una comisión especial, integrada por García del Río y Paroissien, viajó a Europa por orden de San Martín para buscar un príncipe que viniera al Perú como rey. Estos dos personajes salieron del Perú en diciembre de 1821 y arribaron a Londres en septiembre de 1822, época en que se terminaba el Protectorado de San Martín. Aunque fueron reemplazados por Ortiz de Zevallos y Juan Parish Robertson, en el Perú se había consolidado la idea del sistema republicano, por tanto, los comisionados tanto de la primera como de la segunda, fracasaron en su intento.
- 5.º Los primeros miembros del gabinete sanmartiniano fueron: Juan García del Río, ministro de Relaciones Exteriores; Bernardo de Monteagudo, ministro de Guerra y Marina; e Hipólito Unanue, ministro de Hacienda. El primero era colombiano, natural de Cartagena de Indias; el segundo, argentino, de la provincia de Tucumán; y el tercero, peruano nacido en Arica.
- 6.º Prefecto de Lima fue nombrado José de la Riva-Agüero, un joven y rico aristócrata de Lima, que había colaborado intensamente por la causa de la libertad.

La actitud de la clase alta durante el protectorado del general San Martín fue inicialmente favorable gracias a las ideas monarquistas sustentadas por el militar rioplatense y a la repugnancia que despertaba el liberalismo del virrey La Serna y los oficiales que lo rodeaban, pero paulatinamente se transformó en rechazo, producto de la conducta arbitraria del ministro Monteagudo, su insistencia en formar milicias íntegramente plebeyas (siendo muy probable la falta de disciplina y entrenamiento militar) y la sistemática persecución que emprendió contra los peninsulares, especialmente aquellos que contaban con una holgada posición económica y, en la práctica, formaban parte del patriciado virreinal. También hubo recelos de la nobleza indígena, puesto que el movimiento libertario sanmartiniano dejaba entrever que podía concluir en un gobierno de tipo monárquico, o tal vez republicano, pero en cualquiera de los casos, sería comandado por criollos y no por indígenas, por más señoriales y de regias prosapias que pudiesen hacer ostentación.

##### Independencia de Maynas

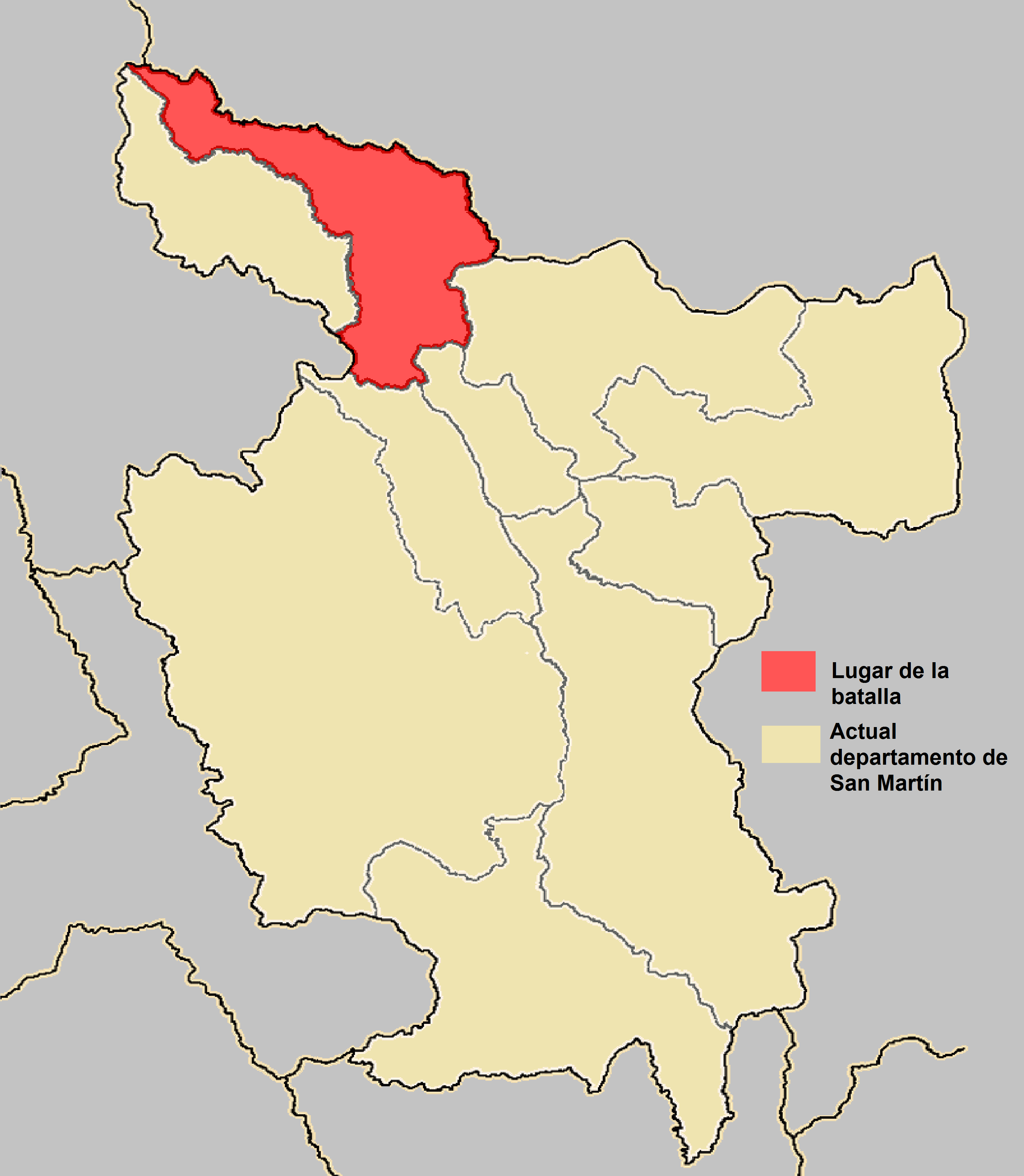
Sitio donde se libró la batalla de Habana en 1822, mapa del actual departamento de San Martín.

A pesar del progresivo desmembramiento del Virreinato del Perú en sus principales zonas de influencia como Lima y Trujillo; la Comandancia General de Maynas seguía siendo fiel a la Corona española y solía ser refugio de varios soldados realistas que huían de los territorios controlados por los patriotas, Nicolás Arriola —uno de los militares argentinos que se quedó en Perú para continuar la guerra de independencia— auspiciado por José Bernardo de Tagle desde Trujillo decidió comenzar la campaña para expulsar a los últimos españoles que se refugiaban en la espesura de la selva amazónica, iniciando la guerra el 28 de julio de 1821 desde la pampa de Higos Urco donde conseguiría sus primeras victorias, en Higos Urco proclamaría oficialmente la independencia de Maynas el 19 de agosto del mismo año, posteriormente se alisto para sitiar Moyobamba fracasando por la traición de uno de sus comandantes que se pasó al bando realista, la campaña desembocaría en una guerra de guerrillas hasta 1822 donde Arriola vuelve a lanzar un asedio inesperado para los realista, logrando los patriotas la toma de Moyobamba el 4 de septiembre donde vuelven a jurar la independencia de Maynas, la guerra termina definitivamente el 23 de septiembre cuando el ejército patriota logra la victoria en la batalla de Habana donde se refugiaban grandes cargos españoles que escaparon de Moyobamba. Posteriormente Maynas estaría durante unos meses controlado de facto por un gobierno militar provisional patriota autosustentado y dirigido por Nicolás Arriola que más adelante cedería y reconocería formalmente la soberanía peruana sobre el territorio que administraba.

##### Primer Sitio del Callao
El 12 de julio de 1821 tras la retirada del virrey José de la Serna y su ejército a la sierra, el ejército patriota al mando de San Martín ocupó Lima, al día siguiente se inició el cerco terrestre a la plaza del Callao, lo que unido al bloqueo marítimo previamente efectuado por la flota chilena al mando del almirante Thomas Cochrane, vino a completar el sitio. El virrey había dejado para la defensa de los castillos una guarnición de 2.000 hombres compuesta de soldados regulares y milicias urbanas al mando del gobernador y jefe de la plaza el mariscal José de La Mar, después de la retirada de Canterac, La Mar capituló el 19 de septiembre de 1821 y se unió a las filas patriotas.

##### Campaña de Canterac sobre el Callao

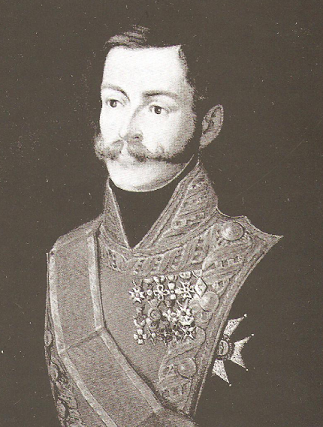
El militar español José de Canterac.

Mientras que en Lima, San Martín se dedicaba a fundar el nuevo estado peruano, el virrey La Serna, aprovechando el retiro de Álvarez de Arenales de la sierra central, empezó a recuperar posiciones. Reforzó sus posiciones en Jauja y Huancayo, puntos desde donde planeó hostigar a Lima, pero esta operación no era fácil, por la resistencia que oponían los peruanos andinos. Como en los castillos del Callao permanecía una guarnición española apostada con gran cantidad de armamentos, el virrey planeó hacer una incursión allí. La temeraria expedición española se preparó en Jauja, seleccionándose a 2500 infantes y 900 de caballería, al frente de los cuales fue puesto el general Canterac.
Canterac partió de Jauja el 25 de agosto de 1821, rumbo al valle del Rímac (Lima y Callao). En el trayecto sufrió el ataque de los montoneros peruanos, que le ocasionaron numerosas bajas. Impresionado por este ataque, Canterac dividió sus fuerzas en dos columnas, una bajo su mando, que marchó por la ruta de San Mateo, y otra bajo el mando de Lóriga, que siguió la ruta de Lurín. Ambos se encontraron en Cieneguilla, unos km al sur de Lima. Los realistas se encontraban en condiciones desastrosas, tanto física como moralmente. En esas condiciones habría sido posible que los patriotas los acorralaran y exterminaran. No obstante, San Martín, que desde su emplazamiento estaba al tanto de los movimientos de los realistas, no quiso atacarlos.
Los realistas empezaron el 8 de septiembre a desplazarse de Cieneguilla con dirección al Callao, dispuestos en tres unidades, mandadas por Valdés, Monet y Carratalá, mientras que Canterac iba al frente de la caballería. Los 7000 soldados de línea del Ejército Libertador y los más de 3000 montoneros peruanos, que contemplaban atónitos tal avance, ardían por entrar a combate, pero San Martín, pese a los ruegos de su jefe de Estado Mayor, general Juan Gregorio de Las Heras, se negó a dar la orden de ataque. Hasta el mismo almirante Cochrane visitó a San Martín y le pidió que le pusiera al mando de 2000 soldados, con los que prometió aniquilar a todas las fuerzas realistas. Pero San Martín se volvió a negar, siendo recriminado por Cochrane; fue en ese momento en que se produjo la ruptura entre ambos. Se afirma que la actitud de San Martín, de no querer atacar a los realistas, se debía a la esperanza que depositaba en que estos aceptarían las ofertas que les había planteado en la conferencias de Punchauca para llegar a un acuerdo de paz; de ser cierto ello, se equivocaba rotundamente.
Fue así que, en una maniobra sorprendente, y sin que las tropas patriotas los obstaculizaran, los realistas de Canterac llegaron hasta el Callao y se encontraron con las fuerzas del general José de La Mar, que custodiaba la Fortaleza del Real Felipe (10 de septiembre de 1821). Luego de hacerles conocer las nuevas órdenes del virrey La Serna, y de entregarles avituallamiento militar, Canterac regresó a la sierra el 16 de septiembre.
El alto mando del ejército libertador, reaccionó tarde, cuando Canterac ya se hallaba rumbo a la sierra. Se dispuso que las tropas patriotas al mando del general Guillermo Miller (que era nacido en Inglaterra e incorporado a las filas patriotas desde 1817, en Buenos Aires) le siguieran produciéndose escaramuzas entre la vanguardia del ejército patriota y la retaguardia del ejército realista. Como consecuencia de estos enfrentamientos armados, se produjeron bajas considerables en el ejército de Canterac, principalmente por desbande y por la acción heroica de los montoneros peruanos. Canterac se reunió con La Serna en Jauja, el 1 de octubre de 1821, 35 días después de que iniciara la osada expedición al Callao.

##### El retiro del almirante Cochrane y formación de la Marina de Guerra del Perú
El almirante Cochrane se retiró a sus navíos, muy molesto por la actitud de San Martín de desaprovechar una magnífica oportunidad para infligir un duro golpe a los realistas. El marino británico fue enfático en considerar a San Martín como de un intelecto militar inferior al suyo y que el Protectorado que estaba ejerciendo carecía de decisión y se mostraba dubitativo.
Como a los marinos de su escuadra no se les había pagado desde la salida de Chile, pese a los reiterados pedidos, Cochrane confiscó el tesoro público que resguardaba en uno de los navíos, con el cual hizo el pago de los sueldos y los premios, pero haciendo las cuentas claras y devolviendo a la Casa de Moneda los saldos que quedaban. No obstante, San Martín se enojó y ordenó a Cochrane que volviera a Valparaíso. El marino expresó que no le debía obediencia y enfiló su escuadra hacia el norte, para perseguir al resto de los flota española. 
Con el retiro de Cochrane, San Martín nombró al capitán Martín Guise contralmirante para organizar de la recientemente creada armada peruana el 8 de octubre de 1821. Está heredó el establecimiento terrestre y portuario del Departamento Marítimo del Callao, adoptando las ordenanzas navales españolas, excepto a las normas de disciplina que fueron las británicas. La primera nave en izar el pabellón peruano fue la goleta Sacramento, capturada a los españoles por los hermanos Cárcamo y rebautizada Castelli, posteriormente se incorporaron otras naves rendidas en los puertos del Callao y Guayaquil que habían servido a órdenes del Rey de España en la Armada del Mar del Sur.
Cochrane retornó al Callao, en donde tuvo algunas fricciones. Finalmente, zarpó el 10 de mayo de 1822, para no volver más al Perú, considerando que su contribución a la causa independentista no era realmente apreciada ni aprovechada.

##### Conjura de los oficiales del ejército Libertador contra San Martín

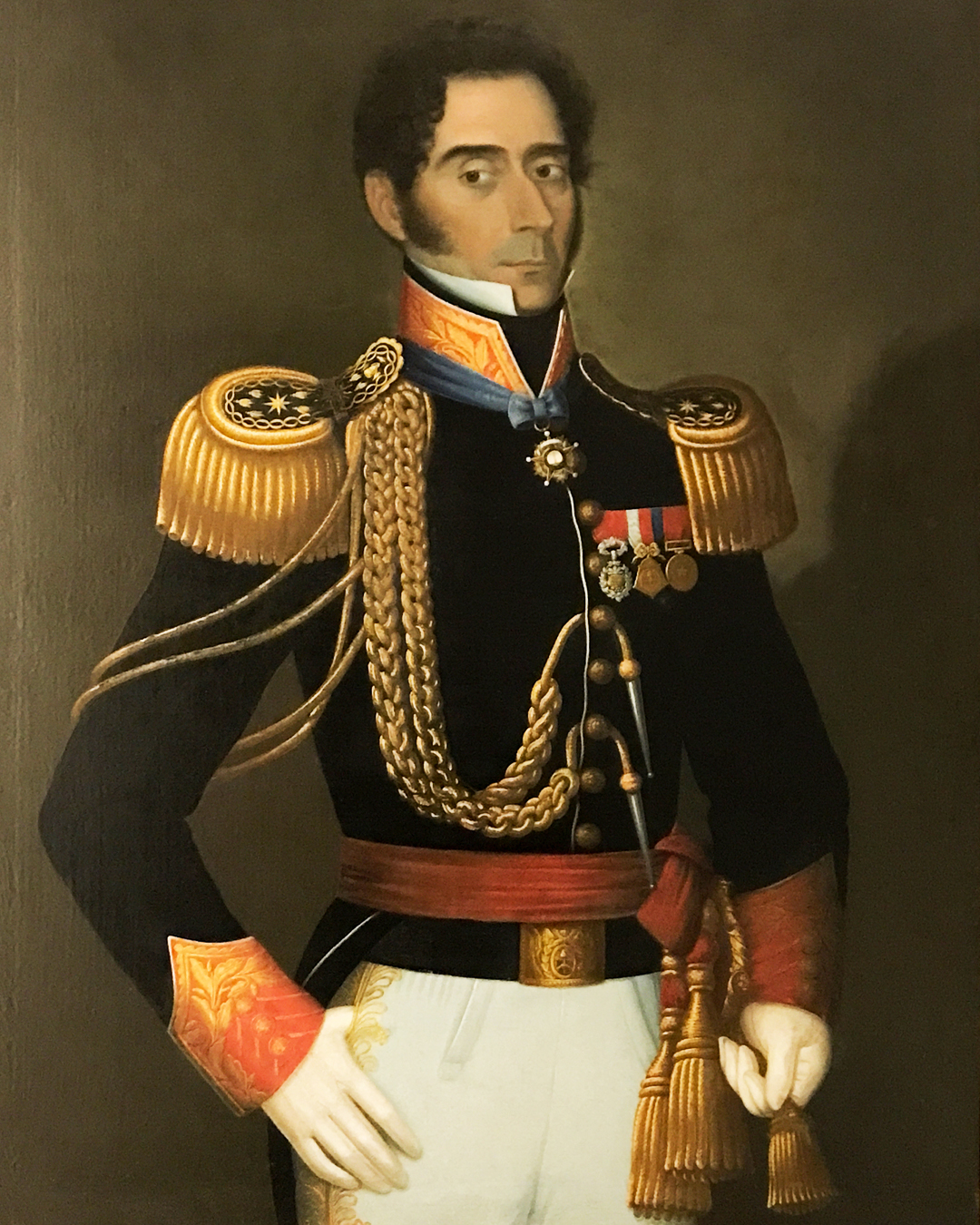
El militar rioplatense Juan Gregorio de Las Heras.

Cuando oficiales generales del ejército Libertador vieron retirarse a la expedición de Canterac hacia la sierra, luego de su espectacular avance al Callao, fueron presas de la más exacerbada indignación. No podían entender la razón por la que San Martín se había negado a dar la orden de ataque, perdiéndose varias oportunidades de batir a las fuerzas realistas en el largo trayecto de Cieneguilla al Callao. Según ellos, se había desperdiciado una magnífica oportunidad de acelerar el fin de la guerra de la independencia. Al no hallar una explicación de carácter estratégico, surgieron diversas hipótesis sobre problemas personales que aquejaban al Libertador. Una de ellas decía que su adicción al uso del opio para combatir sus dolores estomacales (que se le presentaron de manera aguda a partir de la batalla de Chacabuco), habían minado su voluntad y firmeza. Sea como fuera, casi todos los oficiales concordaron en que era preciso deshacerse de San Martín, si se deseaba rectificar la estrategia militar que debía conducir al triunfo. Surgió así una conjura para deponerlo, apresarlo y deportarlo. Las reuniones de los conjurados se realizaron en las oficinas del estado mayor, en los primeros días de octubre de 1821. Tácitamente, apoyaban la conjura el comandante del ejército, general Juan Gregorio de Las Heras, y el jefe de Estado Mayor Rudecindo Alvarado. Cuando ya estaba a punto de darse el golpe, los conjurados cometieron el error de poner al tanto del plan al coronel venezolano Tomás de Heres, comandante del batallón Voltígeros (ex Numancia), creyendo que se les uniría. Pero Heres corrió presuroso a informar de la conjura a San Martín, quien se limitó a confrontar al denunciante con los oficiales acusados. Estos negaron rotundamente la acusación e incluso desafiaron al venezolano a someterse a duelo. San Martín apaciguó los ánimos y envió a Heres a Colombia, para evitar que sufriera algún atentado. Naturalmente, el plan de los conjurados se desbarató, al perderse el factor sorpresa. San Martín no impuso ningún castigo a los oficiales implicados, e incluso, logró que el cabildo de Lima obsequiara a 20 altos oficiales, fincas en el Perú por un valor cercano de 500 mil pesos (propiedades que habían sido confiscadas a los españoles). Entre los beneficiados se hallaban Guise, Luzuriaga, Las Heras, Necochea, García del Río, Monteagudo, Álvarez de Arenales, Miller y Heres. Pero muchos de ellos venderían sus propiedades y se retirarían del Perú.

##### Desastre de La Macacona
El problema mayor para San Martín, era, indudablemente, la guerra contra los realistas. Hay quienes le han reprochado el no emprender una ofensiva total sobre los realistas, como lo había hecho en Chile, pero el Libertador tenía sus razones para proceder así. En primer término, ganar tiempo iba a su favor, ya que el poder virreinal perdía legitimidad por las controversias entre liberales y absolutistas del gobierno peninsular. En segundo lugar era consciente de la inferioridad numérica de sus fuerzas, comparada con la de los virreinales, a los que esperaba atraer a favor de la independencia. Pero los realistas dominaban el interior del país, desde Jauja hasta el Alto Perú, y sumaban un total de 23.000 soldados, mayormente hombres andinos y mestizos reclutados a la fuerza. San Martín solo contaba con 4.000 efectivos. Un importante triunfo para los patriotas fue la rendición de las fortalezas del Callao, el 19 de septiembre de 1821, cuyo jefe, el mariscal peruano José de La Mar, se sumó a la causa patriota. Mientras tanto, el virrey La Serna reorganizaba sus fuerzas en la sierra central y sur del Perú y en el Alto Perú, desde donde realizó atrevidas incursiones sobre la costa, que sorprenden y destruyen un ejército independiente en la batalla de Ica o de La Macacona, el 7 de abril de 1822.
Mientras que en la zona de Ayacucho, se batían bravamente las montoneras patriotas, bajo el mando de Cayetano Quirós y Basilio Auqui; en ese contexto se produjo el heroísmo de la dama ayacuchana María Parado de Bellido, que desde Huamanga cooperaba con las fuerzas de Quirós enviando cartas con informaciones sobre los movimientos de los realistas. Descubierta, fue fusilada por orden del general José Carratalá el 11 de mayo de 1822.

##### Campaña auxiliadora de la independencia de Quito

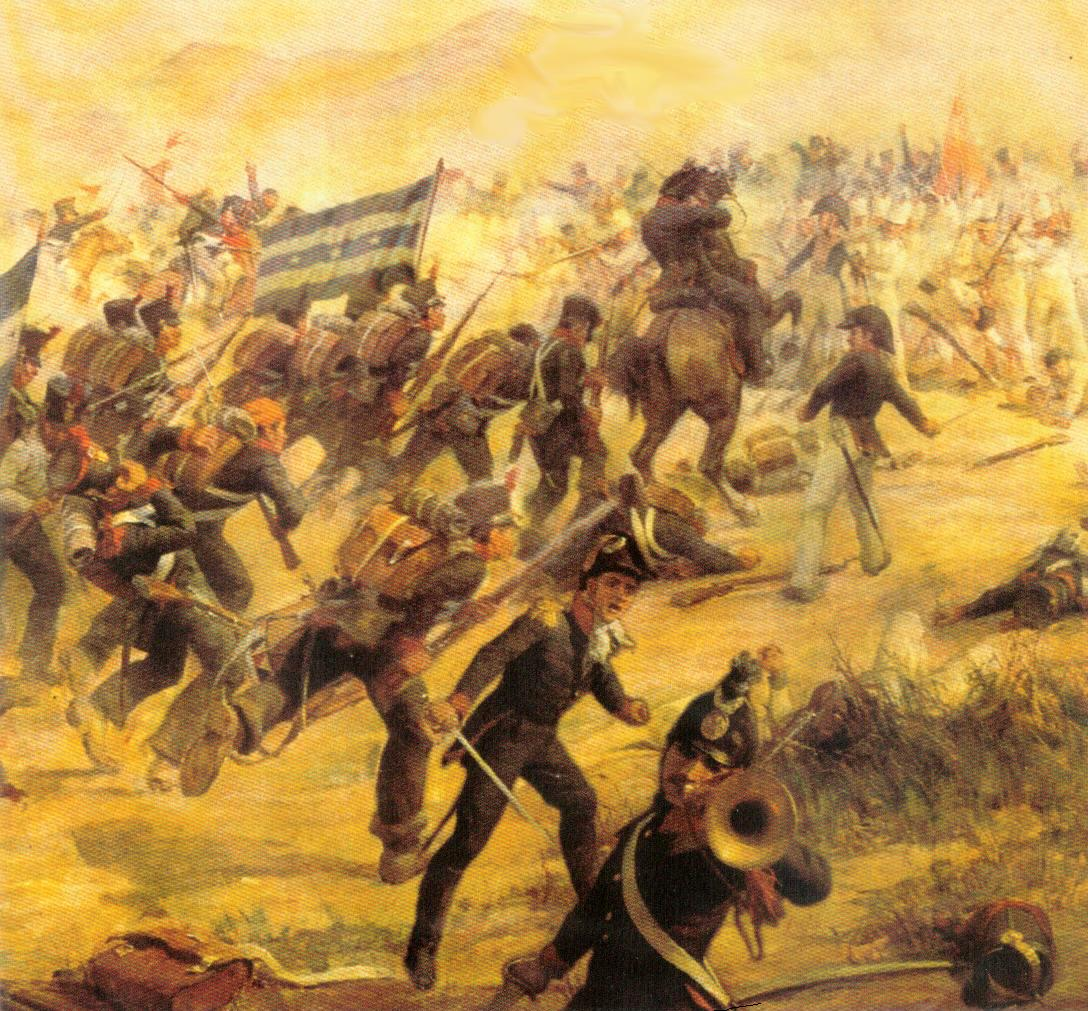
Batalla de Camino Real. Después de su independencia, el gobierno de la provincia guayaquileña formó un ejército de 1500 hombres para liberar al resto de la Real Audiencia, se llamó División Protectora de Quito.

San Martín envía una división auxiliar peruana al mando de Andrés de Santa Cruz para la independencia de Quito. El 24 de mayo de 1822, tropas peruano-colombianas derrotaron a los realistas en la batalla de Pichincha (actual territorio del Ecuador) y ocuparon Quito el 25 de mayo. El contingente peruano que intervino en esta batalla, estuvo compuesto por 1,600 efectivos al mando del coronel Santa Cruz y se unió a la tropa patriota colombiana en Saraguro, el 9 de febrero de 1822. Este suceso es memorable, pues por primera vez confluían las dos corrientes libertadoras, la del Norte y la del Sur.
Posteriormente, el general Simón Bolívar invadió Guayaquil, con el afán de anexarla a la Gran Colombia, de la que era su caudillo indiscutible. Tanto el Libertador del Norte, Bolívar, como el Libertador del Sur, San Martín, estaban convencidos de que la definición de la independencia americana, tenía que darse en suelo peruano.

##### Entrevista de Guayaquil

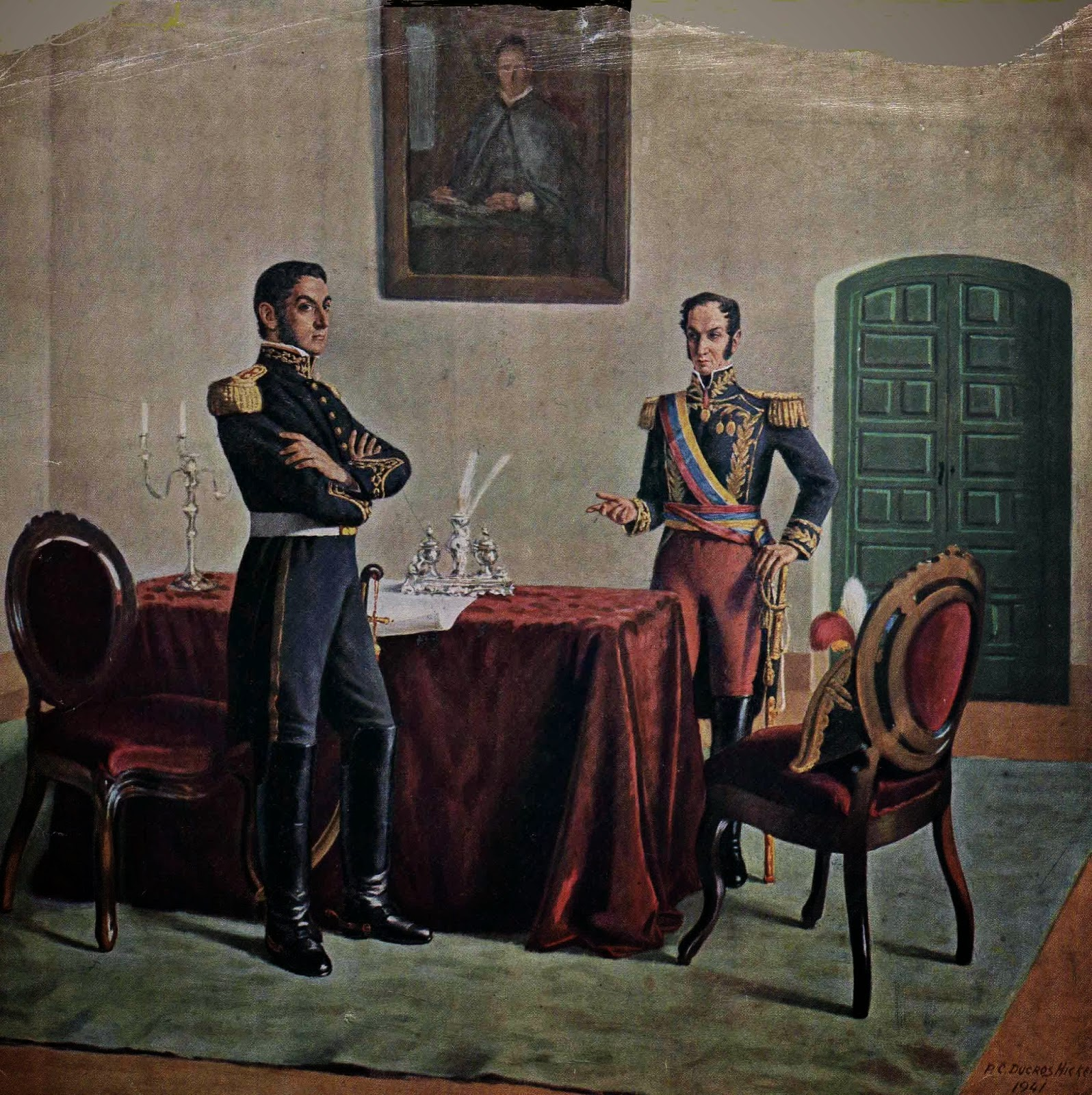
Entrevista de Guayaquil, entre los libertadores José de San Martín y Simón Bolívar.

San Martín, no pudo, sin embargo, culminar la guerra contra los españoles. Si bien todo el norte del Perú se había sumado voluntariamente a la causa patriota, el centro y el sur del país permanecían ocupadas por las tropas virreinales. San Martín consideró necesaria la ayuda militar externa y en pos de ella fue a entrevistarse en Guayaquil con Bolívar. En la entrevista de Guayaquil, realizada entre los días 26 y 27 de julio de 1822, los Libertadores discutieron tres importantes cuestiones:
- La suerte de Guayaquil, que siendo territorio peruano, fue anexado por Bolívar a la Gran Colombia.
- La ayuda que debía prestar Bolívar para el fin común de la independencia del Perú.
- La forma de gobierno que debían adoptar las nacientes repúblicas hispanoamericanas.

La entrevista no llegó ningún resultado concreto. En lo que respecta al primer punto, Bolívar desde un inicio había decidido que Guayaquil perteneciera a la Gran Colombia, la tomó militarmente, desconoció a su gobierno local no le dejó margen de discusión al respecto. San Martín creía en la libre voluntad de los guayaquileños que ya habían expresado su simpatía por unirse Perú y que la defenderían. El priorizó la obtención de la ayuda militar de la Gran Colombia. En cuanto al segundo punto, Bolívar ofreció enviar al Perú una fuerza auxiliar grancolombiana de 2,000 hombres, que San Martín consideró insuficiente. Incluso, San Martín ofreció ponerse bajo órdenes de Bolívar, lo cual este rechazó. 
En lo referente al tercer punto, ambos libertadores coincidieron en su temor al anarquismo que vendría luego de liberación por lo que consideraban que inicialmente debía mantenerse gobiernos con poderes absolutos. Bolívar era decididamente republicano, contra-poniéndose así al monarquismo del Libertador rioplatense. Desilusionado, San Martín retornó al Perú, ya convencido de que debía retirarse para dar pase al Libertador del Norte.

### Campañas militares del Estado peruano

#### Retirada de San Martín y el surgimiento del Estado peruano

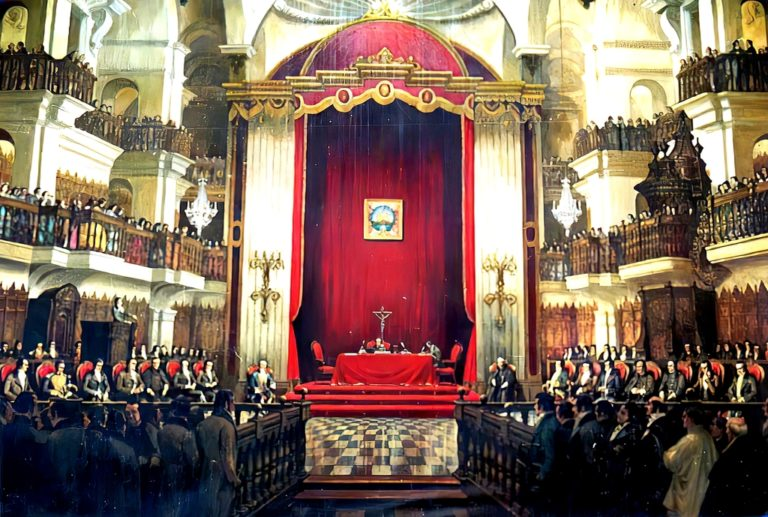
Primer Congreso Constituyente del Perú (1822).

Antes de los sucesos de Guayaquil, San Martín había convocado al Primer Congreso Constituyente de la República del Perú, el 1 de mayo de 1822. Se eligieron 80 diputados, instalándose solemnemente este legislativo el 20 de septiembre de 1822. Lo presidía el clérigo Francisco Xavier de Luna Pizarro. Apenas instalado este Primer Congreso Constituyente, aprobó una proposición que decía: «…que el Congreso Constituyente del Perú está solemnemente constituido e instalado, la soberanía reside en la nación, y su ejercicio en el Congreso que legítimamente la representa».
Luego de la instalación y en la misma fecha, este Congreso ofreció al general José de San Martín, poderes dictatoriales, que rehusó. Se varió el ofrecimiento al de Fundador de la Libertad del Perú y Generalísimo de las Armas, título que fue aceptado por el general San Martín, aunque de manera honorífica. Su decisión de retirarse, era terminante.
José de San Martín se retiró a la Magdalena, en donde tenía una casa de campo. Acompañado por una pequeña escolta y un ayudante, la misma noche de su renuncia, montado a caballo, se dirigió a Ancón, al norte de Lima. En la madrugada del día 22 de septiembre de 1822, se embarcó en el bergantín Belgrano rumbo a Valparaíso, Chile.
El Congreso aceptó la renuncia de San Martín y convino en la proposición de Arce diciendo que «como quiera que el Congreso debe retener cuanta autoridad sea dable para hacer cumplir sus determinaciones, y corriendo riesgo de que un Poder Ejecutivo extraño, aislado y separado de él, aunque hechura suya, le puede formar partido de oposición» determinaba que «el Congreso conserve el Poder Ejecutivo». 
Se decidió también que Poder Ejecutivo debería estar conformado por tres personas. Uno de los diputados, José Faustino Sánchez Carrión, el célebre El Solitario de Sayán, sentenció en aquella oportunidad: «Tres no se unen para oprimir. El gobierno de uno es más eficaz si gobernar es tratar a la raza humana como a las bestias…» y agrega: «La Libertad es mi ídolo, como lo es del pueblo. Sin ella no quiero nada; la presencia de uno sólo en el mando me ofrece la imagen odiada del Rey». Y así quedó constituida la Suprema Junta Gubernativa, la junta entró en funciones el día 21 de septiembre de 1822 y estuvo constituida el conformada por tres personas:
- El general José de La Mar, natural de Cuenca, en el actual Ecuador.
- El jurista y militar Felipe Antonio Alvarado, natural de Salta, en la actual Argentina.
- El conde Manuel Salazar y Baquíjano, natural de Lima, Perú.

Varias declaraciones de este primer Congreso Constituyente del Perú, marcan la ruptura con la monarquía española, como la declaración del 11 de noviembre de 1822 sobre la incompatibilidad de la Orden del Sol y de los Títulos de Castilla con la forma de Gobierno del Perú y la declaración del 12 de noviembre del mismo año, desautorizando a los comisionados García del Río y Paroissien. 
Tras las desastres del general Alvarado en Torata y Moquegua se produjo el motín del ejército patriota acantonado en el fundo Balconcillo, cerca de Lima, que al frente de Andrés de Santa Cruz solicitó al Congreso del Perú la disolución de la Junta Gubernativa, propuso transitoriamente como presidente a Torre Tagle y seguidamente a Riva Agüero como presidente de la república (28 de febrero de 1823). Durante la intervención de Simón Bolívar, llegado al Perú el 1 de septiembre de 1823, el Congreso Constituyente del Perú promulgó la primera Constitución Política de la República el 12 de noviembre de 1823. Sin embargo fue una Constitución efímera que bajo la dictadura de Simón Bolívar nunca se puso en práctica y en el mismo acto el propio Congreso Constituyente suspendió en sus funciones y le entregó plenos poderes dictatoriales.

#### Gobierno de la Suprema Junta Gubernativa

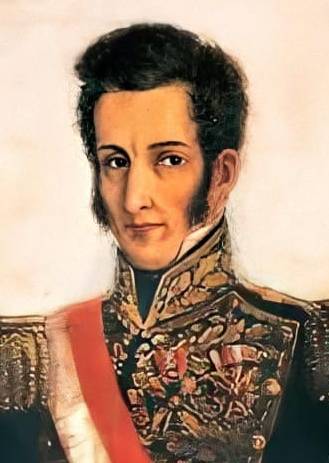
José de La Mar, presidente de la Suprema Junta Gubernativa del Perú (1822-1823).

La misión primordial de la Suprema Junta Gubernativa, era proseguir la lucha contra los realistas. El virrey La Serna contaba con más de 20 000 soldados que ocupaban el territorio entre Cerro de Pasco (centro del Perú) y el Charcas] (sur del Perú, actual Bolivia). Ya San Martín había previsto que eran necesarias más fuerzas para poder derrotar a los realistas, quienes habían convertido todo ese territorio en un verdadero bastión de su poderío. Se hallaba todavía en curso la ayuda que Bolívar había ofrecido al Perú para derrotar a los españoles. Efectivamente, durante la Entrevista de Guayaquil, Bolívar ofreció a San Martín ayuda militar al Perú, la que se concretizó en julio de 1822, con el envío de tropas al mando de Juan Paz del Castillo, pero estas eran todavía insuficientes. En septiembre de ese año, Bolívar ofreció otros 4.000 soldados más, pero la ya instalada Suprema Junta Gubernativa solo aceptó la recepción de 4000 fusiles. Las relaciones del Perú con la Gran Colombia entraron en su punto más crítico debido a la anexión de Guayaquil a territorio grancolombiano. A ello se sumó el hecho de que Juan Paz del Castillo recibiera instrucciones de su gobierno de no comprometer a sus fuerzas solo en caso de que el éxito estuviera garantizado y solo en el norte peruano, por lo que entró en conflicto con los intereses del Perú, que se enfocaban en atacar a los realistas del centro y del sur. Dicho oficial colombiano retornó a su patria, en enero de 1823, disgustado al no lograr imponer sus condiciones. Las relaciones con la Gran Colombia se enfriaron entonces, en los precisos instantes en que se libraba la llamada Primera Campaña de Intermedios.

##### Primera Campaña de los Puertos Intermedios (Rudecindo Alvarado)

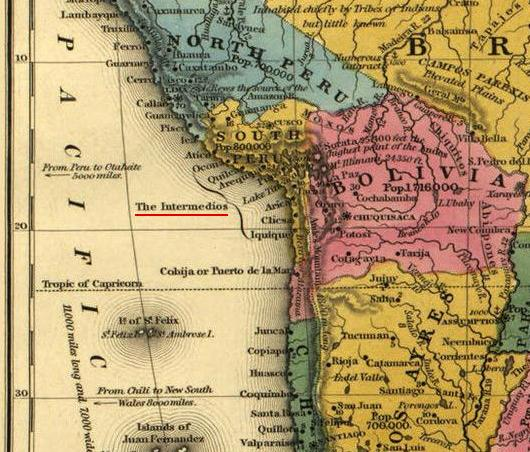
Puertos intermedios en un detalle del mapa de Samuel Augustus Mitchell publicado en 1839.

La Suprema Junta de Gobierno organizó una expedición militar contra los españoles que todavía dominaban el sur del Perú. Esa expedición se conoció como Campaña de los puertos intermedios o simplemente Campaña de Intermedios, pues el plan era atacar a los españoles desde la costa sur situada entre los puertos de Ilo y Arica. Este plan había sido bosquejado por el mismo San Martín, pero originalmente contemplaba, además del ataque desde la costa sur peruana, una ofensiva combinada de los argentinos por Charcas y de los patriotas de Lima por el centro del Perú. Sin embargo, la Junta no pudo lograr el concurso del gobierno de Buenos Aires, abrumado por dificultades internas, y no otorgó al ejército que guarnecía Lima los medios necesarios para que iniciara oportunamente una ofensiva a la sierra central. La partida del colombiano Juan Paz del Castillo influyó también para que se paralizaran los preparativos del llamado ejército patriota del Centro.
Esta primera Campaña de Intermedios, comandada por el general rioplatense Rudecindo Alvarado, acabó en total fracaso al no seguirse el plan completo y al no ponerse dinamismo en las acciones, lo que dio tiempo a que los realistas se pusieran a la defensiva.
Alvarado llegó a Iquique en donde hizo desembarcar un destacamento para que iniciara acción sobre Charcas. Luego se dirigió a Arica, donde permaneció sin desembarcar por espacio de tres semanas, dando tiempo para que el virrey La Serna, informado por su servicio de espionaje de la presencia patriota, ordenara a sus lugartenientes José de Canterac y Gerónimo Valdés acudir con sus fuerzas a la zona amenazada. Cuando a fines de diciembre Alvarado desembarcó en Arica y avanzó sobre Moquegua se encontró con las fuerzas realistas que ocupaban mejores posiciones. Valdés le salió al encuentro, librándose la batalla de Torata. El jefe realista resistió ocho horas hasta que llegó en su auxilio Canterac con su caballería; juntos pusieron en fuga a los patriotas, logrando así la victoria para las banderas del Rey (19 de enero de 1823). Animado por su éxito, Valdés persiguió a las tropas de Alvarado, alcanzándolas y venciéndolas definitivamente en la batalla de Moquegua (21 de enero de 1823). Las tropas patriotas, reducidas a la cuarta parte de su número original, tuvieron que reembarcarse precipitadamente y retornar al Callao con cerca de 1000 sobrevivientes.
De entonces data la letrilla que los españoles difundieron desde su campamento situado a poca distancia de Lima, en la que se burlaban del Congreso:

Congresito ¿cómo estamos

con el tris tras de Moquegua?

De aquí a Lima hay una legua.

¿Te vas? ¿Te vienes? ¿Nos vamos?

Tras este desastre militar, la Junta Gubernativa y el Congreso quedaron tremendamente desacreditados ante la opinión pública. Se temió que las tropas realistas acantonadas en Jauja (sierra central peruana), pasaran a la ofensiva y reconquistaran Lima.

#### El Motín de Balconcillo
Los oficiales patriotas al mando de las tropas que guarnecían Lima, ante el temor de una ofensiva española, firmaron una solicitud ante el Congreso, fechada el 23 de febrero de 1823 en Miraflores, invocando la designación de un solo Jefe Supremo «que ordene y sea velozmente obedecido», en reemplazo del cuerpo colegiado que representaba la Junta, y proponían incluso el nombre del oficial indicado para asumir el gobierno: el coronel José de la Riva-Agüero.
La crisis se ahondó al ser presentada otra solicitud al Congreso por parte de las milicias cívicas acuarteladas en Bellavista y una tercera encabezada por Mariano Tramarría. El día 27 de febrero las tropas se movilizaron desde sus acantonamientos hasta la hacienda de Balconcillo, a media legua de Lima, desde donde exigieron la destitución de la Junta. Estos sublevados estaban encabezados por el general Andrés de Santa Cruz. Fue el primer golpe de Estado de la historia republicana peruana, conocido como el Motín de Balconcillo, con el que se inauguró la sucesión de gobiernos de facto que jalonaron el transcurso de la vida republicana.
Ante tal presión, ese mismo día, el Congreso accedió a cesar a la Junta Gubernativa y encargar interinamente la máxima magistratura a José Bernardo de Tagle, marqués de Torre Tagle y jefe militar de mayor graduación. El 28 de febrero, el Congreso ordenó poner en libertad al general José de La Mar, que había sido arrestado en su domicilio, y citó al general Andrés de Santa Cruz, quien hizo una exposición oral de la posición de los jefes y terminó diciendo que acataban la orden del Congreso pero que si no se nombraba a Riva Agüero como Presidente de la República, él y los jefes militares renunciarían y se irían del país. Ante lo expresado por Santa Cruz, el Congreso nombró a Riva Agüero como Presidente de la República por 39 votos a favor de un total de 60; no se le asignó funciones ni plazos. Pocos días después el mismo Congreso lo ascendió a Gran Mariscal y dispuso que utilizara la banda bicolor como distintivo del poder ejecutivo que administraba (4 de marzo de 1823). Desde entonces todos los Presidentes del Perú han lucido dicha banda presidencial.

#### Gobierno de José de la Riva Agüero

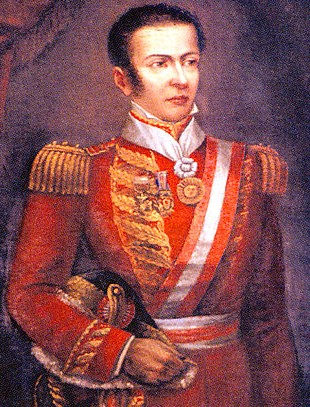
José de la Riva-Agüero, primer Presidente de la República del Perú (1823).

Riva Agüero puso en marcha una gran actividad para poner al Perú en condiciones de terminar por cuenta propia la guerra de la Independencia. Su obra gubernativa se concretó en los siguientes puntos:
1. Se abocó a una labor de organización y mejoramiento del Ejército poniendo gran empeño en aumentar sus efectivos con elementos peruanos. Al frente de él puso al general Andrés de Santa Cruz. Ordenó al comandante Antonio Gutiérrez de la Fuente formar fuerzas de reserva en las provincias del norte, en Trujillo, así como al coronel Ramón Castilla la creación del cuarto Escuadrón de Húsares.
2. Formó la primera escuadra peruana, cuyo mando encargó al Vicealmirante Martín Guise. Creó la Escuela Naval. Estableció un permanente bloqueo de la costa para defenderla de las incursiones realistas.
3. Recogió el papel moneda emitida bajo el Protectorado de San Martín y cuya circulación quedó prohibida.
4. Envió misiones diplomáticas a la Gran Colombia, Chile y las Provincias Unidas del Río de la Plata para solicitar la ayuda inmediata de estos países para consolidar el proceso de independencia. La ayuda que más necesitaba Riva Agüero era la de Bolívar, nombrando con tal fin como su Ministro Plenipotenciario ante el Libertador al general Mariano Portocarrero. Portocarrero pactó con Bolívar en Guayaquil un auxilio de 6.000 hombres, equipados y pagados por el Perú, y conforme a este pacto, empezaron a llegar al Callao las primeras tropas grancolombianas (abril de 1823). Junto con ellas llegó, en calidad de Enviado Extraordinario de Bolívar, el general Antonio José de Sucre, pero cuyo verdadero objetivo era preparar el terreno para que Bolívar fuera llamado al Perú. Riva Agüero envió también a Chile al diplomático José de Larrea y Loredo, quien logró conseguir un empréstito del gobierno chileno y una ayuda en hombres y materiales para la continuar la guerra contra los españoles. Ante las Provincias Unidas del Río de la Plata encargó la representación del Perú al Vicealmirante Manuel Blanco Encalada, sin resultados positivos.
5. Los comisionados James Paroissien y Juan García del Río lograron la contratación con Inglaterra de un empréstito por 1.200.000 libras esterlinas, el primero de la historia republicana del Perú. Ello permitió a Riva Agüero disponer de los fondos necesarios para su obra gubernativa.

##### Segunda Campaña de los Puertos Intermedios (Andrés de Santa Cruz)

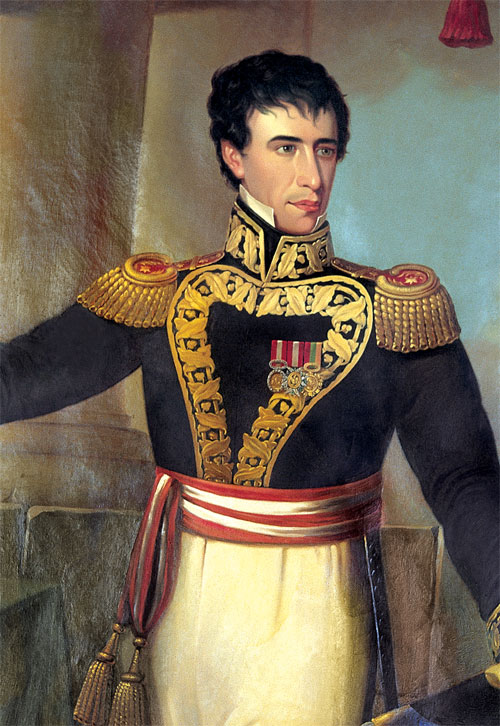
Andrés de Santa Cruz, fue el general que comandaba la Segunda Campaña de Intermedios, lo que concluyó en un fracaso para los patriotas.

Riva Agüero emprendió la Segunda Campaña de Intermedios, embarcándose sus tropas del 14 a 25 de mayo de 1823, rumbo a los puertos del sur, desde donde planeaba atacar a los españoles que todavía dominaban todo el sur peruano. Esta expedición la comandaba el general Andrés de Santa Cruz y como jefe de Estado Mayor iba el entonces coronel Agustín Gamarra. Santa Cruz prometió regresar victorioso o muerto. Era la primera vez que se ponía en acción un ejército formado íntegramente por peruanos. Santa Cruz desembarcó sus fuerzas en Iquique, Arica y Pacocha y avanzó sobre el Charcas. Los patriotas obtuvieron al principio algunas victorias. Gamarra ocupó Oruro y Santa Cruz La Paz. 
Mientras tanto, en la sierra, las fuerzas de Gerónimo Valdés y el virrey La Serna se habían reunido. Santa Cruz evitó el combate y se dirigió hacia Oruro a reunirse con Agustín Gamarra. Allí recibieron noticias de que el general Pedro Antonio Olañeta había llegado desde Potosí a incorporarse al ejército del virrey. La reacción de los realistas no se hizo esperar. El virrey La Serna envió a su general Gerónimo Valdés para que atacara a Santa Cruz, produciéndose la batalla de Zepita (25 de agosto de 1823), a orillas del lago Titicaca. Los patriotas quedaron dueños del campo, pero sin obtener una victoria decisiva. Acto seguido, Santa Cruz ordenó la retirada hacia la costa, siendo perseguido muy de cerca por las fuerzas de La Serna y Valdés, quienes despectivamente denominaron a esta campaña como la «campaña del talón», aludiendo a lo cerca que estuvieron de los patriotas que se retiraban, casi «pisándoles los talones». Santa Cruz no paró hasta llegar al puerto de Ilo donde se embarcó con 700 sobrevivientes. La campaña terminó, pues, en total fracaso para los patriotas.
Enterado Canterac de la expedición evacuó Lima el 16 de julio y se dirigió vía Jauja y Huancavelica hacia el sur, a detener los progresos de Santa Cruz y evitar una unión de los ejércitos peruanos y colombianos. 
En una junta de guerra Sucre recomendó enviar una expedición de 3.000 hombres a reforzar las fuerzas peruanas que se hallaban en el Altiplano y para obligar a Canterac a evacuar Lima. El congreso aceptó el proyecto y Sucre designó como jefe al mariscal Guillermo Miller, quien partió del Callao el 13 de julio hacia el sur con la brigada de Jacinto Lara compuesta por tres batallones colombianos, y la brigada del general Francisco Antonio Pinto de dos batallones chilenos.
Sucre recibió un oficio de Santa Cruz el 12 de septiembre invitándolo a reunirse con él, pero para cuando llegó a Apo (Arequipa) tuvo conocimiento de la retirada de Santa Cruz y Gamarra. Tras dirigirse a Puno, conoció allí que el ejército peruano se retiraba a la costa y Sucre retrocediendo, llegó a Cangallo, punto situado en la vía de Moquegua, de donde volvió a Arequipa el 29 de septiembre. Finalmente Sucre fue desalojado en el combate de Arequipa el 8 de octubre y tuvo que reembarcar con destino a Lima ese mismo día.

##### El labor patriótica de José Olaya

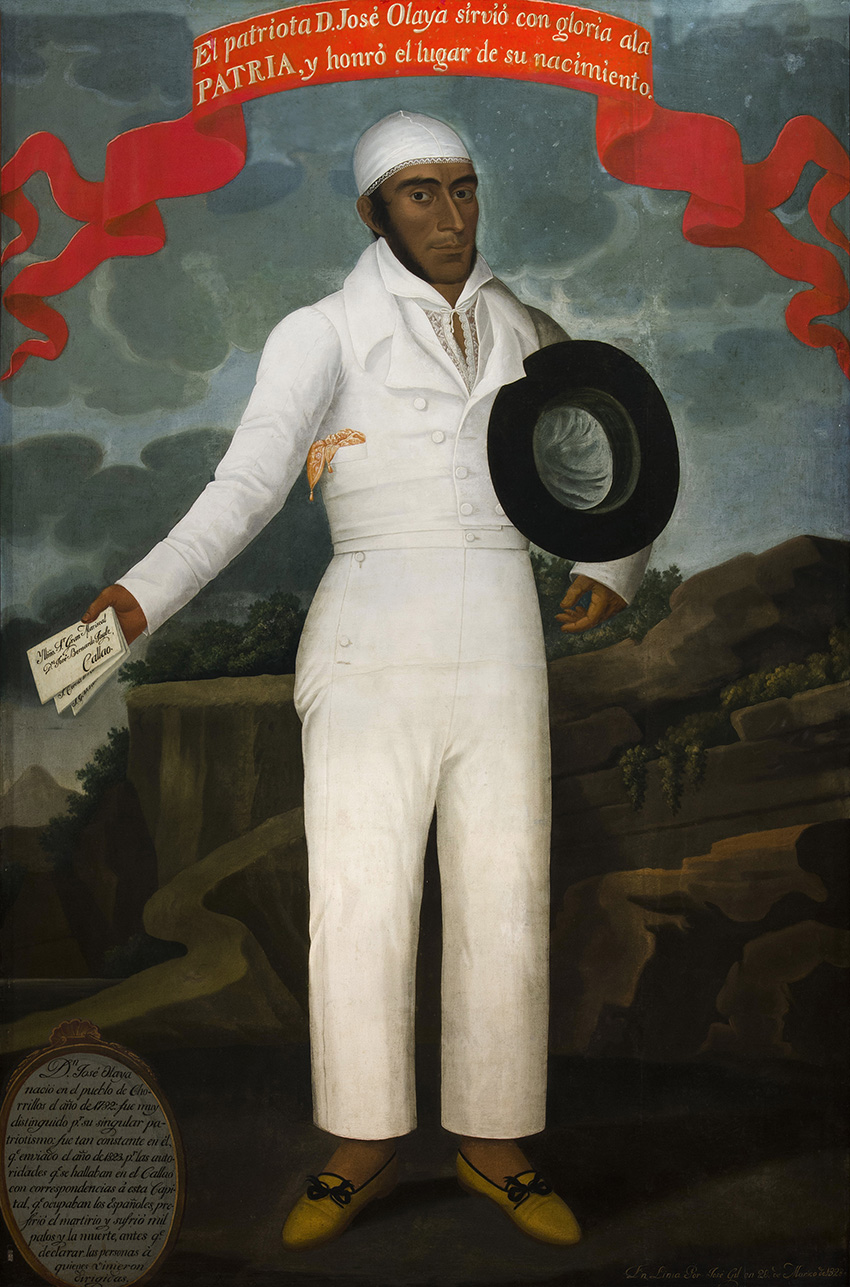
Retrato de José Olaya por el pintor José Gil de Castro.

El ejército realista, al mando de José Ramón Rodil, aprovechando que las tropas se encontraban lejos, tomó Lima. Fue en ese contexto que ocurrió el sacrificio de José Olaya, un humilde pescador de la villa de San Pedro de Chorrillos.
Sucre necesitaba imperiosamente comunicarse con los patriotas de Lima, ya que quería conocer los movimientos de los realistas y los pertrechos con los que contaban. Olaya se ofreció a ser el portador de los mensajes. Se contactó en Lima con Juana de Dios Manrique, una aristócrata y patriota que era sobrina de Antonio Riquero, antiguo contador mayor y uno de los refugiados en el Callao; este personaje era el nexo con Sucre. Olaya llevaba ocultamente los mensajes escritos, cubriendo la ruta entre Chorrillos y Lima, simulando llevar pescado para su venta en la ciudad; esa ruta, de 15 km, estaba muy vigilada por los realistas, de modo que el riesgo era muy grande. No obstante, Olaya hizo el recorrido muchas veces; se ignora cuántas exactamente. Los realistas empezaron a sospechar que alguien filtraba informaciones y redoblaron la vigilancia.
El 27 de junio de 1823, cuando llevaba, entre otros recados, una carta de Sucre para Narciso de la Colina (un patriota limeño), Olaya fue descubierto. Emboscado por un piquete de soldados realistas en la calle de Acequia Alta (actualmente en el cruce de la cuadra 5 de los jirones Caylloma y Moquegua), antes de ser apresado arrojó las cartas en una acequia; otra versión, menos creíble, dice que se comió las misivas.
Llevado al palacio virreinal ante la presencia de Rodil, éste intentó que delatara a los patriotas comprometidos con las cartas, ofreciéndole a cambio premios y mucho dinero; como no diera efecto, recurrió a las amenazas. Como Olaya permaneciera incólume, fue torturado. Sufrió doscientos palazos, le arrancaron las uñas y lo colgaron de los pulgares. Pero Olaya no se amilanó ante el dolor y permaneció en silencio. Se dice que, en medio de las torturas, pronunció su célebre frase:

«Si mil vidas tuviera gustoso las perdería, antes de traicionar a mi patria y revelar a los patriotas».

Finalmente, fue sentenciado a pena de muerte por fusilamiento bajo el cargo de traición. A las once de la mañana del 29 de junio de 1823, fue llevado a un pasaje aledaño a la Plaza Mayor de Lima, llamado entonces Callejón de los Petateros, y que ahora tiene su nombre: Pasaje Olaya. Sus verdugos, según la costumbre, le preguntaron si tenía un último deseo. Olaya pidió que se le sepultara con la escarapela rojiblanca, el emblema de su patria libre, deseo que se le concedió. Luego, se procedió a su fusilamiento.

##### Pugna entre Riva Agüero y el Congreso que nombra a Sucre Jefe militar supremo
Al quedar Lima desguarnecida, el jefe realista José de Canterac avanzó desde la sierra contra la capital. Riva Agüero ordenó entonces el traslado de los organismos del gobierno y las tropas a la Fortaleza del Real Felipe del Callao, el 16 de junio de 1823. El día 19 las fuerzas españolas ocupaban Lima. En el Callao estalló la discordia entre el Congreso y Riva Agüero. 
El Congreso resolvió que se trasladasen a Trujillo los poderes Ejecutivo y Legislativo; creó además un Poder militar que confió al general venezolano Antonio José de Sucre (que había llegado al Perú en mayo de dicho año, al frente de 3.000 hombres), y acreditó una delegación para solicitar la colaboración personal de Simón Bolívar en la guerra contra los españoles (19 de junio de 1823). Enseguida, el mismo Congreso concedió a Sucre facultades iguales a las de Presidente de la República con el título de Jefe Supremo Militar mientras durara la crisis, y el día 23 de junio destituyó a Riva Agüero del mando supremo.
Riva Agüero no acató tal disposición congresal y se embarcó a Trujillo (norte del Perú) con parte de las autoridades. Mantuvo su investidura de Presidente, decretó la disolución del Congreso (19 de julio de 1823) y creó un Senado integrado por diez diputados. Formó tropas e intentó reforzarlas con los restos de la campaña de Intermedios. Mientras que en Lima, el Congreso fue nuevamente convocado por el presidente provisorio José Bernardo de Tagle, el 6 de agosto del mismo año. Este Congreso reconoció a Tagle como Presidente de la República, siendo este el segundo ciudadano en adoptar dicho título, después de Riva Agüero. Cundió pues la anarquía en el Perú, al existir al mismo tiempo dos gobiernos.

### La corriente libertadora del Norte y la consolidación de la independencia (1823 - 1826)

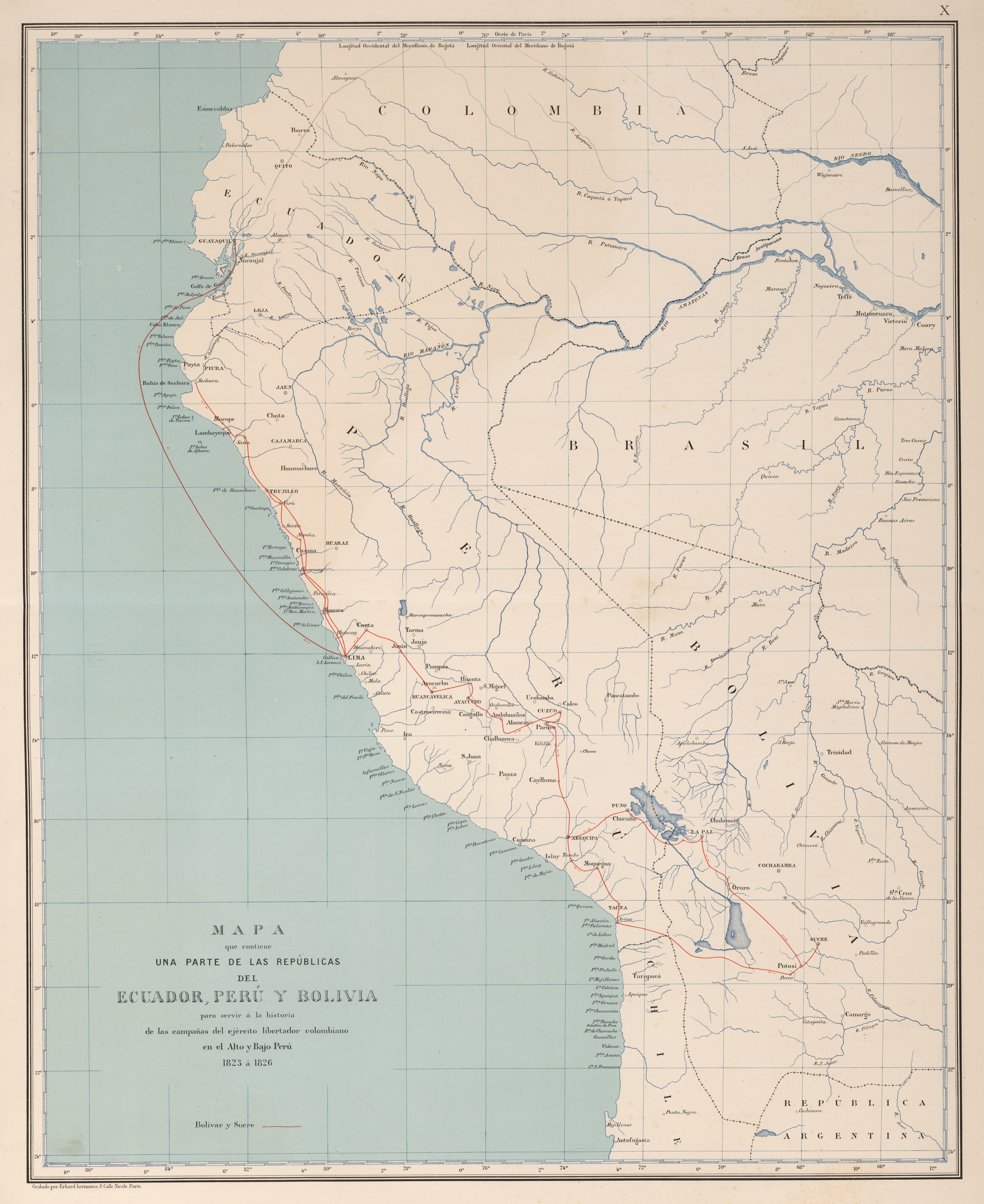
Mapa de las campañas de independencia en Ecuador, Perú y Bolivia entre 1823 y 1826.

Tras la proclamación de independencia del Perú, el proceso parecía estancado por la resistencia militar realista. El virrey La Serna había establecido su sede de gobierno en el Cuzco.  Así, mientras la costa y el norte del Perú eran independientes, la sierra peruana y Charcas seguían siendo españolas. 
Para poner fin a la resistencia realista el estado peruano implementó el plan sanmartiniano a través de los puertos intermedios, que buscaba acabar con los ejércitos realistas en la región. Sin embargo, estas acciones culminaron en sendas derrotas y la consecuente caída de los gobiernos peruanos involucrados: primero, la Junta Gubernativa del Perú, liderada por José de la Mar, y posteriormente, la presidencia de José de la Riva Agüero. La anarquía amenazaba al naciente Estado Peruano.  
La conclusión de la guerra de independencia del Perú estuvo marcada por la intervención de las fuerzas de la Gran Colombia, lideradas por Simón Bolívar y Antonio José de Sucre. Estos tomaron no sólo la dirección militar en la etapa final del conflicto, sino el control del gobierno peruano bajo una dictadura. La vía libre para la entrada de los ejércitos grancolombianos permitió que ocuparan militarmente el territorio peruano, desempeñando un papel decisivo en la derrota de las fuerzas realistas. Sin embargo, este proceso también tuvo como consecuencia el desmembramiento del Perú, lo que dio lugar a la creación de nuevos estados o la anexión de parte de su territorio histórico y la  subordinación el Perú dentro de una Federación de los Andes, bajo la hegemonía de la Gran Colombia en la región, lo que eventualmente derivaría en la Guerra grancolombo-peruana, el primer conflicto entre países resultado de la independencia. 

#### Bolívar es llamado por el Congreso del Perú (Dictadura Bolivariana)

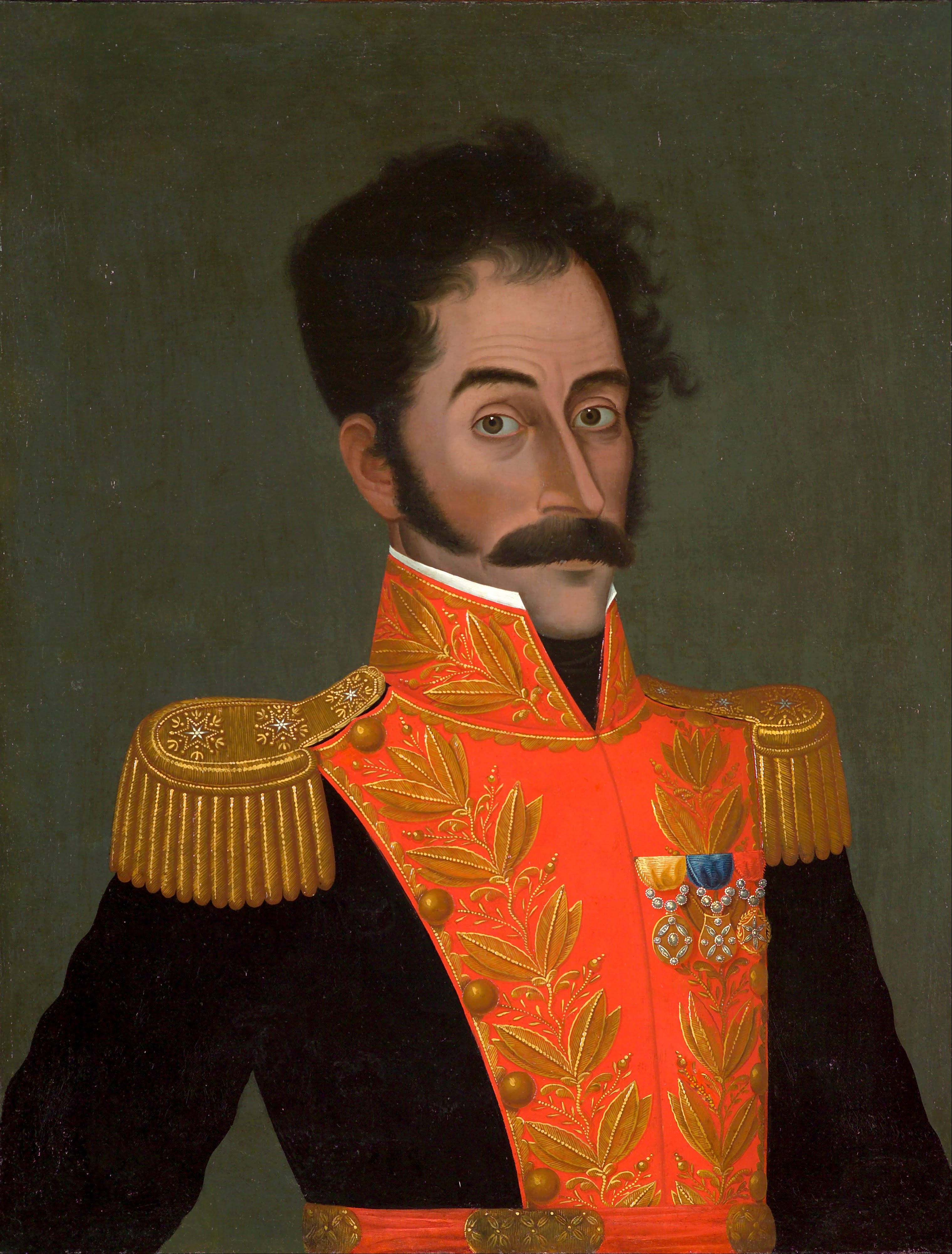
Retrato en óleo de Simón Bolívar a su llegada al Perú.

El Congreso peruano acatando las recomendaciones del general Sucre, invitó al Libertador del Norte, general Simón Bolívar a trasladarse al Perú «para consolidar la independencia». Bolívar se embarcó en el bergantín Chimborazo en Guayaquil, el 7 de agosto de 1823, llegando al Callao el 1 de septiembre del mismo año. El día 10 de septiembre el Congreso de Lima le otorgó la suprema autoridad militar en toda la República. Seguía siendo Torre Tagle presidente, pero debía ponerse de acuerdo en todo con Bolívar. El único obstáculo para Bolívar era Riva Agüero, quien dominaba el norte del Perú, con capital en Trujillo. Riva Agüero no dio señal de querer llegar a un acuerdo que posibilitara la unificación de todas las fuerzas patriotas bajo el mando del Libertador del Norte, y más bien quiso entenderse con los realistas.
Bolívar nombró una comisión compuesta por el diputado José María Galdeano y el general de brigada Luis Urdaneta para tratar con Riva Agüero. El 11 de septiembre llegaron al cuartel general en Huaraz sin lograr un acuerdo aceptable con el disidente pues este esperaba noticias favorables del ejército de Santa Cruz y de las negociaciones que llevaba con los españoles.
Bolívar invitó varias veces a Riva Agüero a sumar los 3.000 hombres que el disponía con el fin de abrir la campaña que el conduciría contra los españoles. Mientras tanto Sucre buscaba acercar a Santa Cruz y así cortar el apoyo de este a Riva Agüero. Bolívar se enteró entonces de la disolución del ejército de Santa Cruz junto con las alarmantes noticias de que Riva Agüero buscaba un acuerdo con el virrey La Serna. Agotados los recursos diplomáticos el Libertador inicio los preparativos para reducir a Riva Agüero por la fuerza. El mismo Bolívar abrió campaña contra Riva Agüero, marchando al norte.

#### Campaña militar de Bolívar contra Riva Agüero
Riva Agüero pretendió acabar la guerra en el Perú y volvió a proponer a La Serna el establecimiento de un Imperio peruano bajo la forma de monarquía independiente, como el Imperio mexicano. Las tropas leales a Riva Agüero se hallaban en Huaraz y Trujillo y el Virrey en Jauja y Cerro de Pasco. Las campañas de los Puertos Intermedios de Andrés de Santa Cruz había movilizado muchos hombres de los que disponía el Virrey en el norte, dejando unos pocos en la zona en donde Bolívar y Sucre operaban. Bolívar decidió interponerse e impedir que se reunieran, y mientras él mismo se dirigió contra Riva Agüero mandó a Sucre a contener a los españoles en Jauja y Pasco. Bolívar, en medio de acusaciones que cuestionaban a Riva Agüero, declaró:

Salí a interponerme entre Riva Agüero y los godos del Jauja, porque este malvado, desesperado de triunfar, estaba tratando de entregar su patria a los enemigos, para salir con más provecho aunque menos lucido.
 Bolívar a Santander, Pallasca, 8 de diciembre de 1823.

Con las tropas colombianas, 3.000 soldados, Bolívar ascendió desde la costa hacia la Cordillera Negra, siguiendo por los valles de Pativilca y las fortalezas; atravesando la Cumbre, descendió al callejón de Huaylas. El grueso del ejército marchó hacia Huaraz, en donde se incorporó Sucre y su división. A Sucre se le encargó cruzar la cordillera con algunos cuerpos selectos, y dirigirse al sur para enfrentar a los españoles que se hallaban en las regiones de Huánuco y Pasco; mientras tanto, Bolívar se dirigía al norte directamente contra Riva Agüero quien se había retirado a Trujillo. Mientras en la sierra se desarrollaba la campaña, en la costa el almirante Martín Guise se pronunció a favor de Riva Agüero, y estableció el bloqueo de toda la costa peruana desde Cobija hasta Guayaquil.
Riva Agüero sin embargo fue traicionado por sus algunos de sus oficiales encabezados por el comandante Antonio Gutiérrez de la Fuente, quien, sin embargo desobedeció la orden de Bolívar de fusilar a Riva Agüero, quien pudo escapar al destierro en Guayaquil (25 de noviembre de 1823), mientras que en Santa hizo lo mismo el coronel Ramón Castilla, prendiendo al general Ramón Herrera y Rodado. Bolívar permaneció en la cordillera occidental persiguiendo a los subalternos de Riva Agüero, que se habían retirado al Marañón y se iban rindiendo a su paso.
Al finalizar la campaña, Bolívar entró a Trujillo en diciembre de 1823 y quedó así dueño de la escena política y militar del Perú. Luego emprendió regreso a Lima. El 1 de enero de 1824, estuvo en Nepeña y Huarmey, de ahí pasó a Pativilca en donde enfermó de paludismo.

#### La sublevación del Callao y la ayuda de los Montoneros
La guarnición de la Fortaleza del Real Felipe en el Callao, compuesta por las tropas de la Expedición libertadora de San Martín, reclamando pagos devengados y otros maltratos se amotina y se pasa en bloque al bando español. El motín tuvo lugar el 5 de febrero de 1824, durante las campañas de Simón Bolívar en la Independencia del Perú. El hecho significó la desaparición de la casi totalidad de las fuerzas llevadas al Perú por el general José de San Martín, salvo un escuadrón de jinetes de los Granaderos de los Andes situado fuera del castillo.
Instigados por uno de los prisioneros, el coronel español José María Casariego, los amotinados lograron tomar el fuerte, liberaron a los prisioneros españoles, les devolvieron sus cargos y jerarquías y junto con ellos, enarbolaron la bandera española, cometiendo traición a la causa libertadora. Este acto de sedición causó desconcierto en Lima (5 de febrero de 1824). Ante tal delicada situación, el Congreso dio el 10 de febrero un memorable decreto entregando a Bolívar la plenitud de los poderes dictatoriales para que hiciera frente al peligro, anulando la autoridad de Torre Tagle. Se instaló así la Dictadura.

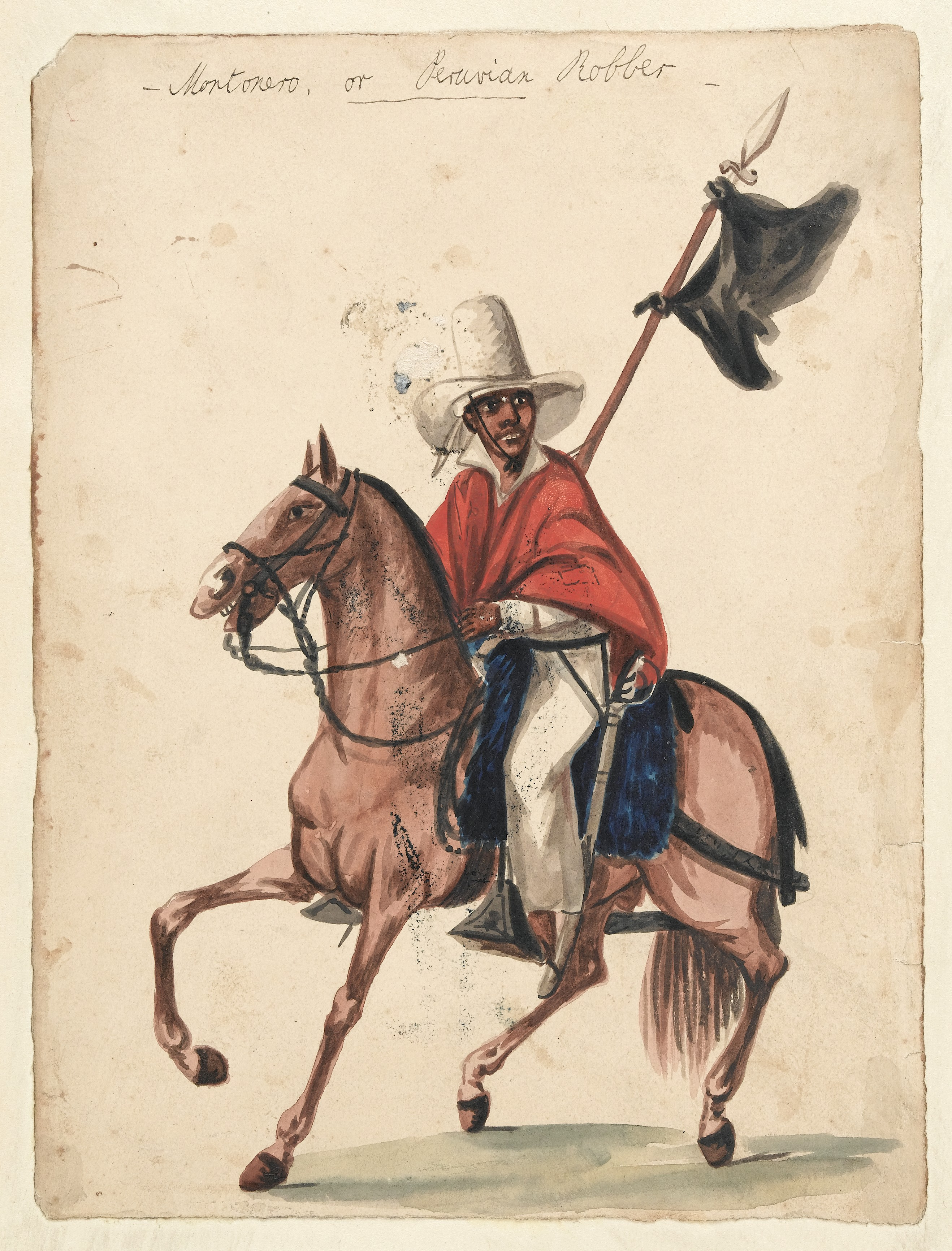
Montonero peruano, acuarela de Pancho Fierro.

Canterac ordenó que los generales realistas José Ramón Rodil y Juan Antonio Monet aprovecharan esa circunstancia y tomaran Lima. A marchas forzadas, el general Monet, desde Jauja y el general Rodil, desde Ica, se juntaron en Lurín, el 27 de febrero de 1824. Los patriotas de Lima, se vieron obligados a abandonarla, al mando del general Mariano Necochea, quien junto con 400 montoneros a caballo, fueron los últimos en retirarse el 27 de febrero. Los realistas ingresaron a Lima el 29 de febrero del mismo año.
Una semana después del motín del Callao, Bolívar ordenó abandonar Lima, y desde Huaraz, se pone en marcha la retirada general del ejército de Colombia en dirección hacia el norte, enviando órdenes para reagruparse en Huamachuco (en la sierra) y Trujillo (en la costa). Ordenó que el repliegue general se hiciera devastando el territorio peruano, talando los campos, secuestrando el ganado, y bajo una política general de Tierra quemada, destruyendo cualquier recurso de los pueblos peruanos para que no pudiera servir de sustento al Ejército Real del Perú. Lo que Tomás de Heres había venido a llamar “guerra a la colombiana”. A los departamentos libres del Perú, además de la contribución sangre, se les exigió el dinero hasta pagar el sueldo íntegro del ejército colombiano. Respecto a la marina peruana, Bolívar desde Trujillo ordenaba al jefe de la escuadra Martín Guise, echar a pique los buques patriotas del Callao que no pudieran abandonarlo, entre ellos se perdió la fragata Venganza o Guayas, y cambiar por colombianos los capitanes de los buques peruanos Limeña y Macedonia que se encontraban en el puerto de Guayaquil.
Bolívar sabía que la división de Canterac se hallaba asentada en Jauja, aparcada a la espera de la llegada de la división de Gerónimo Valdés. Y que reunidas iniciarían la ofensiva en la sierra, lo que obligaría a Bolívar a una retirada, y esto produciría la desaparición del ejército de Colombia en el Perú, y haría peligrar el sur de Colombia, hasta la región de Pasto, favorable todavía a la monarquía española. Bolívar se puso en contacto con sus generales en Quito y con su vicepresidente en Colombia advirtiéndoles de la irremediable pérdida del Perú. Se puso en ejecución el plan de retirada, con Bolívar en Trujillo y con el ejército colombiano en retirada general hacia el norte, cuando felizmente el bando independentista recibió la noticia de la rebelión de Olañeta.
Bolívar, ya recuperado de su enfermedad, inició los preparativos para la campaña militar definitiva contra los españoles, al frente del Ejército Libertador. Instaló su cuartel general en Trujillo y recibió la ayuda de los peruanos, tanto en dinero, abastecimientos y recursos de toda índole, como en combatientes. Efectivamente, fuera de su ejército regular, Bolívar contó con la valiosa ayuda de 10,000 montoneros. Este enorme contingente de soldados irregulares estaba conformado por indígenas, los cuales eran mayoría en las guerrillas llamadas "Montoneras", seguidos en número por los mestizos, y en un número bastante menor, por personas de raza negra.
Bolívar comisionó a los líderes de los montoneros para actuar en los siguientes frentes: Francisco de Paula Otero, nombrado comandante general de los montoneros de la sierra; Quispe Ninavilca, de la zona de Huarochirí, quien posteriormente fue nominado como representante ante el congreso; el coronel Juan Francisco de Vidal La Hoz, de La Oroya; el mayor Vicente Suárez, de Canta; y el comandante María Fresco, a cargo de Junín.

#### Rebelión de Olañeta y Batalla de Junín

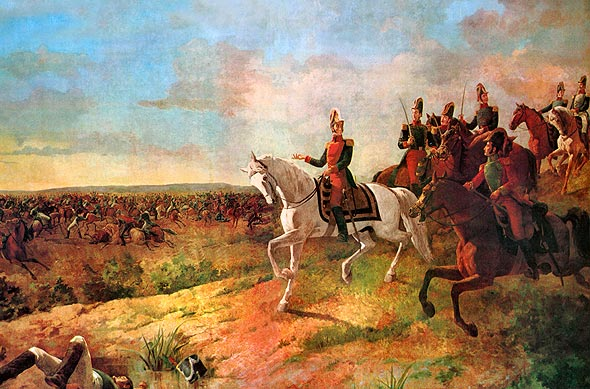
Batalla de Junín - Óleo de Martín Tovar y Tovar.

Con poderes absolutos y contando con refuerzos llegados de la Gran Colombia, Bolívar se instaló en Trujillo, donde organizó el Ejército Unido Libertador del Perú, con miras a las campañas finales de la independencia del Perú. Para ello contó con los recursos humanos y materiales que le brindó la población peruana a manos llenas.
Mientras tanto, la Restauración absolutista en España causó la división en las filas realistas, lo que se hizo evidente con la sublevación del 22 de enero de 1824 del general Pedro Antonio Olañeta en Charcas. La Serna se vio obligado a enviar al general Valdés contra Olañeta, produciéndose el enfrentamiento de la mitad del ejército realista entre sí. Aprovechando esta coyuntura, Bolívar abrió campaña contra el ejército realista más cercano, que era el de José de Canterac, el cual estaba acantonado entre Jauja y Huancayo.

Los Pizarro y Almagros pelearon; peleó La Serna con Pezuela; peleó Riva Agüero con el Congreso, Torre Tagle con Riva Agüero, y con su patria Torre Tagle; ahora, pues, Olañeta está peleando con La Serna y, por lo mismo, hemos tenido tiempo de rehacernos y de plantarnos en la palestra armados de los pies a la cabeza.
 Carta de Bolívar a Santander, Huamachuco, 6 de mayo de 1824.

El ejército libertador avanzó hacia el Sur, rumbo a la sierra central, apoyado eficazmente por las montoneras peruanas. En junio de 1824, arribó a Huánuco y luego siguió hacia Cerro de Pasco.
A principios de agosto de 1824, Bolívar concentró sus fuerzas en la región de Quillota, Rancas y Sacramento. Sumaban en total unos 8.000 hombres. El 2 de agosto pasó revista a su ejército en el llano de Rancas, a 36 km de Cerro de Pasco. Terminada la revista, arengó a sus soldados desplegando una elocuencia arrolladora, una virtud que se complementaba con su talento militar:

¡Soldados! Vais a completar la obra más grande que el cielo ha encomendado a los hombres: la de salvar un mundo entero de la esclavitud.

¡Soldados! Los enemigos que vais a destruir se jactan de catorce años de triunfos. Ellos, pues serán dignos de medir sus armas con las vuestras que han brillado en mil combates.

¡Soldados! El Perú y la América toda aguardan de vosotros la paz, hija de la victoria, y aún la Europa liberal os contempla con encanto porque la libertad del Nuevo Mundo es la esperanza del Universo. ¿La burlaréis? No. No. Vosotros sois invencibles.

El ejército libertador continuó su avance hacia el Sur, bordeando el lago Junín. Canterac, que avanzaba por la orilla contraria del lago, fue sorprendido por el avance patriota y continuó apuradamente su marcha hacia al Sur, con el propósito de enlazar con el grueso de las fuerzas virreinales, pero ya era tarde. Al amanecer del 6 de agosto, ambos adversarios convergían al extremo sur del lago sobre el Pueblo de Reyes (hoy Junín).
Eran las dos de la tarde del 6 de agosto de 1824 cuando Bolívar llegó a la pampa de Junín y observó que la infantería realista ya había pasado y que solo la caballería realista, que iba a retaguardia, se encontraba a la vista, en medio de una inmensa polvareda. Por su parte, la caballería patriota, de 900 efectivos, que venía a la vanguardia de su ejército, convergía en esos momentos por la quebrada de Chacamarca, mientras su infantería se encontraba todavía distante, como a 5 km al norte.
Bolívar quiso entonces evitar que Canterac huyera y ordenó a su caballería que atacara al ejército realista, para dar tiempo a que llegara la infantería patriota. Desde los altos de la quebrada de Chacamarca se lanzaron los escuadrones patriotas al llano, al mando del general Mariano Necochea.

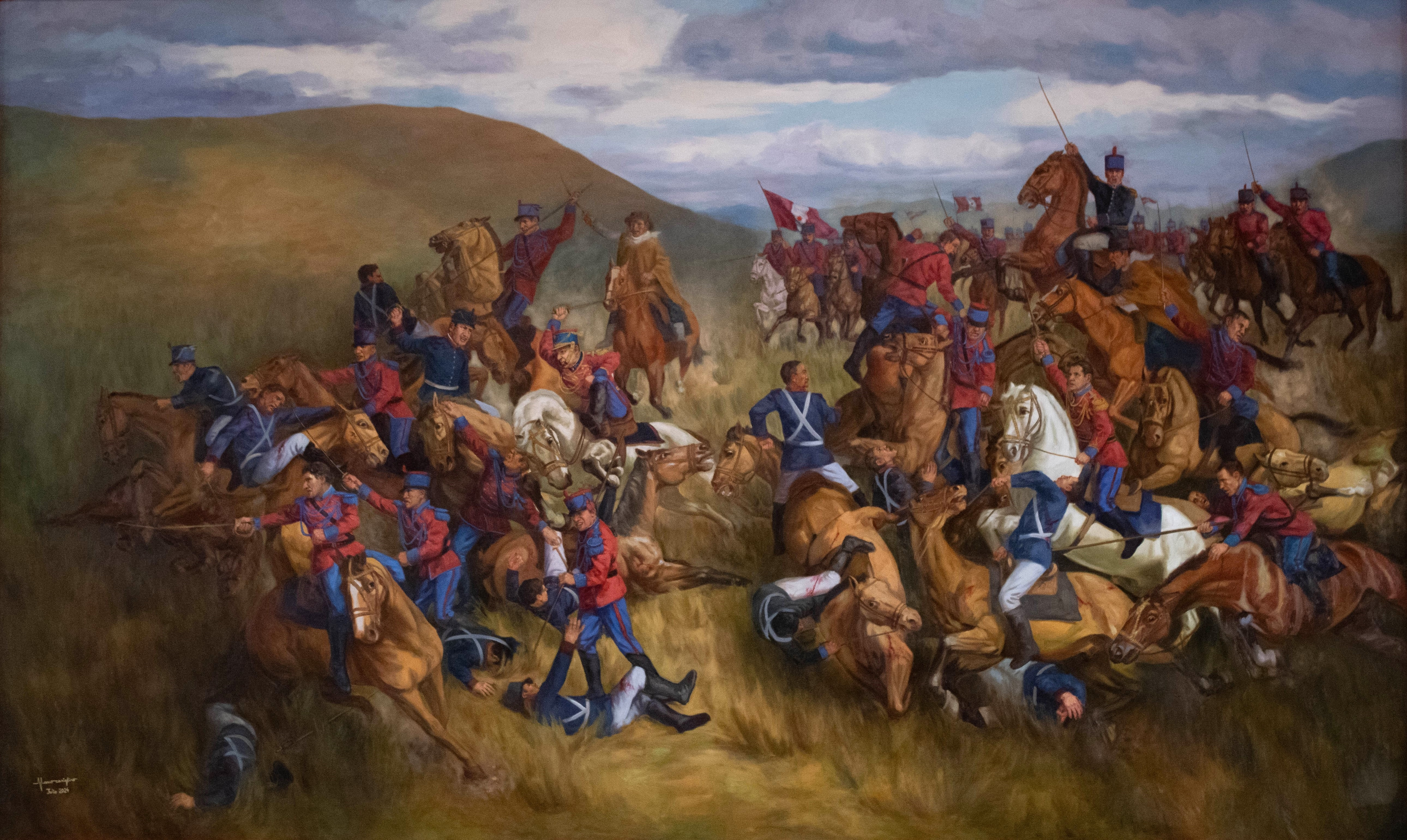
Victoria de la batalla de Junín. Óleo de Marcos Casimiro Ninahuanca.

Canterac, confiado en la superioridad numérica de su caballería, ordenó a ésta que frenara a los patriotas, poniéndose él mismo a la cabeza, mientras que su infantería continuaba su marcha al sur. Los patriotas no pudieron desplegar completamente sus escuadrones por lo malo del terreno, que era un espacio angosto entre un cerro y un pantano, mientras que la caballería realista, en terreno más propicio, desplegaba sus líneas y atacaba también. A las cuatro de la tarde se produjo el choque, que fue muy violento. Los patriotas comenzaron a retroceder, perseguidos por los realistas. El mismo Necochea fue herido siete veces y todo indicaba que la refriega culminaría en derrota para los patriotas. Fue entonces cuando el escuadrón Húsares del Perú, que se encontraba en la reserva al mando del teniente coronel rioplatense Manuel Isidoro Suárez, recibió la orden de cargar sobre los realistas por la espalda. Fue el ayudante del primer escuadrón, mayor José Andrés Rázuri, quien transmitió esa orden, supuestamente venida del mismo Bolívar, lo que no era cierto. Rázuri, natural de San Pedro de Lloc (en el departamento de La Libertad), cambió la orden original que era de retirada; y esta audaz decisión fue la que cambió la historia, al trocarse una segura derrota patriota por una victoria espléndida.
La carga de los Húsares del Perú desorientó a los realistas y dio tiempo para que los perseguidos patriotas se rehicieran y volvieran a la lucha. Luego de cuarenta y cinco minutos de feroz combate solo con arma blanca (sable y lanza), los patriotas obtuvieron el triunfo.
Bolívar, que ya daba por descontada la derrota y se había alejado del campo, recibió de pronto el parte enviado por Guillermo Miller en que se anunciaba la victoria. El Libertador estalló en alegría y dispuso desde entonces rebautizar a los Húsares del Perú como los Húsares de Junín.

#### El avance patriota hacia el sur
Canterac, luego de la batalla de Junín, perseguido por los montoneros de los coroneles Marcelino Carreño, Otero, Terreros, por el comandante Peñaloza, por el mayor Astete, tomó rumbo sur por las orillas del río Mantaro. Cruzó el puente de Izcuchaca, y se dirigió por el río Pampas al Cuzco, donde lo esperaba el virrey La Serna. En su retirada, el general Canterac, perdió 3000 soldados, entre rezagados, desertores, enfermos y extraviados. Además, quedaron abandonados almacenes, armas y municiones.
Mientras el general Canterac seguía su fuga al sur hacia el Cuzco, el itinerario de Bolívar era el siguiente: el día 7 de agosto de 1824 estuvo celebrando la victoria de Junín en el Pueblo de Reyes (hoy, Junín), el 8 de agosto estuvo en Tarma, el 12 de agosto en Jauja, el 14 de agosto en Huancayo y el 24 de agosto en Huamanga. Llegó hasta Andahuaylas de donde retornó el 6 de octubre. Ordenó a Carreño que hostilice permanentemente a Canterac. Delegó el mando del ejército patriota al general Antonio José de Sucre. Con su cuartel general en Jauja, encargó al general Andrés de Santa Cruz la jefatura de todos los montoneros de la sierra central. Luego, acompañado solo de su escolta, se dirigió a Lima. El 15 de agosto, en Huamanga, había designado a su gabinete ministerial que lo conformaban: José Faustino Sánchez Carrión, ministro de Gobierno y Relaciones Exteriores; coronel Tomás de Heres, ministro de Guerra y Marina e Hipólito Unanue, ministro de Hacienda.
Bolívar llegó a Chancay en el mes de noviembre de 1824, ingresando a Lima el 7 de diciembre de ese año. Inmediatamente ordenó el sitio del Callao con el objetivo de rendir a las tropas de Rodil, que estaban acantonadas en la Fortaleza del Real Felipe.
Mientras, la situación en el ejército realista es descrita así por el general Andrés García Camba:

«Este ejército brillante y animoso al principio de agosto, se hallaba ahora en el estado más lamentable; no sólo había visto abatir la merecida fama de su caballería en los mahadados campos de Junín; no sólo había perdido con pasmosa celeridad una gran parte de sus provincias de Tarma y Lima, las de Huancavelica y Huamanga completas, parte del Cusco, todos sus almacenes, muchas armas, municiones, efectos de parque y sobre todo, 3,000 infantes por deserción, sino que en poco más de un mes había alcanzado un grado de abatimiento moral apenas concebible… Carreño cubría con todos los montoneros el país entre Abancay y el Apurímac»
(Memorias para la historia de las armas españolas en el Perú: 1809 – 1812).

El general Antonio José de Sucre se preparó para la campaña final. Estando en Andahuaylas, reunió a su Estado Mayor ante los informes de que el realista Gerónimo Valdés había llegado al Cuzco con un fuerte contingente, poniéndose a órdenes del virrey La Serna. Sucre, en una inspección, llegó a Mamara. En este pueblo envió una avanzada al mando del general Miller para espiar al enemigo. Miller regresó el 30 de octubre y le informó que los colonialistas estaban a solo 36 km. Sucre, entonces, ordenó el repliegue al noroeste.

#### El contingente y las armas de ambos ejércitos

Uniforme para granaderos y cazadores aprobado por las Cortes en 1821, las disposiciones no siempre podían ser cumplidas a cabalidad en el Perú quedando muchas unidades con uniformes adoptados de acuerdo a las circunstancias.

La Serna, convencido de la cercanía de Valdés allá decisiva, había formado un ejército numeroso con 10 mil soldados, pero con base en un reclutamiento indiscriminado, la mayor parte mestizos de “habla quechua”, criollos, negros, pardos e indios portadores. En realidad campesinos uniformados, dicho ejército supuestamente disponía de 14 batallones de infantería, 2 brigadas de caballería y 14 piezas de artillería. La Serna comandaba la caballería. Valdés iba a la vanguardia con una división de infantería. Las otras dos estaban comandadas por Canterac y Monet.
El ejército patriota unido, tenía unos 8000 soldados veteranos, perfectamente pertrechados, más los montoneros. El ejército regular marchaba disperso y los montoneros hacían tareas militares de «cobertura, enlace y apoyo».

#### La campaña de Ayacucho
Dada la presencia de Valdés cerca de Andahuaylas para cortar el paso, Sucre replegó su ejército hacia Huamanga, por las orillas del río Pampas, reagrupando sus fuerzas, sin apuro alguno. La Serna apuró la maniobra de rodear a Sucre, había dispuesto a sus tropas andar a marchas forzadas, para ganar posiciones, llegó a Huamanga el 16 de noviembre de 1824. El 24 de noviembre, ambos ejércitos marcharon a ambas orillas del río Pampas, teniéndose a la vista. Desde ese día, ya no se perdieron de vista. 
La tropa patriota iba de pueblo en pueblo, alentada por los montoneros, era recibida y ayudada efusivamente por sus habitantes. En cambio la tropa realista, iba eludiendo todo contacto con los pobladores de los pueblos por donde pasaba, cuidado de esta manera el desbande de las tropas. El general Guillermo Miller en sus Memorias, afirmó:

“En cualquier punto donde hacían alto, los cuerpos acampaban en columna y ponían alrededor un círculo de centinelas de los soldados de más confianza; además de estos centinelas, un gran número de oficiales estaban siempre de servicio, y ningún soldado podía salir de la línea de ellas, con cualquier pretexto que fuese. Por la misma razón era muy opuesto el virrey a enviar partidas en busca de ganado, porque en tales ocasiones era segura la deserción. La consecuencia de este sistema fue que durante el avance rápido de los realistas sufrieron mucho más por falta de provisiones que los patriotas, tanto que el 3 de diciembre se vieron obligados a comer carne de caballo, mula y borrico”.

##### La Batalla de Corpahuaico o Matará
El 3 de diciembre de 1824, en las cercanías de Corpahuaico o Matará hubo combate entre las retaguardias, con consecuencias militares nada favorables para los patriotas. En las fuerzas patriotas que estaban al mando del general Guillermo Miller, se contaron 300 muertos; mientras que en el sector realista, a órdenes del general Valdés, se hallaron 30 muertos. Además, los patriotas perdieron buena parte de su parque y artillería.
Pero a decir de entendidos, en el aspecto estratégico el resultado no fue decisivo. Los patriotas, más cerca de sus bases, se mantenían reunidos y animados tras escabullir el cerco, mientras que se ahondó la crisis moral entre los realistas, a tal extremo que ese mismo día 15 soldados que habían sido reclutados por Valdés en Charcas, se pasaron a las filas de Sucre y le informaron el debilitamiento moral en que se encontraban las filas enemigas; «casi están como prisioneros», dijeron.

##### Movimientos preliminares
Desde el día 4 de diciembre, ambos ejércitos marcharon separados por un abismo. Los patriotas pasaron por Huaychao el día 5, y el 6 llegaron sus avanzadas un poco más al norte de La Quinua. Los realistas tomaron la ruta de Huanta, por Paccaicasa. El día 6, acamparon en Huamanguilla; la idea del virrey era cortar todo repliegue a Sucre. El 7 de diciembre, cada ejército hizo los aprestos para la batalla, tratando de encontrar la mejor ubicación. El día 8 hubo algunos choques entre patrullas.

##### Batalla de Ayacucho

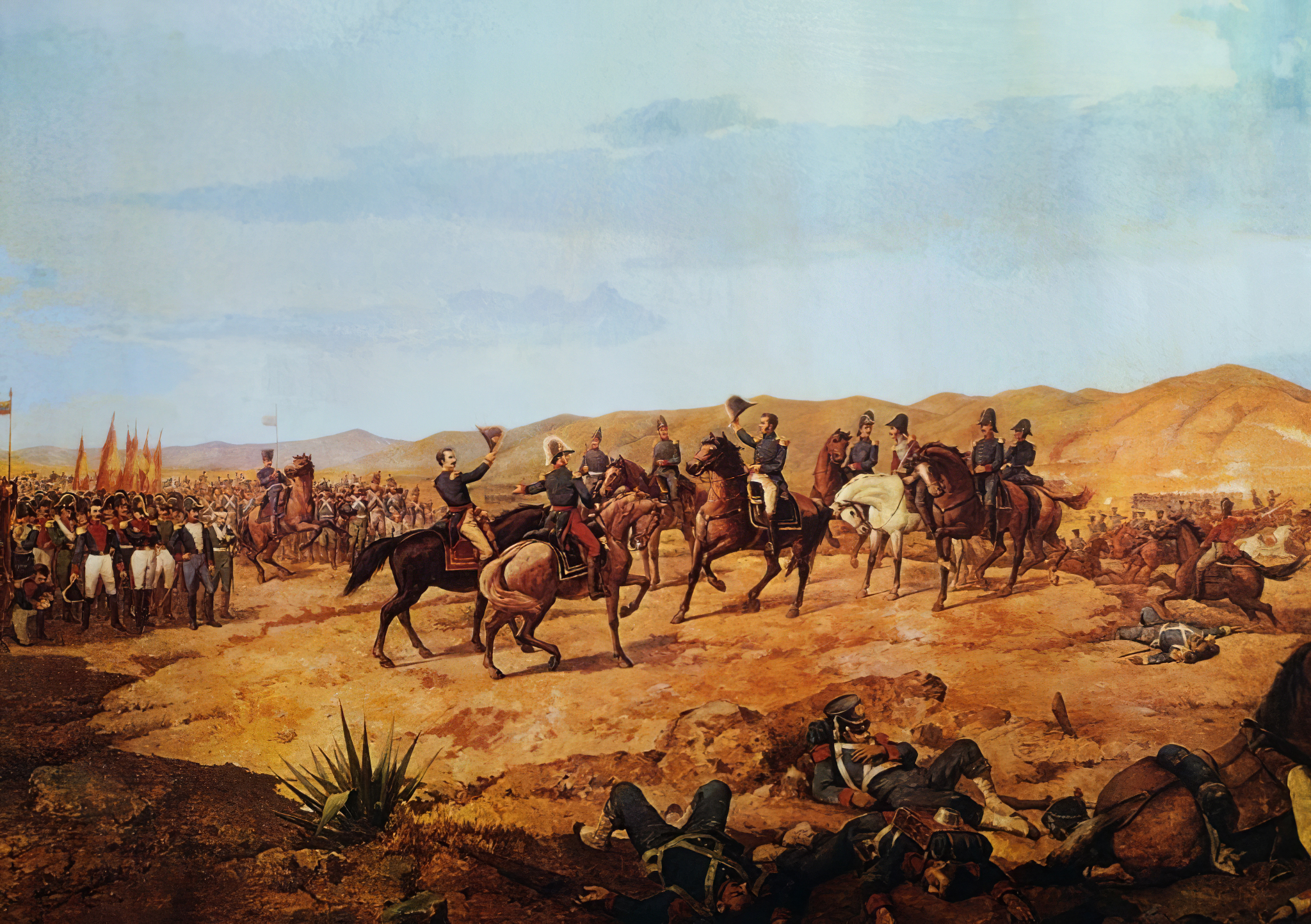
Óleo de la batalla de Ayacucho, una obra de Martín Tovar y Tovar.

Dispuestos a entablar la batalla definitiva, los realistas ocuparon las faldas del cerro Condorcunca y los patriotas se desplegaron en la Pampa de la Quinua. Los primeros contaban con 9.310 hombres y los segundos con 5.580.
La Pampa de la Quinua se ubica a 12 km de la ciudad de Huamanga; los indígenas la denominan Ayacucho. Es un área de suave declive que prolonga las faldas del cerro Condorcunca (cuello de cóndor), montaña que se destaca en el Ande de esa región. Descendiendo de las faldas de este cerro de este a oeste y continuando por la pampa, que tiene una longitud de 1,600 m, se llega al pueblo de artesanos de La Quinua, situado al término de la pendiente. En la parte más ancha la pampa tiene 600 m y se encuentra limitada al norte por un barranco, y al sur por una abrupta quebrada. En la época de la batalla y a mitad de la pampa, existían enormes piedras, producto de avalanchas o lloclla, que cortaba el campo de norte a sur.
El virrey La Serna formó su ejército de la siguiente manera:
- La división Valdés, a la derecha del Condorcunca.
- La división Monet, al centro.
- La división Villallobos, a la izquierda, con un escuadrón de caballería a su flanco.

Colocó su artillería en la cumbre, la misma que debía actuar no bien la infantería le concediera el terreno apropiado en el llano. Si bien constaba de 14 piezas, solo seis funcionaron, pues el resto se hallaba desmontado. Los realistas contaban, en teoría, con una buena posición defensiva pero que debían abandonar para chocar con los patriotas.
Sucre, por su parte, formó así:
- La división La Mar (legión peruana), a su izquierda, frente a Valdés.
- La división Lara (colombiana), al centro y un poco a retaguardia, junto con la caballería.
- La división Córdova (colombiana), a la derecha, frente a Villalobos.

Su única artillería que no había perdido era un cañón de a cuatro. El jefe de Estado Mayor era el general Agustín Gamarra (peruano). El jefe de la caballería era Guillermo Miller.
Al amanecer del 9 de diciembre de 1824 todo estaba listo para librarse la batalla final por la independencia del Perú. Efectivamente, las fuerzas del virrey La Serna constituían el último ejército español de importancia que aún se batía en el continente bajo las banderas del rey de España. Sucre arengó a sus soldados con estas palabras:

«De los esfuerzos de hoy pende la suerte de la América del Sur, otro día de gloria va a coronar vuestra admirable constancia. ¡Soldados!: ¡Viva el Libertador! ¡Viva Bolívar, Salvador del Perú!»

El plan de los realistas, concebido por el general Canterac, consistía en que Valdés empezara embistiendo contra la izquierda patriota, es decir, contra la Legión Peruana, para hacerla retroceder y envolverla, pasando seguidamente a atacar por el flanco y la retaguardia al resto del ejército patriota. Simultáneamente, Villalobos atacaría contra la derecha patriota, mientras Monet lo haría por el centro, para atrapar al adversario y liquidarlo en una especie de operación de tenazas.

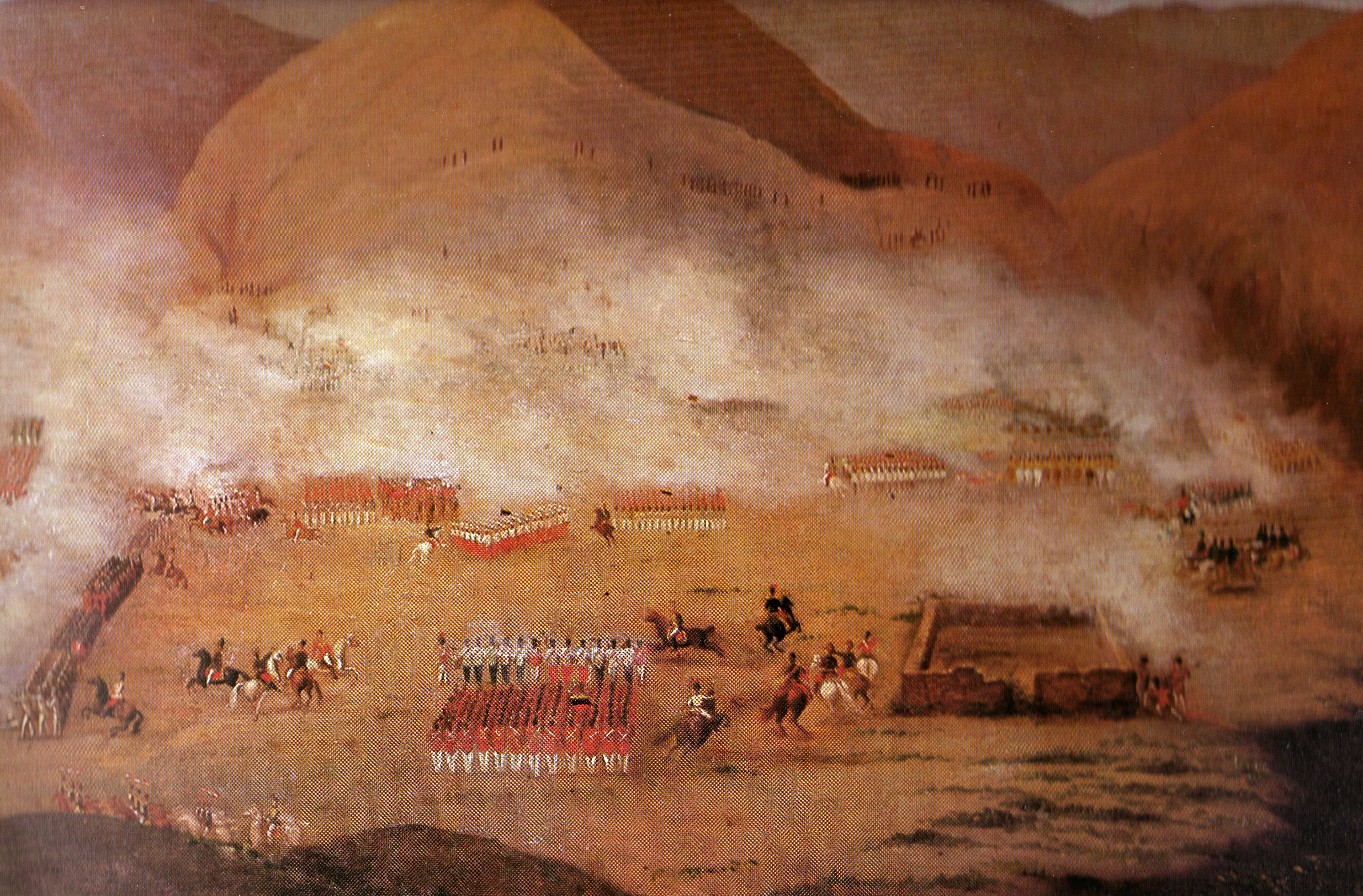
La Batalla de Ayacucho (1918) de Teófila Aguirre.

La batalla se inició a las diez de la mañana. Como consecuencia del plan seguido por los españoles, la Legión Peruana de La Mar fue la que afrontó el ataque más fuerte de los realistas, a manos de la división Valdés. La Mar y sus bravos soldados resistieron a pie firme, pero cuando empezaron a ceder y requerir auxilio, Sucre les envió dos batallones para sostenerlos. La Legión Peruana pudo entonces contener a Valdés, lo que fue un hecho crucial para el resultado final de la batalla.
En el otro flanco, el coronel español Joaquín Rubín de Celis, que mandaba el Regimiento primero del Cuzco, y que debía proteger el emplazamiento de la artillería, que descendía despiezada y cargada en sus mulas, se adelantó impetuosamente al llano prematuramente, interpretó defectuosamente órdenes directas del Virrey "se arrojó solo y del modo más temerario al ataque" donde su unidad fue destrozada y él mismo muerto. Al mismo tiempo, Sucre ordenó avanzar a Córdova, quien al grito lacónico de «¡Adelante! ¡Armas a discreción! ¡Paso de vencedores!», y convenientemente reforzado por caballería, inició un contraataque que desorganizó la izquierda realista al mando de Villalobos, llegando hasta el Condorcunca. 
La caballería española descendía al llano pero poder sin formar eran acometidos sable en mano por la caballería de Miller. Empezó entonces el repliegue de los realistas. Canterac no consiguió rehacer la línea. La Mar se repuso y, a su vez, avanzó contra Valdés, quien resistió desesperadamente. El virrey La Serna, que bregó en el campo, resultó herido y cayó prisionero. Canterac asumió entonces el mando.
La batalla terminó en la cima del Condorcunca a la una de la tarde, con una completa victoria de los independientes.

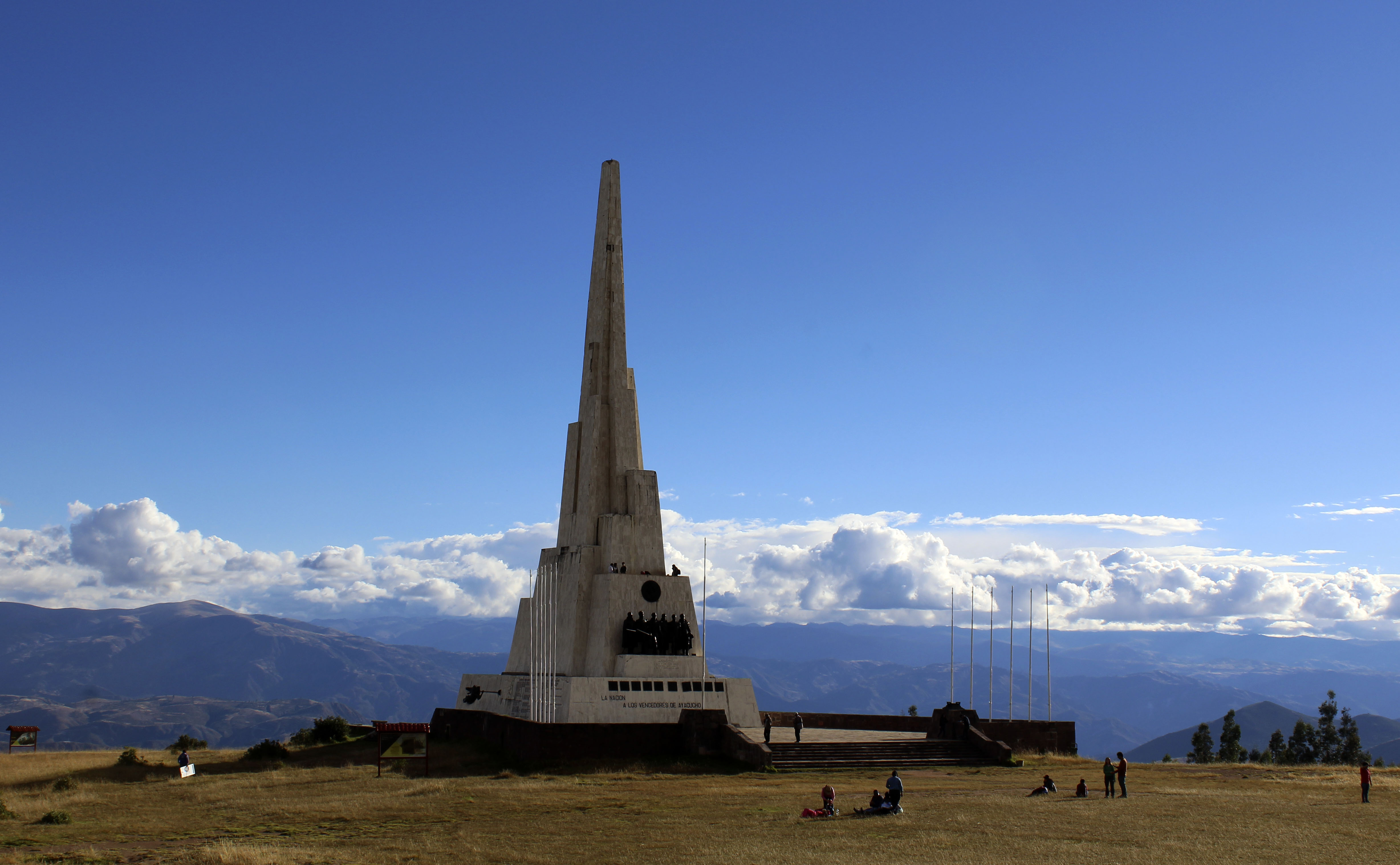
Obelisco en Pampa de Quinua, Ayacucho, Perú. En honor y reconocimiento a los combatientes independentistas de la batalla.

La batalla fue sangrienta. Los realistas tuvieron 1800 muertos y 700 heridos, quedando prisioneros entre 3000 y 2000 combatientes. Los patriotas tuvieron 370 muertos y 609 heridos. La cuarta parte de los combatientes resultaron muertos o heridos, lo que nos da una idea de la fiereza de la lucha. A Canterac, Valdés y a los altos jefes españoles, no les quedó otro recurso que aceptar la oferta de honrosa capitulación que La Mar les hizo llegar. La rebelión de Pedro Antonio Olañeta en la retaguardia hacía que la retirada fuese impracticable. 
En teoría, en Ayacucho combatieron en filas patriotas unos 4.000 colombianos y unos 1500 peruanos (más una escasa fracción de chilenos y rioplatenses). Sin embargo, hay que tener en cuenta que las bajas en los escuadrones o batallones colombianos eran cubiertas con los naturales del país, por lo que el número de peruanos debió ser más elevado.

##### La Capitulación de Ayacucho

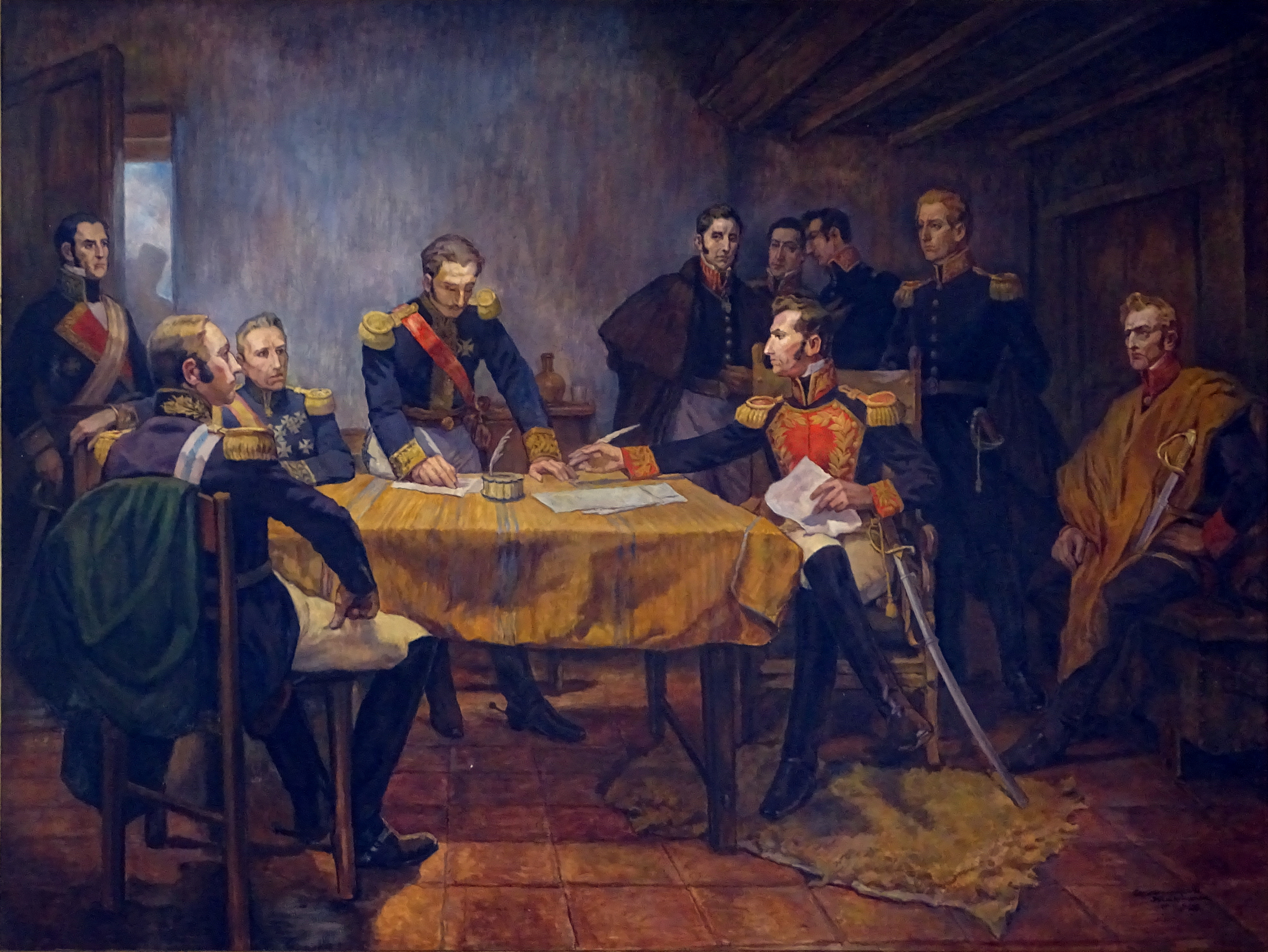
Capitulación de Ayacucho, óleo de Daniel Hernández Morillo.

A pesar de que la firma de la Capitulación de Ayacucho, tiene fecha 9 de diciembre de 1824, la realidad es que las deliberaciones duraron dos días, sellándose definitivamente con este documento la independencia de América. En esta capitulación se establece la rendición de los realistas. Con este objetivo, se acordó la formación de comisiones mixtas para la transferencia del poder y de la administración y para la entrega de todas las instalaciones militares, con sus parques, maestranzas, almacenes, caballos y demás instrumentos y armamento, desde los Castillos del Callao y Ayacucho hasta Desaguadero. 
La segunda parte de la Capitulación establece una serie de concesiones a los realistas. Por ejemplo, a todos los militares realistas que pretendieran regresar a España se les pagaría el pasaje correspondiente. Mientras permanecieran en el Perú, el gobierno patriota debería pagar por lo menos la mitad de sus sueldos. Las propiedades muebles e inmuebles de los españoles residentes en Perú, serían respetadas, así como sus grados militares, pudiendo ser asimilados al Ejército del Perú. El gobierno peruano, también se comprometió a pagar todo el gasto que habían hecho los realistas en la manutención de la campaña militar contra los patriotas.
Las consecuencias de la Capitulación de Ayacucho, fueron varias; pero las más saltantes, son:
- 1.º La Independencia del Perú y de toda América.
- 2.º Desaparición del ejército realista, que había permanecido durante 14 años como una poderosa cuña, apuntando y amenazando la reciente y precaria independencia de los países americanos que lo hicieron antes de 1821.
- 3.º España, finalmente, a pesar de haber sido derrotada, logró hacer que se le reconozca “gastos de guerra” (la llamada deuda de la Independencia, que el Perú nunca pagaría).

#### Campaña del Alto Perú

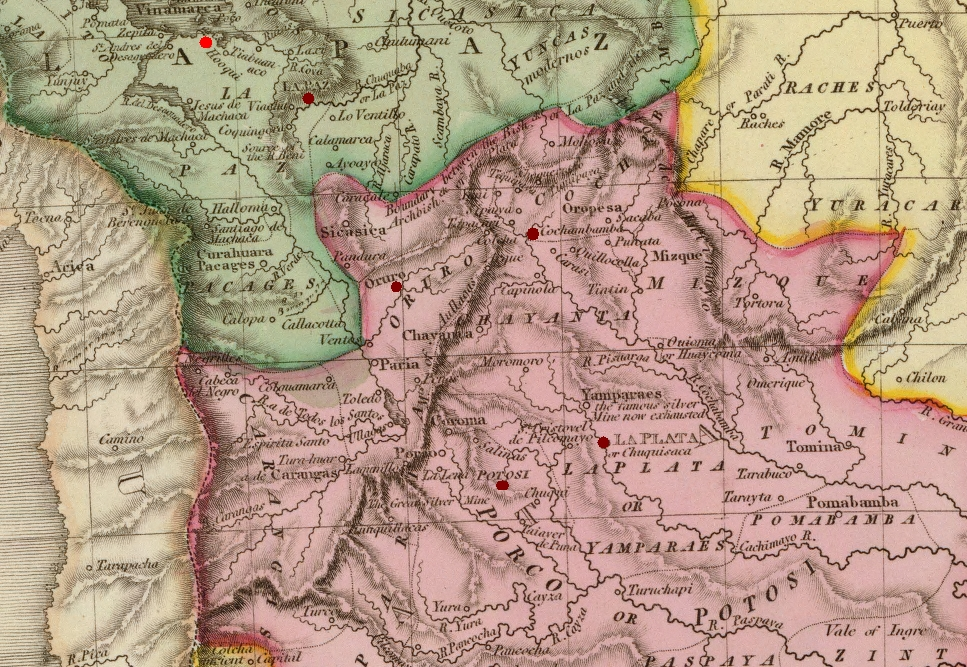
Alto Perú de John Pinkerton.

Luego de firmada la Capitulación de Ayacucho, las fuerzas realistas que ocupaban el sur del territorio peruano, entre Cuzco, Arequipa y Puno se fueron entregando a las fuerzas independentistas. El 14 de diciembre de 1824, el general Sucre ingresó al Cuzco. Francisco de Paula Otero, primero y Lara, después, tomaron Arequipa. 
Pero en Charcas se encontraba el general español Pedro Antonio Olañeta, quien no aceptó ni la Constitución de Cádiz ni la Capitulación de Ayacucho y anunció su deseo de seguir batiéndose por el rey absoluto. Sucre abrió entonces campaña en dicho territorio, cruzando el río Desaguadero con la división de Córdova y la división del Perú del ejército libertador. Depósitos y agrupaciones realistas capitularon en los pueblos unas tras otras por el camino. La guerra regular en Charcas terminó con el combate de Tumusla, donde el mismo Olañeta resultó victimado en una balacera desatada por sus propios soldados.
El gobierno del Perú (lo mismo que el rioplatense el 9 de mayo de 1825), emitió un decreto donde pidió la delimitación de las fronteras y también dejó en libertad a Simón Bolívar para resolver la pertenencia del Alto Perú a la Argentina o el Perú, o la independencia de Bolivia que fue lo que finalmente ocurrió.

Resolución del Congreso constituyente del Perú se deja al juicio del Libertador el establecimiento de un gobierno provisorio en las provincias indemnización para el caso de que las Altas queden separadas de las del Perú. Decreto del 23 de febrero de 1825: 

artículo 3º: que si verificada la demarcación según el artículo constitucional resultaren las provincias Altas separadas de esta república el gobierno a quien pertenecieren indemnizará al Perú los costos causados en emanciparlas.

#### Últimos bastiones: el Callao y Chiloé

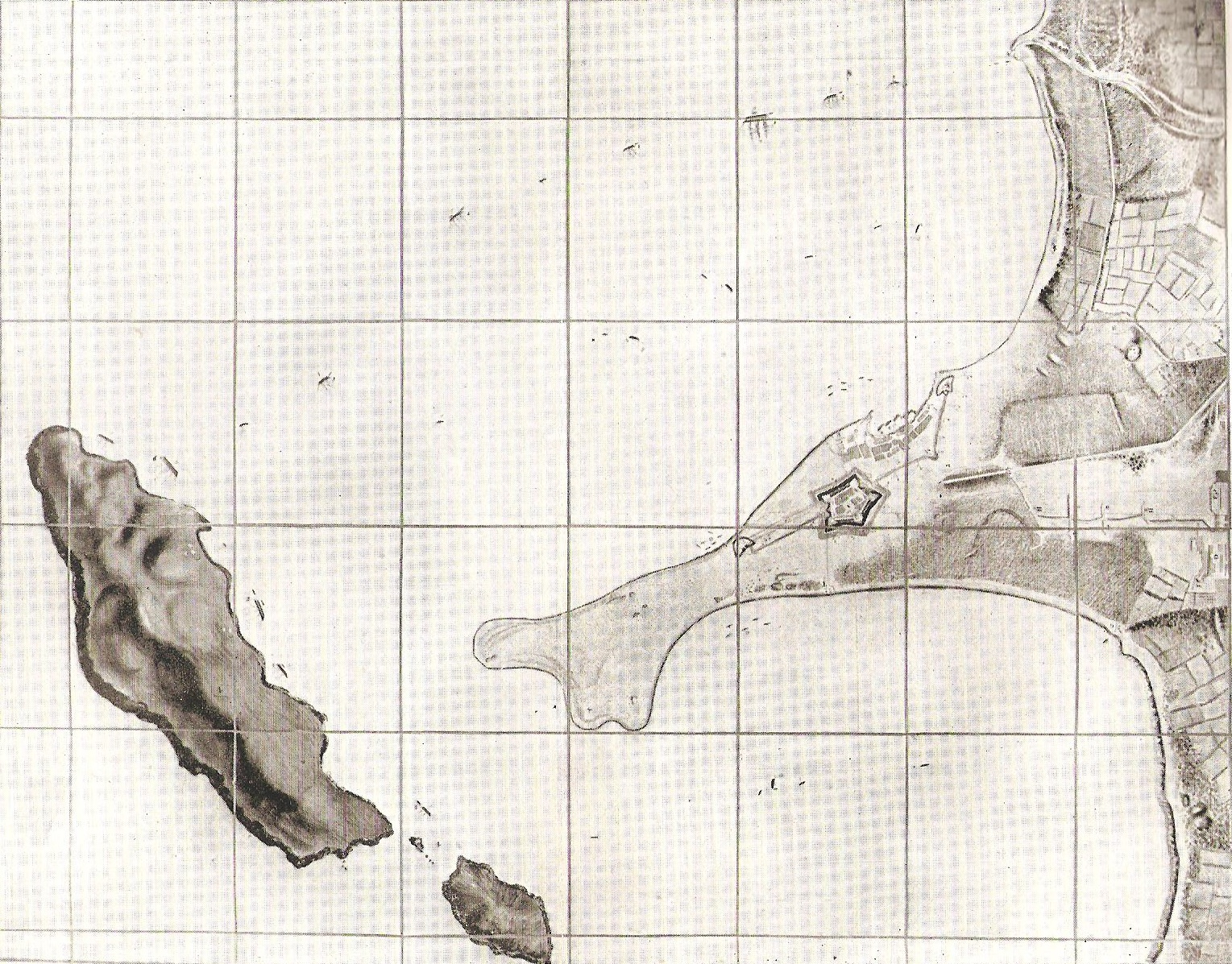
Plano de la Plaza del Callao que representa la posición y trabajos del Ejército sitiador y el de su escuadra bloqueadora por fin del sitio que terminó en 23 de enero de 1826.

Bolívar ordenó a Sucre que se ocupara de la negociación de la isla de Chiloé y del Callao en la capitulación de Ayacucho, pero Canterac se negó rotundamente a incluir Chiloé en la capitulación, para no sumar más hechos negativos a su derrota en Ayacucho y porque no le obedecerían. Lo mismo con el Castillo del Callao. Lo único que se acordó con Canterac fue que el poderoso navío Asía abandonase el Pacífico poniendo rumbo a Manila. Así que los dos únicos bastiones que restaban del Virreinato del Perú quedaron desconectados y aislados. Mientras la isla de Chiloé resistía al frente de Antonio de Quintanilla, como gobierno militar aislado, otro militar español se negó a acatar los términos secretos de la capitulación de Ayacucho, que dejaba fuera de la capitulación a los defensores del Callao, fue José Ramón Rodil quien, al mando de la Fortaleza del Real Felipe, se mantuvo tercamente leal al rey de España. Como recordaremos, dicha fortaleza había vuelto a poder realista en febrero de 1824 y había servido de refugio a la población limeña que huía de la represión patriota, entre ellos el presidente peruano José Bernardo de Tagle y su familia. Bolívar acentuó el sitio de dicho bastión, cortándole todo género de suministros, tanto por tierra como por mar. Tras meses de empecinada resistencia, recién el 23 de enero de 1826, Rodil aceptó capitular, entregando la Fortaleza a las fuerzas sitiadoras del general colombiano Bartolomé Salom. De 6 mil refugiados limeños, entre militares y civiles, mujeres y niños, salieron después de la rendición apenas unas centenas, en su mayoría militares. Fueron los únicos sobrevivientes de una acción desesperada. De ese grupo, solo 400 eran militares que partieron a tambor batiente llevando sus banderas, se trata de los regimientos realistas de Arequipa y Real de Lima. El general Rodil, el último paladín de los realistas en Sudamérica, se embarcó hacia España en la fragata inglesa Briton. De esta manera tan agónica culminaba el sangriento proceso independentista de la América española.

#### Fin de la guerra y acontecimientos posteriores
El 4 de septiembre de 1826, Bolívar se embarcó en el bergantín "Congreso" con dirección a Colombia y no regresó más al Perú. La guerra de guerrillas se mantuvo latente sin embargo en los Andes tras la caída de los bastiones españoles del Callao y Chiloé. El caudillo Antonio Huachaca lideró la resistencia guerrillera que en 1827 derrotó al batallón de Pichincha conocida como rebelión de Iquicha. Finalmente fue vencido y no tuvo apoyo exterior.

## El pago de la deuda de la independencia

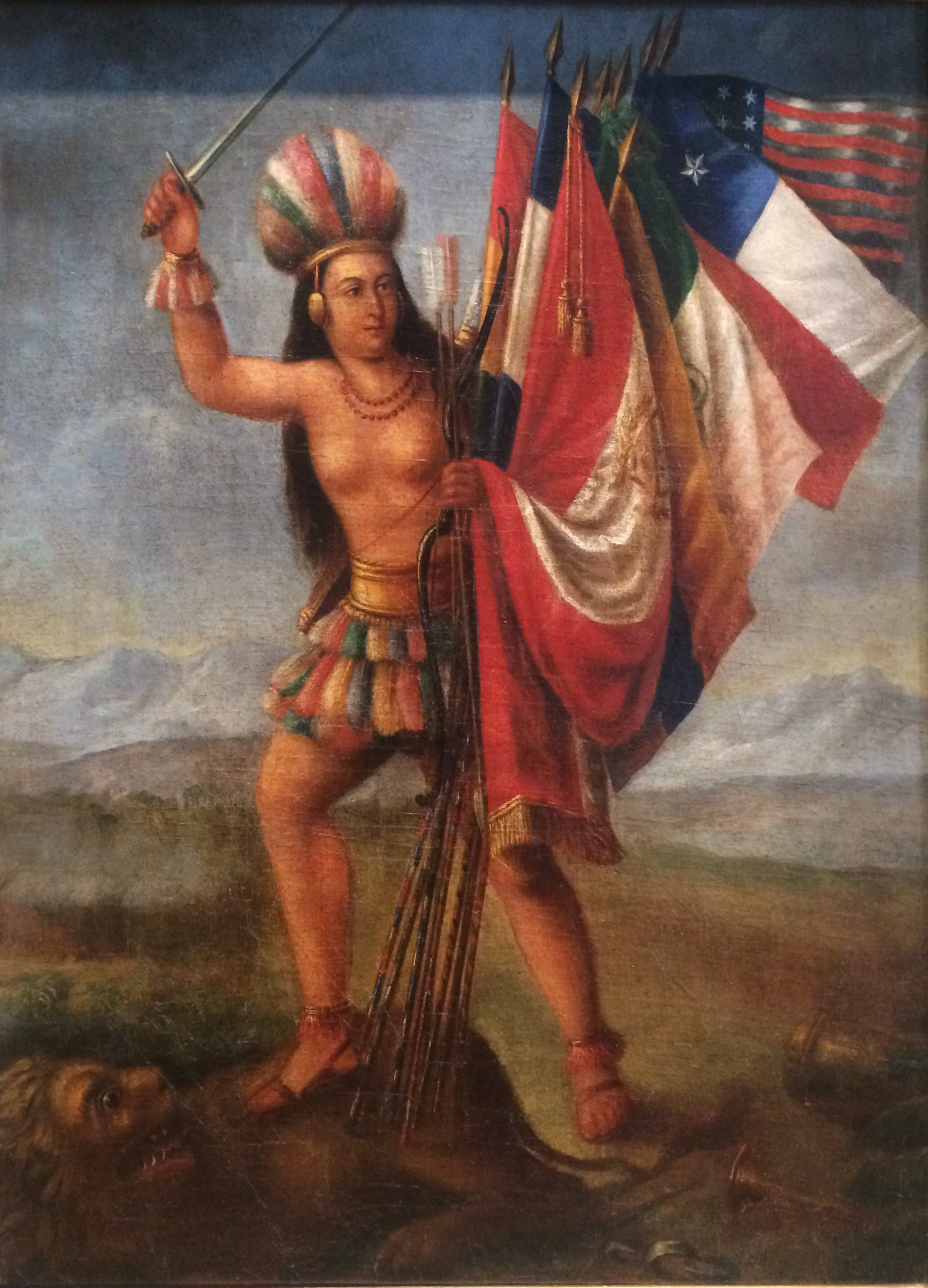
Mariano Florentino Olivares - Alegoría de la unión americana, 1895

Consumada la independencia del Perú, quedó pendiente el pago de la deuda que este país había contraído con Chile y la Gran Colombia, a cuenta de los gastos hechos por estos países en la organización de las campañas militares de la última fase de la independencia (es decir, las expediciones libertadoras de San Martín y Bolívar). Con España también había una deuda pendiente, de acuerdo a lo estipulado en la Capitulación de Ayacucho. Otro rubro era la deuda con Inglaterra, contraída también durante el proceso de la independencia y que al permanecer impaga había crecido excesivamente, por los intereses acumulados. De otro lado, existía una deuda interna con particulares que habían aportado, en especie o en dinero, a favor de las campañas independentistas.
Por el Tratado de Guayaquil del 22 de septiembre de 1829, el gobierno peruano ratificó su compromiso de pagar la deuda a la Gran Colombia, pero al fraccionarse esta entidad en tres países (Ecuador, Nueva Granada y Venezuela), quedaron suspendidas las negociaciones. En cuanto a la deuda con Chile, esta se vio incrementada con los montos que este país exigió por las campañas restauradoras de 1838-1839, las mismas que habían puesto fin a la Confederación Perú-Boliviana.
El pago de la cuantiosa deuda de la independencia peruana se fue prorrogando, hasta que, bajo el primer gobierno de Ramón Castilla (1845-1851), al contar con una holgura fiscal producto de las rentas del guano, se resolvió de una vez cancelarlas. Se empezó con el pago de la deuda interna, conocida con el nombre de "consolidación de la deuda interna", lo que originó un tremendo escándalo de corrupción, que estallaría en el gobierno siguiente. Luego, por una ley de 1848, Castilla ordenó el pago de la deuda a todos los países, menos a España, hasta que este país reconociera la independencia del Perú. Hubo, sin embargo, voces discrepantes dentro del Perú, de quienes se oponían a realizar tales pagos, ya que al haber sido la campaña de la independencia una empresa mancomunada, en la que cada nación aportó de su parte en la consecución de un fin común, el Perú no debía dar ya más de lo que había dado, pues su aporte en recursos humanos y materiales había sido tan importante como la del resto de los países. Sin embargo, en el gobierno de entonces primó la idea de cancelar las deudas, pues había contratos firmados, que se debían honrar, ya que era una manera de cimentar la confianza internacional en el país.
Con Chile se firmó una convención el 12 de septiembre de 1848, en la que se acordó como toda y única deuda el monto de 4 millones de pesos, los que se fueron pagando hasta 1856, con los intereses correspondientes.
Con los países de la antigua Gran Colombia se reiniciaron también las negociaciones, las cuales concluyeron en 1853, bajo el gobierno de José Rufino Echenique. Inicialmente, la demanda colombiana fue de más de 11 millones de pesos como deuda global, pero luego quedaron reconocidos a favor de Nueva Granada y del
Ecuador 2 860 000 pesos. Con Venezuela se firmó un convenio aparte, reconociéndose su deuda en 855 000 pesos. El pago se hizo en los años siguientes. El Perú abonó, pues, 3 715 000 pesos a las tres Repúblicas grancolombianas.
También se pagó a los herederos de Bolívar la suma de un millón de pesos, decisión originada por una controvertida ley del Congreso Constituyente de 1825, que de esa manera había premiado al libertador en medio de la algarabía suscitada por el triunfo de Ayacucho.
Y con respecto a la deuda con España, si bien este país exigió su pago durante la crisis que desembocó en la guerra hispano-sudamericana (1865-1866), ella no se pagó, ni se la volvió a mencionar en el tratado definitivo de paz firmado entre ambas naciones en 1879.

## Tratado de paz y amistad

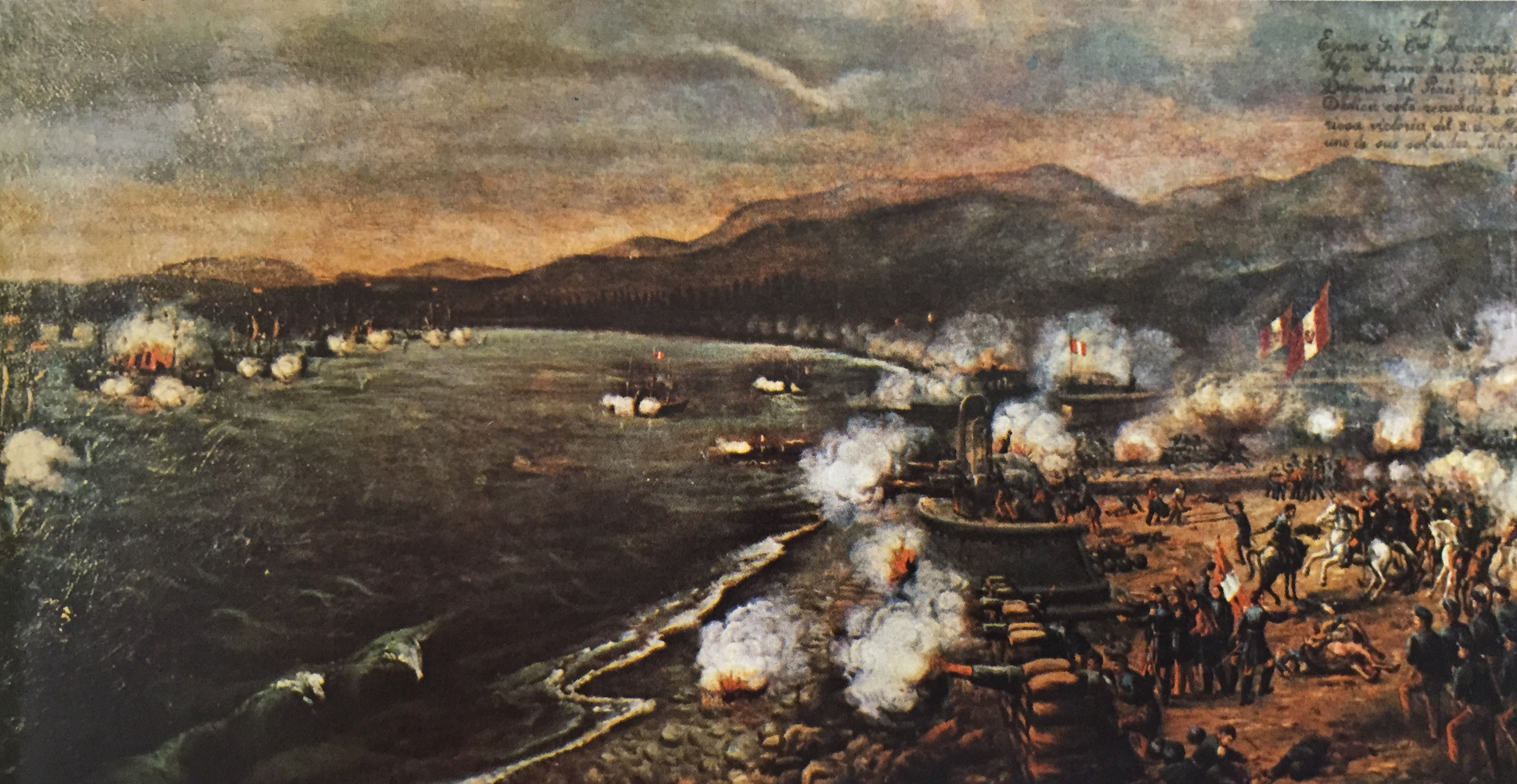
Después de la guerra hispano-sudamericana, el Perú y España firmaron el Tratado de París de 1879 en donde la nación peninsular reconocía la existencia de la república americana.

El rey Fernando VII agotó sus últimas esperanzas de una quimérica restauración absolutista en América con el apoyo de las monarquías europeas continentales, como lo sucedido en España entre 1823-1828, con la ocupación por el ejército legitimista francés de los Cien Mil Hijos de San Luis. Sin embargo los últimos bastiones americanos quedaron aislados a seguir su propia suerte. España, desde la alzamiento de Riego de 1820, se encontraba sin capacidad militar de defender los últimos bastiones, ni mucho menos de ninguna capacidad de reconquista. La Capitanía General de Cuba estaba en peligro ante los planes de invasión del Imperio mexicano, mientras el Virreinato del Perú era el siguiente objetivo de la Gran Colombia. El reino de Francia, que pretendía recuperar su hegemonía continental, buscaba una conferencia legitimista en París y así recuperar el plan de poner infantes españoles a la cabeza de unos reinos independientes americanos. El Reino Unido, que se movía entre dos aguas, se negó finalmente a un compromiso con el legitimismo, orientada a sus necesidades de comercio y la presión del expansionismo estadounidense. El conflicto entre liberales y absolutistas llevó al gobierno español hasta el punto muerto del inmovilismo. No se encontraron soluciones al problema de la desintegración del Imperio español y recuperar las relaciones con la América española sobre la base del reconocimiento de su independencia. En consecuencia se produjo una ruptura traumática y completa del mundo hispano.
El rey Fernando VII de España muere en 1833 y el parlamento español el 4 de diciembre de 1836 renuncia de todo derecho de soberanía sobre América continental y autoriza a sus gobiernos para sellar tratados de paz y amistad con las nuevas repúblicas reconociendo su independencia. Sin embargo, debido a distintos desencuentros, España concluirá el tratado con el Perú en fecha de 14 de agosto de 1879, mediante la firma en París del Tratado de Paz y Amistad España-Perú, por parte de España lo hace el Marqués de Molíns y Mariano Roca de Togores, y por el Perú, Juan Mariano de Goyeneche y Gamio, conde de Guaqui. España envía como su primer embajador en Lima a Emilio de Ojeda.
El desmembramiento de la Monarquía católica en múltiples nuevos estados independientes, como resultado de una guerra civil larga y destructiva, produjo un drástico cambio político y comercial en el mundo. Los Estados Unidos, Inglaterra y las potencias continentales europeas, principalmente Francia, se disputaban el nuevo equilibrio del poder global mediante el reconocimiento de las nacientes repúblicas tras su separación de España.